# Operacja Allied Force
Operacja Allied Force – przeprowadzona przez siły Sojuszu Północnoatlantyckiego (NATO) między 24 marca i 20 czerwca 1999 roku operacja lotnicza w Federalnej Republice Jugosławii, mająca doprowadzić do zakończenia czystek etnicznych na terenie Kosowa i przywrócenia wieloetnicznego charakteru tej prowincji oraz wymuszenia procesu demokratyzacji w Jugosławii.
Wobec nieskuteczności podejmowanych wcześniej działań dyplomatycznych Sojusz Północnoatlantycki zdecydował się przeprowadzić operację militarną, którą nazwano „pierwszą w historii wojną o prawa człowieka”. Wywołała doktrynalne i publiczne spory na temat tej interwencji, zwłaszcza zaś jej podstaw prawnych. Po raz pierwszy bowiem w historii Sojusz Północnoatlantycki przeprowadził operację wojskową bez autoryzacji Organizacji Narodów Zjednoczonych. Interwencja NATO pogłębiła jednak katastrofę humanitarną, jaka miała miejsce już przed jej rozpoczęciem, toteż – niezależnie od „Allied Force” – Stany Zjednoczone, a następnie cały Sojusz, podjęły drugą operację – skierowaną na niesienie pomocy humanitarnej, pod nazwą „Allied Harbour”.
Sojusznicza operacja Allied Force stanowiła kolejny wyraz – po operacjach nad Bośnią i Hercegowiną w latach 1992–1995 – postępującej transformacji Sojuszu Północnoatlantyckiego, który przekształcił się z organizacji stricte defensywnej w zdolną do działania poza terytorium państw członkowskich, na peryferiach Europy, zdolną do prowadzenia tam długotrwałych operacji w celu stabilizowania sytuacji kryzysowych.

## Wojna domowa w Kosowie

### Tło historyczne konfliktu

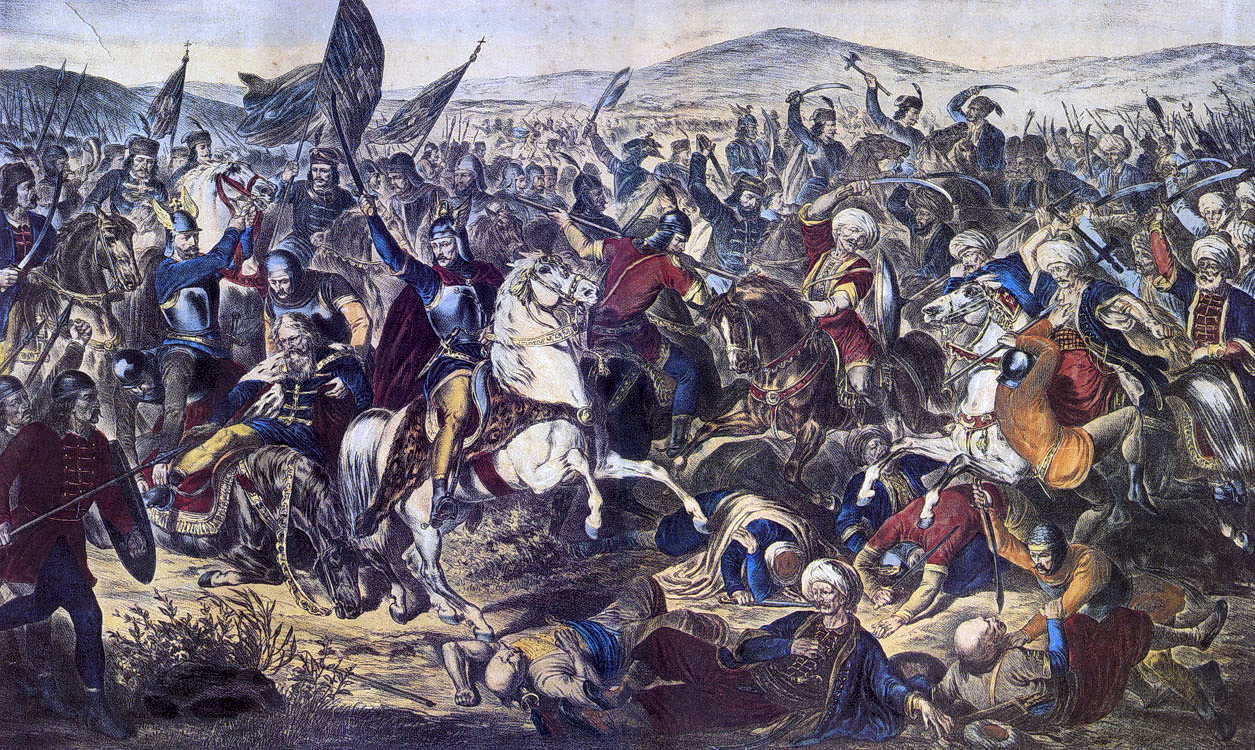
Bitwa na Kosowym Polu (1389)

Kosowo w opinii większości historyków stanowi kolebkę serbskiej kultury i państwowości. Stolicą najsilniejszego państwa serbskiego za czasów panowania Stefana Urosz IV Duszana było kosowskie miasto Prizren. 15 czerwca 1389 roku doszło do bitwy na Kosowym Polu, w której 15-tysięczna armia złożona głównie z Serbów księcia Łazarza poniosła klęskę w walce z 30-tysięczną armią sułtana Murada I. Przegrana Serbów otworzyła Imperium Osmańskiemu drogę do opanowania Bałkanów i przesądziła o utracie niepodległości przez Serbię, oraz włączeniu jej do imperium w roku 1459. Rozpoczął się wówczas proces islamizacji, stanowiący źródło napięć i antagonizmów między chrześcijanami, głównie Serbami, a muzułmanami, którymi stawali się Albańczycy.
Podczas wojny austriacko-tureckiej, pod koniec XVII wieku, wojska austriackie weszły na tereny zamieszkane przez Serbów, a Serbowie wzięli udział w walkach przeciwko Turkom. Jednak po klęsce w bitwie pod Kačanikiem w 1690 roku armia austriacka wycofała się z Serbii, a około 300 tysięcy Serbów schroniło się przed turecka zemstą w dzisiejszej Wojwodinie na terenie ówczesnej Austrii. Wykorzystując tę ucieczkę, Turcy osiedlili na opuszczonych terenach wyznających islam Albańczyków. Podczas pierwszej wojny bałkańskiej (1912–1913) Serbia wraz z Czarnogórą i Grecją okupowały Albanię. W 1913 roku, gdy odradzało się państwo albańskie, na skutek nacisków Rosji większość Kosowa włączono do Serbii, jego część zaś – Metochię – do Królestwa Czarnogóry. Na mocy decyzji Ententy, w 1918 roku całe Kosowo stało się częścią nowo utworzonego Królestwa Serbów, Chorwatów i Słoweńców, które od 1929 roku przyjęło nazwę Królestwa Jugosławii.
W królewskiej Jugosławii sytuacja ludności albańskiej była zła. Albańczycy uważani byli za zalbanizowanych muzułmańskich Serbów; nie mieli żadnych praw narodowościowych, nie istniały albańskie szkoły, nie ukazywały się albańskie czasopisma. W czasie II wojny światowej Kosowo było okupowane przez Włochy i formalnie włączone do Wielkiej Albanii. Podczas okupacji, szkolnictwo, administracja i żandarmeria zostały opanowane przez Albańczyków, rozpoczęły się też brutalne prześladowania Serbów. Stało się to powodem ponownego exodusu Serbów – około 100 tysięcy ludności serbskiej schroniło się przed terrorem albańskim w tej części Serbii, która znajdowała się pod okupacją niemiecką.
W 1943 roku, albańscy komuniści obiecali Ticie przekazanie Kosowa Jugosławii po pokonaniu faszyzmu. W tradycyjnie wrogo nastawionej do Serbów społeczności albańskiej wywołało to wzrost niechęci do komunistów. Albańczycy obawiali się bowiem dominacji Serbów w regionie i ich zakusów na integralność, a nawet niepodległość Albanii. W 1945 roku przywódca Federacyjnej Republiki Jugosławii, Josip Broz Tito, dekretem zakazał Serbom powrotu do Kosowa, zaś trzy lata później przyjął około 200 tysięcy Albańczyków, którzy uciekli ze stalinowskiej Albanii. W 1946 roku Tito wprowadził nową konstytucję Jugosławii, tworząc sześć republik: Bośnię i Hercegowinę, Chorwację, Macedonię, Czarnogórę, Serbię oraz Słowenię. Albańczycy z Kosowa domagali się równoprawnej z innymi republiki, zamiast tego otrzymali szczególne prawa i ochronę w granicach Serbii. W rzeczywistości jednak, przez następne 30 lat byli dyskryminowani i prześladowani przez władze serbskie.
W wyniku zmiany konstytucji w 1974 roku, Kosowo otrzymało szerszą autonomię wyrażającą się w możliwości podejmowania decyzji wewnętrznych bez konieczności konsultowania ich z rządem Republiki Serbskiej oraz władzy sądowniczej i wykonawczej. Po śmierci Tity wzrosło napięcie między poszczególnymi grupami etnicznymi Kosowa, zaś przez całe lata osiemdziesiąte XX wieku przez Kosowo-Metohię przelewały się fale demonstracji, zamieszek i starć ulicznych wywoływanych przez domagających się przyznania Kosowu statusu republiki związkowej, podobnego do statusu pozostałych republik. Według źródeł serbskich, w okresie tym nasiliła się dyskryminacja Serbów i wymierzone w nich akty przemocy. Natomiast według badań amerykańskich, w latach 1966–1989 około 130 tysięcy Serbów opuściło prowincję z powodu nękania i dyskryminacji ze strony albańskiej większości o ogromnym przyroście naturalnym.
Od rozpadu Jugosławii w 1991 roku, Stany Zjednoczone postrzegały Kosowo jako zarzewie potencjalnego konfliktu na Bałkanach. Z uwagi na fakt, że 90 procent ludności Kosowa stanowili Albańczycy, Waszyngton obawiał się, że konflikt w Kosowie może rozlać się na sąsiednią Albanię – gdzie stanowili zdecydowaną większość, oraz Macedonii, gdzie Albańczycy byli grupą mniejszościową. Wybuch wojny domowej w Bośni i Hercegowinie osłabił reżim Miloševicia, a już 24 maja 1992 roku Albańczycy przeprowadzili w Kosowie wybory, w których wybrali swój parlament i prezydenta. Serbowie uznali wybory za nielegalne, a serbska policja uniemożliwiła zgromadzeniu obrady.
Pierwszym prezydentem nieuznawanej przez żadne państwo Republiki Kosowa został Ibrahim Rugowa. Mimo braku uznania przez społeczność międzynarodową, Albańczycy zaczęli bojkotować Serbię i Federalną Republikę Jugosławii, co przybrało formę m.in. niepłacenia podatków, organizacji odrębnego szkolnictwa, bojkotu wyborów wszystkich szczebli, czy unikania służby wojskowej w siłach zbrojnych federacji. W 1998 roku separatyści albańscy zmienili taktykę, rezygnując z pokojowej metody bojkotu i przechodząc do działań o charakterze militarnym. Główną siłą w tym zakresie stała się mało wcześniej znana Wyzwoleńcza Armia Kosowa (alb. Ushtria Çlirimtare e Kosovës – UÇK).

### Wyzwoleńcza Armia Kosowa
Powstałą w 1992 roku, jako zbrojne ugrupowanie albańskich separatystów, Wyzwoleńczą Armię Kosowa (UCK), tworzyli obywatele Kosowa pochodzenia albańskiego, którzy wierzyli w wyzwolenie, czy raczej oderwanie Kosowa od Jugosławii metodami siłowymi. Organizacja ta powstała w odpowiedzi na rosnące niezadowolenie z politycznego podejścia do rozwiązania problemów tej prowincji przez oficjalne władze Kosowa. Zasadniczym celem politycznym UCK była walka o niepodległość prowincji, natomiast celem pośrednim w bliższej perspektywie czasowej, było zmuszenie serbskich jednostek wojskowych i policyjnych do wycofania się z terenu Kosowa. Strategia UCK zakładała prawdopodobnie wywołanie wojny domowej, której państwa zachodnie nie mogłyby zignorować, sprowokowanie Sojuszu Północnoatlantyckiego do przeprowadzenia interwencji oraz wyparcie sił serbskich z Kosowa. Dowódcy UCK przewidywali, że Serbowie będą intensyfikowali działania o charakterze represyjnym, które mogą zostać nagłośnione medialnie. Po wyparciu jednostek serbskich, prowincja ta mogłaby, w najgorszym przypadku, uzyskać autonomię, a w najlepszym niepodległość. Po raz pierwszy opinia publiczna dowiedziała się o jej istnieniu w 1996 roku, kiedy to jej członkowie przeprowadzili serię zamachów na serbskich policjantów oraz Albańczyków lojalnych wobec władz serbskich.
Metody działania Wyzwoleńczej Armii Kosowa, takie same jak stosowane przez Serbów, sprawiały, że do lata 1998 roku jej bojownicy byli powszechnie uznawani, także przez zachodnich dyplomatów i polityków, za terrorystów. Sposób prowadzenia działań przez UCK był typowy dla wojny partyzanckiej, której ofiarami pada zwykle ludność cywilna. Serbowie natomiast nazywali te działania dosłownie działaniami terrorystycznymi, a samą UCK – typową organizacją terrorystyczną.
| Rok                           | 1991 | 1992 | 1993 | 1994 | 1995 | 1996 | 1997 | 1998 |
| ----------------------------- | ---- | ---- | ---- | ---- | ---- | ---- | ---- | ---- |
| Liczba aktów terrorystycznych | 11   | 12   | 8    | 6    | 11   | 31   | 31   | 1885 |

Od momentu, gdy albańscy separatyści przyznali się do pierwszych zamachów, nasilili ataki na Serbów, dążąc do eskalacji konfliktu prowokowali ich do coraz bardziej brutalnych reakcji. Organizacja szybko zaczęła zyskiwać popularność, gdyż na odbiór społeczny jej działalności wpływała między innymi brutalność serbskiej policji i wojska, stosujących różnorakie represje wobec ludności albańskiej podejrzanej o sprzyjanie lub kontakty z UCK. Wysiedlenia, aresztowania i niszczenie majątku, doprowadziły z czasem do wzrostu nienawiści i chęci zemsty na Serbach. U źródeł stosowania siłowych środków przez UCK leżało także rozczarowanie ludności pochodzenia albańskiego, wywołane nieskutecznością działań dyplomatycznych, zwłaszcza pominięcie problemu Kosowa w czasie rozmów pokojowych w Dayton w listopadzie 1995 roku.
UCK używała głównie lekkiego uzbrojenia, przede wszystkim karabinków szturmowych AK-47 (większość w wersji chińskiej), jednakże dysponowała także cięższym uzbrojeniem: przenośnymi przeciwlotniczymi zestawami rakietowymi, lekką bronią przeciwpancerną, moździerzami oraz ciężkimi karabinami maszynowymi. Członkowie oddziałów UCK mieli także karabiny wyborowe, miny przeciwczołgowe oraz znaczne ilości materiałów wybuchowych. Formacje UCK były ponadto wyposażone w stosunkowo nowoczesne środki łączności (także powszechnego użytku jak telefony komórkowe), radiowe środki łączności satelitarnej oraz przenośne środki radiowe Motoroli. W niektórych regionach partyzanci dysponowali komputerami, które służyły im do tworzenia baz danych oraz prowadzenia rzetelnej działalności administracyjnej. UCK rozrosła się wkrótce w organizację liczącą około 15 tysięcy dążących do niepodległości Kosowa członków. Większość kadry dowódczej organizacji pochodziła z dawnych federalnych sił zbrojnych Jugosławii lub została wyszkolona za granicą.

### Zaostrzenie sytuacji

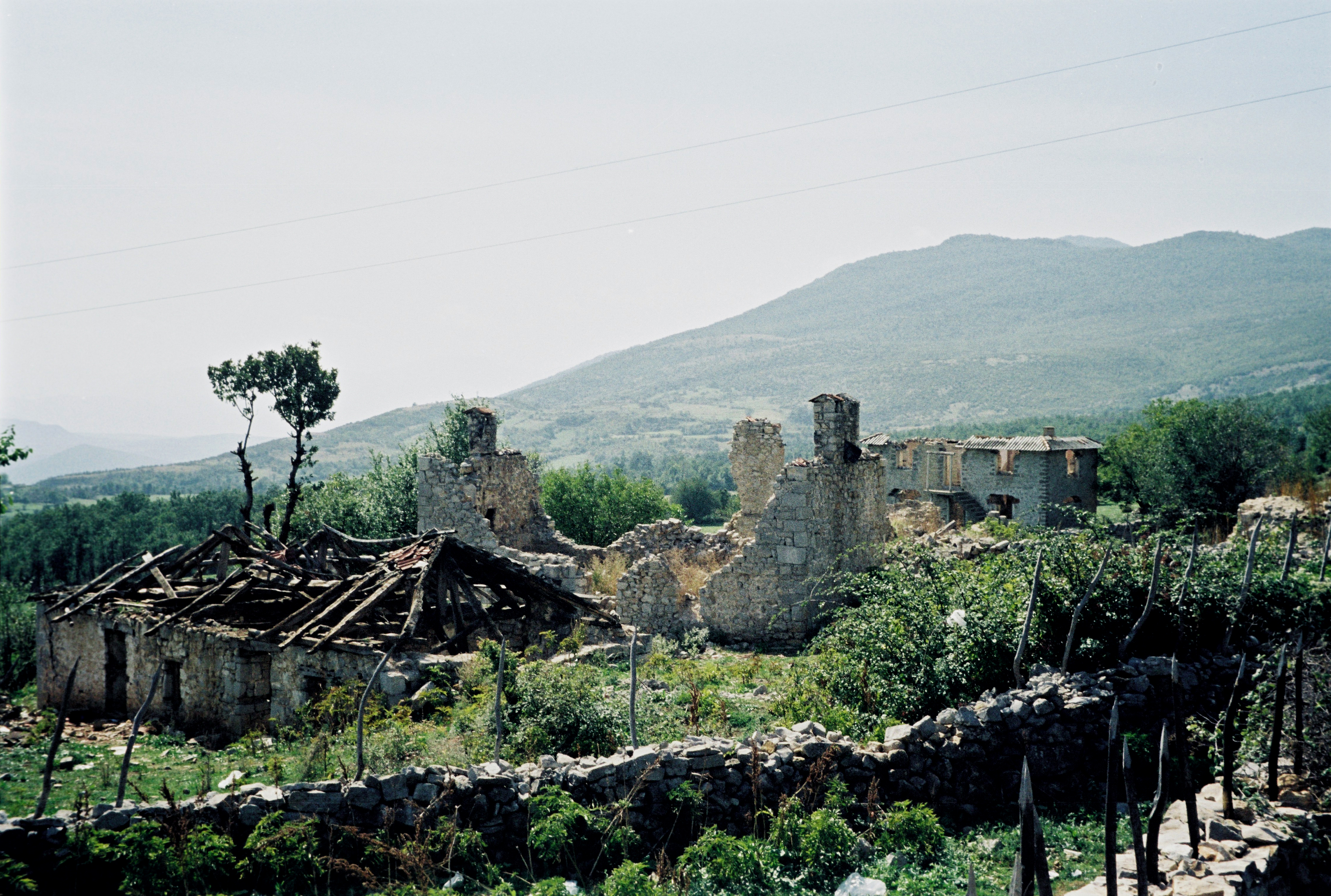
Ruiny domu kosowskich Albańczyków w pobliżu granicy z Albanią zniszczonego przez armię Federalnej Republiki Jugosławii

Sytuacja w Kosowie skomplikowała się jeszcze bardziej we wrześniu 1998 roku, kiedy w lesie drenickim odkryto groby czterdziestu Albańczyków. W tym samym miesiącu doszło do szczególnie brutalnego ataku na ludność albańską, podczas którego serbskie siły policyjne i wojskowe zamordowały m.in. 20-osobową rodzinę i 13 innych mężczyzn. Wraz z eskalacją przemocy w Kosowie rozpoczęła się ucieczka ludności albańskiej do Macedonii, Albanii i częściowo do Czarnogóry. 29 września Rada Bezpieczeństwa Organizacji Narodów Zjednoczonych przyjęła rezolucję numer 1199 potępiającą działalność Serbów w objętej kryzysem prowincji.
Pomimo ostrzeżeń ze strony NATO i powołanej w międzyczasie do prowadzenia negocjacji pokojowych międzynarodowej Grupy Kontaktowej, siły jugosłowiańskie kontynuowały represje wobec ludności cywilnej w Kosowie. Kryzys osiągnął apogeum 15 stycznia 1999 roku, gdy w miejscowości Raczak odkryto 45 ciał cywilów pochodzenia albańskiego. Albańczycy oskarżyli Serbów o dokonanie masakry w Raczaku, zaś 30 stycznia Rada Północnoatlantycka NATO zażądała postawienia sprawców tej tragedii przed trybunałem i zagroziła przeprowadzeniem przez Sojusz uderzeń lotniczych.

## Zabiegi dyplomatyczne
18 października 1998 roku wizytę w Belgradzie złożyli trzej główni reprezentanci Sojuszu Północnoatlantyckiego: sekretarz generalny Javier Solana, przewodniczący komitetu wojskowego generał Klaus Naumann oraz głównodowodzący sojuszniczych sił zbrojnych w Europie generał Wesley Clark. Delegacja ta przybyła do stolicy Jugosławii, aby osobiście przekazać wiadomość, że sojusz rozpoczął już formowanie sił zadaniowych i jeśli rząd Jugosławii nie zaprzestanie represji wobec ludności cywilnej, to organizacja rozpocznie kolejną formę nacisku w postaci ataków lotniczych.

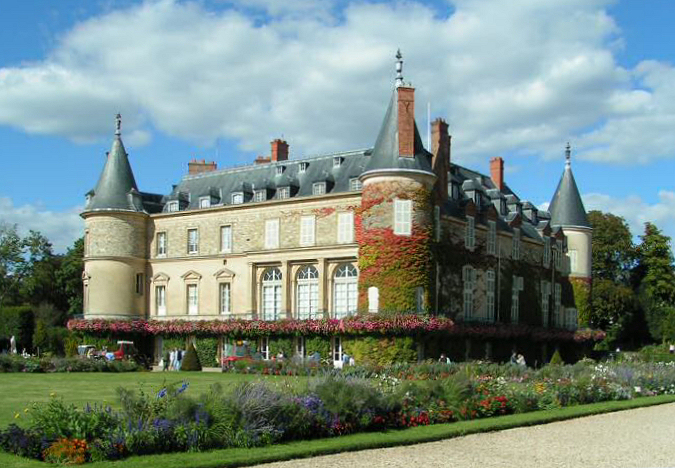
Zamek w Rambouillet – miejsce obrad konferencji

W tym samym czasie Grupa Kontaktowa wytypowała swojego przedstawiciela Richarda Holbrooke’a, który miał doprowadzić do dyplomatycznego rozwiązania konfliktu w Kosowie. Po 9 tygodniach negocjacji, prezydent Federalnej Republiki Jugosławii Slobodan Milošević zgodził się na wycofanie części swoich sił wojskowych i policyjnych z Kosowa oraz rozmieszczenie tam 2 tysięcy nieuzbrojonego personelu OBWE z zadaniem monitorowania wycofywania serbskich sił zbrojnych oraz zaakceptował prowadzenie obserwacji terytorium Kosowa przez lotnictwo NATO. Efektem tego porozumienia były operacje Eagle Eye oraz Determined Guarantor.

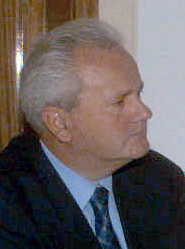
Prezydent Federalnej Republiki Jugosławii Slobodan Milošević

Pierwsza z nich polegała na obserwacji z powietrza wszystkich stron konfliktu oraz ocenie wyników rozpoznania pod kątem respektowania porozumienia październikowego. Wyniki obserwacji prowadzonych przez samoloty U-2, Canberra, RC-135, C-160, P-3, Atlantic oraz Predator, przedstawiane były Radzie Północnoatlantyckiej, która przekazywała je następnie OBWE i ONZ. Pomimo ostrzeżeń powtarzanych przez NATO oraz Grupę Kontaktową, siły jugosłowiańskie kontynuowały jednak represje wobec ludności albańskiej, a w połowie lutego 1999 roku prezydent Milošević oficjalnie ogłosił, że nie pozwoli na wprowadzenie żadnych wojsk na terytorium Jugosławii, które miałyby wymuszać lub nadzorować porozumienie pokojowe. Fiaskiem też zakończyły się prowadzone w lutym i marcu 1999 roku rozmowy w Rambouillet.
Projekt porozumienia składał się z dziewięciu części, które dotyczyły kwestii politycznych, ekonomicznych i wojskowych. W swych głównych założeniach zakładało wybór samodzielnego parlamentu, prezydenta, rządu oraz władzy sądowniczej dla prowincji. W 25 punktach określał ponadto status i zasady stacjonowania sił pokojowych w Kosowie, zapewniając im swobodę przemieszczania się po prowincji. W części ósmej znalazł się zapis o zwołaniu po trzech latach międzynarodowego spotkania w sprawie oceny funkcjonowania porozumienia oraz określenia ostatecznego kształtu Kosowa. Mimo parokrotnego przesuwania ostatecznego terminu zakończenia negocjacji, Serbowie nie zgodzili się na zawarcie porozumienia, uważając, że godzi w ich kluczowe interesy i uznając propozycję za zapowiedź niepodległości Kosowa, nie zgadzając się też na rozmieszczenie wojsk NATO.

## Wojskowe koncepcje rozwiązania kryzysu
Spodziewając się, że zwaśnione strony mogą nie osiągnąć porozumienia metodami dyplomatycznymi, wobec trwającego exodusu ludności cywilnej oraz powtarzających się morderstw, planiści Sojuszu rozpoczęli przygotowania do prawdopodobnej operacji w Kosowie w połowie roku 1998. Przywódcy polityczni NATO starali się natomiast uświadomić prezydentowi Jugosławii, że jeśli nie zaprzestanie czystek etnicznych w Kosowie, to Sojusz Północnoatlantycki będzie zmuszony do użycia siły. Odpowiedzialni za planowanie oficerowie przygotowali 10 możliwych wariantów prewencyjnego rozmieszczenia sił, które obejmowały między innymi:
- wsparcie Organizacji Bezpieczeństwa i Współpracy w Europie (OBWE) monitorującej sytuację w Kosowie;
- wymuszenie przez sojusznicze siły zbrojne respektowania nałożonego przez ONZ embarga na dostawy broni do Jugosławii;
- prewencyjne rozwinięcie kontyngentu wojskowego NATO w Albanii i Macedonii w celu zapobieżenia rozprzestrzenienia się konfliktu na kraje sąsiednie;
- wsparcie działań przeciwko przemytnikom na terenie Albanii.

Analitycy Sojuszu ocenili, że realizacja tych opcji wymagałaby wydzielenia kontyngentu w sile 7 do 23 tysięcy żołnierzy. Planiści NATO opracowali również bardziej zdecydowane warianty działań, obejmujące wielofazową operację powietrzną połączoną z czterema możliwymi wariantami ofensywnych operacji lądowych. Dwa z nich przewidywały użycie 28 do 50 tysięcy żołnierzy w celu wymuszenia porozumienia o przerwaniu ognia, w pozostałych dwóch zakładano zbrojne wkroczenie na terytorium Jugosławii oraz dużą aktywność w obszarze operacji. Ta opcja miała cechy charakterystyczne inwazji i swym zasięgiem miałaby obejmować całe terytorium Jugosławii. Wariant ten wymagał jednak użycia co najmniej 200-tysięcznego kontyngentu, a przy ograniczeniu go jedynie do terytorium Kosowa, niezbędne byłoby wydzielenie kontyngentu w sile 75 tysięcy żołnierzy. Warianty ofensywne zostały jednak odłożone ad acta, w żadnym bowiem z państw NATO nie było politycznej zgody na interwencję lądową. W zamian, Rada Północnoatlantycka nakazała planistom wojskowym opracowanie szczegółowego planu operacji powietrznej przeciwko rządowi w Belgradzie, a po jej zakończeniu użycia klasycznych sił utrzymania pokoju. Zgodnie z przyjętymi ustaleniami, lądowe siły pokojowe NATO byłyby rozwinięte tylko za zgodą rządu Jugosławii.

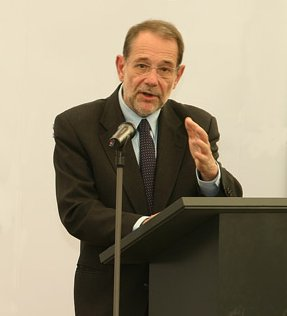
Javier Solana

Wstępny plan operacji powietrznej – noszący nazwę „Operation Nimble Liton” – został opracowany przez planistów z dowództwa sił powietrznych Stanów Zjednoczonych w Europie (USAFE), uwzględniał około 250 obiektów uderzeń na terytorium całej Jugosławii. Samo NATO opracowało natomiast odrębny plan oznaczony jako CONPLAN 1061. Mimo wielu elementów wspólnych, plany te różniły się znacząco od siebie. O ile plan USAFE zakładał bardzo intensywną od samego początku operację, zakładając niszczenie wyznaczonych na terytorium Serbii obiektów, o tyle plan NATO zakładał stopniowe wzmaganie presji na Miloševiciu przez lotnictwo Sojuszu, w kolejnych następujących po sobie fazach. Celem lotnictwa NATO miało być stopniowe zadawanie Jugosławii takich strat, które zmusiłyby w końcu prezydenta Miloševicia do kapitulacji. Planiści NATO uwzględnili potrzebę wykonania uderzeń lotniczych na 51 obiektów zintegrowanego systemu obrony przeciwlotniczej kraju oraz 40 innych obiektów z ogólnej liczby 169 obiektów ujętych w planie.
Druga faza obejmować miała zwalczanie obiektów poniżej 44. równoleżnika na południe od Belgradu. W razie nie osiągnięcia politycznego celu w fazie drugiej, podjęta miała zostać trzecia faza operacji, polegająca na intensywnych działaniach powyżej 44 równoleżnika, nie wyłączając Belgradu.
Państwa członkowskie NATO prezentowały jednak wątpliwości, co do legalności operacji wojskowej bez wyraźnego mandatu ze strony ONZ, jednakże wątpliwości te zostały rozwiane serbskim atakiem na ludność cywilną we wrześniu 1998 roku, skutkiem którego poparcie polityczne dla operacji powietrznej znacząco wzrosło. W czasie spotkania ministrów obrony Sojuszu z sekretarzem generalnym NATO Javierem Solaną w dniach 24–25 września 1998 roku, sekretarz obrony USA William Cohen oraz sekretarz generalny NATO Javier Solana argumentowali, że w celu uniknięcia katastrofy humanitarnej powinno się wyeliminować konieczność autoryzacji operacji przez rezolucję Rady Bezpieczeństwa ONZ. Na koniec spotkania ministrowie obrony państw NATO uzgodnili, że jeśli prezydent Milošević nie zaprzestanie represjonowania ludności pochodzenia albańskiego, należy „przestraszyć” go operacją lotniczą. W wyniku tej decyzji, trzej najwyżsi przedstawiciele NATO, w październiku tego roku złożyli wizytę w Belgradzie.

## Cele i plan operacji
Zarówno w czasie, jak i po fiasku rokowań w Rambouillet, serbskie siły zbrojne prowadziły koncentrację w Kosowie i na granicy z tą prowincją. Jednocześnie Sojusz stanął na stanowisku, że przeprowadzenie operacji lotniczej jest konieczne, a argumentem politycznym przemawiającym za jej przeprowadzeniem jest konieczność doprowadzenia do zaprzestania krwawych walk i czystek etnicznych oraz ustanowienie trwałego pokoju i przywrócenie autonomii prowincji. Sojusz zamierzał przywrócić autonomię Kosowa, należy jednak podkreślić, iż nie oznaczało to niepodległości prowincji, lecz przywrócenie autonomii w strukturze Jugosławii. Motywem humanitarnym interwencji wojskowej była chęć zmuszenia prezydenta Miloševicia do podjęcia poważnych negocjacji pokojowych, jako warunku niezbędnego do wypracowania trwałego porozumienia zapewniającego bezpieczeństwo powracającej do domów ludności.
Sojusz Północnoatlantycki zdefiniował swe cele następująco:
1. doprowadzenie do zakończenia wszelkich działań zbrojnych i natychmiastowe przerwanie represji wobec ludności cywilnej pochodzenia albańskiego w Kosowie;
2. wycofanie z Kosowa serbskich jednostek wojskowych, policyjnych i paramilitarnych;
3. udzielenie zgody na rozmieszczenie w spornej prowincji międzynarodowych sił pokojowych;
4. udzielenie zgody na bezwarunkowy i bezpieczny powrót wszystkich uchodźców i wygnańców do prowincji oraz zapewnienie organizacjom humanitarnym swobodnego dostępu do nich;
5. wiarygodne zapewnienie przez Miloševicia o zamiarze pracy w celu zawarcia porozumienia politycznego w ogólnych ramach wyznaczonych propozycjami pokojowymi z Rambouillet[9].

Polityczna koncepcja operacji powietrznej zakładała prowadzenie takich działań, które przekonają prezydenta Miloševicia, że walcząc z Sojuszem Północnoatlantyckim może stracić o wiele więcej niż negocjując. Według zachodnich ekspertów, plan operacji miał charakter stopniowej eskalacji, przez systematyczny wzrost wywieranej na Belgrad presji, poprzez niszczenie obiektów o kluczowym dla Jugosławii znaczeniu. Jednocześnie NATO odrzuciło koncepcję dowództwa amerykańskich sił powietrznych w Europie, zakładającą zdecydowane działania lotnictwa już w początkowej fazie operacji. Podobnie jak w październiku 1998 roku, Sojusz nie osiągnął jednak porozumienia co do ewentualności operacji lądowej. W tym czasie (w marcu 1998 roku), na terytorium Kosowa Serbowie skoncentrowali już ponad 30 tysięcy żołnierzy serbskich, czyli ponad dwukrotnie więcej niż zakładało porozumienie wynegocjowane przez Richarda Holbrooke’a. Dodatkowe 40 tysięcy żołnierzy zgrupowano także na granicy prowincji.
Z wojskowego punktu widzenia, Sojusz Północnoatlantycki postawił sobie za cel przeprowadzić operacje powietrzne przeciwko obiektom wojskowym na całym terytorium Federalnej Republiki Jugosławii, z zamiarem zmniejszenia serbskiej zdolności do kontynuowania akcji represyjnych przeciwko etnicznym Albańczykom w Kosowie. Wychodząc z takiego założenia, NATO ustaliło zestaw strategicznych celów dla użycia siły w Kosowie, które w późniejszym czasie zostały także przedstawione prezydentowi Miloševiciowi jako warunki zakończenia bombardowań. Celami tymi były:
- odstręczenie prezydenta Miloševicia od kontynuowania i eskalacji serbskich ataków na bezbronnych cywilów oraz ustanowienie warunków dla odwrócenia skutków czystek etnicznych;
- zniszczenie serbskiej zdolności do prowadzenia wojny przeciw Kosowu w przyszłości oraz rozszerzenia działań wojennych na terytorium sąsiadów Jugosławii, przez zniszczenie bądź zmniejszenie zdolności Serbii do prowadzenia operacji wojskowych[9]. Zdaniem prezydenta USA Billa Clintona, operacji Allied Force miały przyświecać trzy podstawowe cele:
  - demonstracja zdecydowanej reakcji Sojuszu na agresję w Kosowie;
  - powstrzymanie prezydenta Miloševicia przed kontynuowaniem lub eskalacją ataków na bezbronną ludność cywilną;
  - znaczące ograniczenie możliwości operacyjnych Serbii do przeprowadzenia działań zbrojnych w Kosowie, poprzez zdecydowane zredukowanie potencjału bojowego jugosłowiańskiej armii[10].

W każdym konflikcie zbrojnym począwszy od II wojny światowej, poprzez konflikt koreański, wietnamski, aż po konflikt w Kosowie, dowódca teatru działań zawsze stawiał lotnictwu zadanie zwalczania działających w obszarze operacji wojsk lądowych przeciwnika. W Kosowie jugosłowiańskie jednostki wojsk lądowych paliły domy oraz dokonywały czystek etnicznych. Wiele stron wywierało wobec tego presję na Sojusz, aby wśród wytypowanych obiektów uderzeń znajdowały się również jednostki wojsk lądowych. Ostatecznie jednym z głównych celów NATO było zadanie armii jugosłowiańskiej takich strat, które obniżyłyby możliwości represjonowania ludności zamieszkującej Kosowo.
Plan operacji, która otrzymała ostatecznie nazwę Allied Force, zakładał, że będzie ona obejmowała pięć faz:
1. faza zerowa – polegać miała na rozwinięciu środków lotniczych na europejskim teatrze działań;
2. faza pierwsza – zapewnić miała zdobycie panowania w powietrzu nad terytorium Kosowa, poprzez ustanowienie strefy zakazu lotów oraz obezwładnienie podsystemu dowodzenia i w dalszej kolejności obezwładnienie całego zintegrowanego systemu obrony powietrznej Federacyjnej Republiki Jugosławii;
3. faza druga – planiści NATO założyli niszczenie w tej fazie obiektów wojskowych w Kosowie oraz jugosłowiańskich sił zbrojnych na południe od 44 równoleżnika, które mogłyby wzmocnić jednostki w Kosowie;
4. faza trzecia – na ten etap zaplanowano rozszerzenie operacji powietrznych na zwalczanie pełnego spektrum obiektów wojskowych o dużym znaczeniu na terenie całej federacji;
5. faza czwarta – obejmowała przemieszczenie sił i ewentualne wzmocnienie, gdyby wynikało to z sytuacji.

## Siły stron

### Siły Sojuszu Północnoatlantyckiego
Trzon wydzielonych do prowadzenia operacji sił członków NATO stanowiło 350 do 400 samolotów różnego zastosowania, z czego najwięcej zapewniły Stany Zjednoczone. Kraj ten oddał do dyspozycji dowództwa operacji 250 maszyn, w tym dwadzieścia F-15E, czterdzieści F-16CG/CJ, dziesięć A-10, dwanaście F-117, osiem B-52, dwa B-2 i dziesięć maszyn walki elektronicznej EA-6B, uzupełniane przez samoloty wsparcia, takie jak latające cysterny czy samoloty wczesnego ostrzegania (AWACS).
| Państwo         | Rodzaj środka powietrznego                                                         | Rodzaj środka powietrznego | Rodzaj środka powietrznego | Rodzaj środka powietrznego | Rodzaj środka powietrznego |
| Państwo         | Myśliwski, bombowy, rozpoznawczy                                                   | Transportowy               | Tankowania w powietrzu     | AWACS                      | Helikoptery                |
| --------------- | ---------------------------------------------------------------------------------- | -------------------------- | -------------------------- | -------------------------- | -------------------------- |
| Belgia          | 12 F-16                                                                            |                            |                            |                            |                            |
| Kanada          | 18 CF-18                                                                           |                            |                            |                            |                            |
| Dania           | 9 F-16                                                                             |                            |                            |                            |                            |
| Francja         | 12 Jaguar 3 Mirage IV-P 6 Mirage F1CR 8 Mirage 2000C 8 Mirage 2000D 4 Étendard IVP | 1 C-130                    | 3 KC-135                   | 1 E-3F SDCA                | Super Frelon               |
| Niemcy          | 14 Tornado                                                                         | 1 C-160                    |                            |                            |                            |
| Włochy          | 22 Tornado ECR/IDA 6 AMX 10 F-104 ASA 6 Tornado IDS 4 Tornado ECR/IDS              |                            | Boeing 707T                |                            |                            |
| Holandia        | 18 F-16                                                                            |                            | 2 KDC-10                   |                            |                            |
| Norwegia        | 6 F-16                                                                             | 1 C-130                    |                            |                            |                            |
| Portugalia      | 3 F-16                                                                             |                            |                            |                            |                            |
| Hiszpania       | 6 EF-18                                                                            |                            | 1 KC-130 1 CASA C-212      |                            |                            |
| Turcja          | 11 F-16                                                                            |                            |                            |                            |                            |
| Wielka Brytania | 16 Harrier GR-7 1 Canberra PR-9 12 Tornado 7 Sea Harrier FA-2                      | 4 L-1011                   | 3 VC-10                    | 2 E-3D                     | 10 Sea King                |

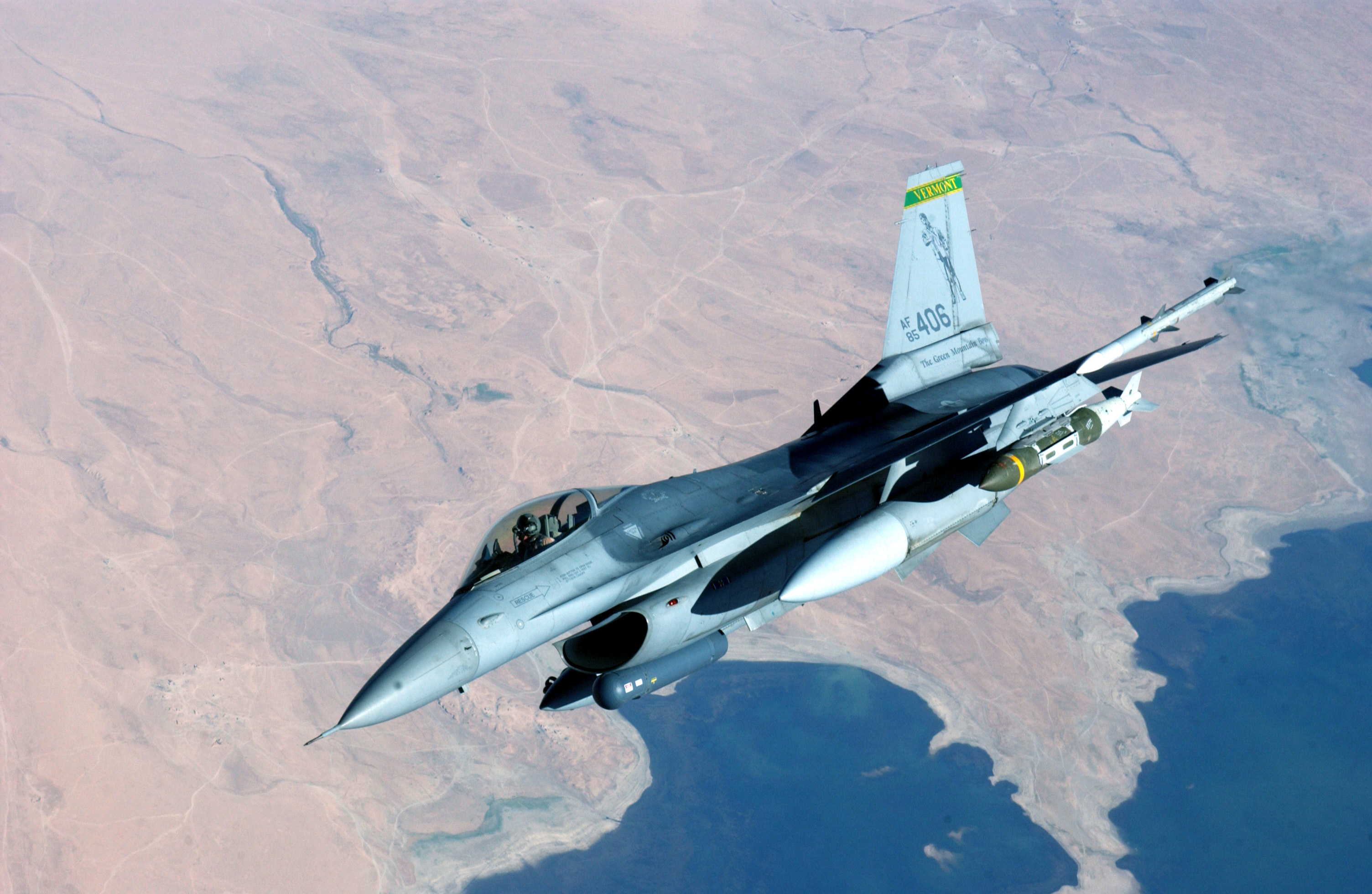
F-16CJ z bombą kierowaną GBU-31 JDAM

Należy zaznaczyć, że faktyczne liczby użytych w operacji maszyn były znacznie większe od przedstawionych wyżej, wynika to z faktu, że samoloty były w trakcie operacji wymieniane. Dla przykładu, w całym przebiegu operacji, liczba użytych w niej samolotów B-52 sięgnęła 14, zaś udział w operacji wzięło łącznie około 100 samolotów francuskich. Dane przedstawione wyżej stanowią natomiast zestawienie samolotów jednorazowo będących w dyspozycji dowództwa operacji.

#### Zespół Zadaniowy Hawk
Kilka dni po rozpoczęciu operacji Allied Force, generał Clark poprosił amerykańskie wojska lądowe o rozmieszczenie w rejonie operacji kontyngentu 24 śmigłowców szturmowych AH-64A Apache. Miały one zapewnić lepszą możliwość zwalczania czołgów i innej broni ciężkiej niż ograniczone jedynie do średnich pułapów samoloty. Generał zamierzał początkowo rozmieścić je w Macedonii, gdzie były lepsze drogi i lotniska, a teren mniej wymagający, jednak rząd Macedonii odmówił wyrażenia zgody na przyjęcie tych wojsk, gdyż kraj ten był w tym czasie zalewany falami uchodźców. Jako najlepszą dostępną alternatywę generał Clark wybrał wobec tego Albanię. W ciągu kilku godzin NATO aprobowało żądanie Clarka, ponad tydzień jednak zajęło uzgodnienie rozmieszczenia wojsk między rządami Stanów Zjednoczonych i Albanii. Ostatecznie albańska zgoda została wyrażona w 12 dniu kampanii Allied Force. Pierwszy batalion śmigłowców przybył do Albanii 21 kwietnia. Dowództwo operacji liczyło na to, że podobnie jak w trakcie operacji Desert Storm przeciw Irakowi, podczas której Apache zniszczyły 500 uzbrojonych pojazdów wojskowych, helikoptery będą w stanie wesprzeć lotnictwo w działaniach przeciw ciężkim jednostkom serbskim. Kontyngent obejmował jednak nie tylko dwa bataliony AH-64 z 11 Brygady Powietrznej w Illesheim w Niemczech, lecz także 26 śmigłowców UH-60L Blackhawk i CH-47D Chinook z 12 Pułku Powietrznego w Wiesbaden. Obok śmigłowców, na wyposażeniu Zespołu Zadaniowego HAWK znajdowało się także 18 zestawów systemu rakietowego MLRS (Multiple-Launch Rocket Systems) wspieranych przez 2600 osób personelu. Zadaniem Zespołu Zadaniowego HAWK miała być umożliwienie NATO intensyfikacji ataków na operująca w Kosowie armię serbską i jednostki policji w okresach ograniczonej widoczności lub złych warunków pogodowych.

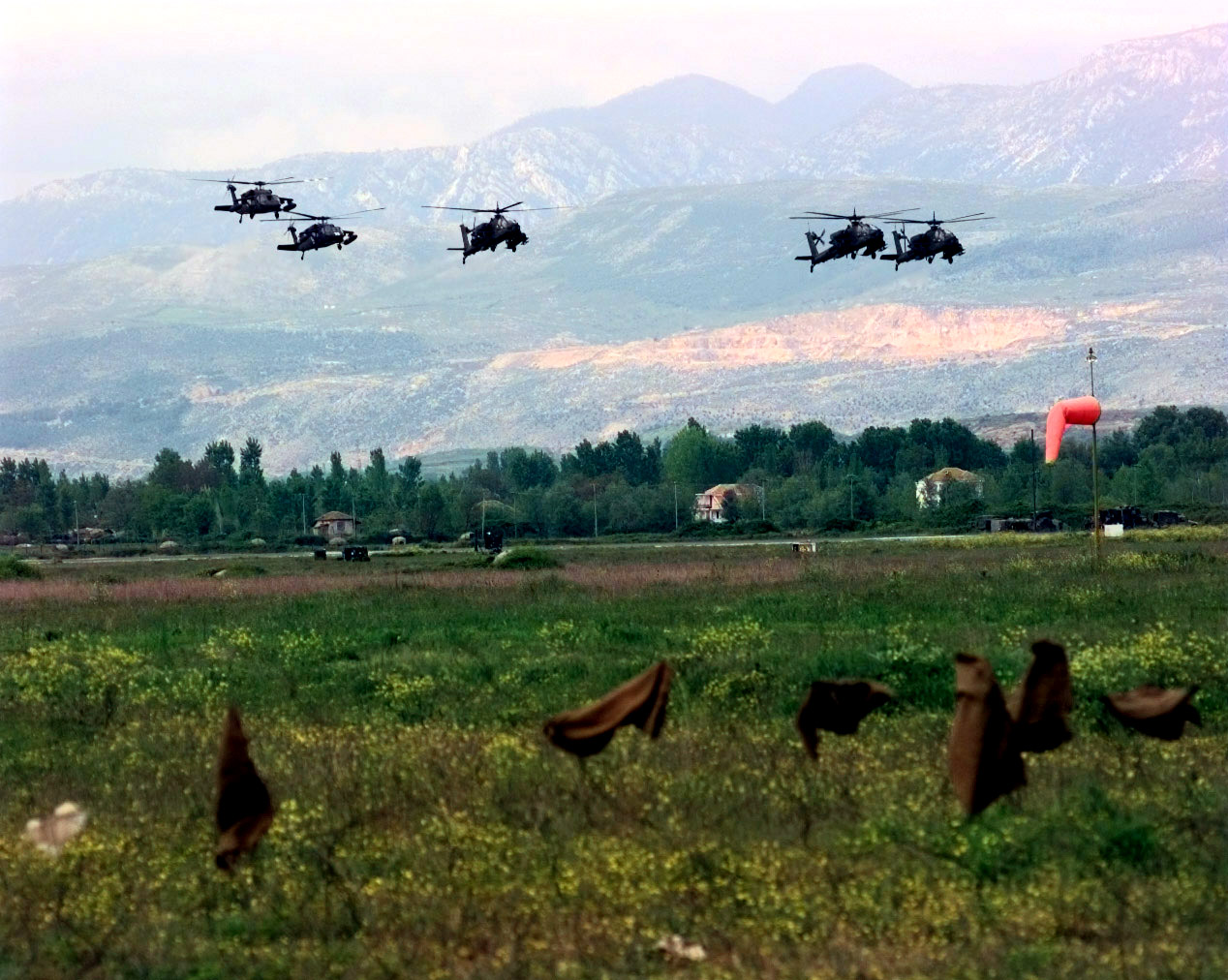
Helikoptery UH-60 Blackhawk oraz AH-64A Apache z Zespołu Zadaniowego Hawk podchodzą do lądowania na lotnisku Rinas w Tiranie

Wyznaczone do zespołu zadaniowego helikoptery mogły przenosić do 16 naprowadzanych laserowo pocisków rakietowych Hellfire bądź 38 niekierowanych rakiet kalibru 76 mm jako dodatek do 1200 pocisków jego działa kalibru 30 mm. Wysoko mobilne zestawy MLRS natomiast, zostały wprowadzone do służby w dwóch wersjach – oryginalnego systemu z pociskami MLRS M77 składającego się z sześciu wyrzutni po 12 rakiet każda, każdy natomiast z pocisków zawierał głowice kasetową z 644 odrębnymi niewielkimi ładunkami bojowymi. Każda z rakiet mogła być wystrzeliwana na odległość do 20 mil (32 km). MLRS w bardziej zaawansowanej wersji może wystrzeliwać dwa pociski balistyczne bardzo krótkiego zasięgu (BSRBM) ATACMS. Pociski te wyposażone mogły przenosić swoje głowice kasetowe z 950 ładunkami wybuchowymi na odległość do 110 mil (177 km), którymi mogły zniszczyć obszar o powierzchni dwóch boisk piłkarskich, z celnością (CEP): 10-50 metrów. Celem rozmieszczenia tych systemów rakietowych było osłabienie serbskiej obrony przed ewentualnym atakiem śmigłowców Apache.
23 kwietnia 1999 roku, sekretarz obrony Stanów Zjednoczonych William Cohen autoryzował rozmieszczenie w Albanii dodatkowych sił w postaci 9 wyrzutni MLRS, 14 BWP Bradley, 8 wozów Bradley Stinger Fighting Vehicle, 15 czołgów M1A2 Abrams, 8 haubic M114 155mm Howitzer oraz 19 samochodów HMMWV (High Mobility Multipurpose Wheeled Vehicle). Z momentem rozmieszczenia dodatkowych sił, w skład Zespołu Zadaniowego HAWK wchodziło 5300 żołnierzy. 26 kwietnia amerykańska armia zadeklarowała gotowość bojową pierwszego śmigłowca, kilka godzin później natomiast jeden z helikopterów rozbił się na lotnisku w Tiranie, bez ofiar w ludziach. Niecałe 2 tygodnie później, 5 maja, podczas nocnej misji treningowej 74 kilometry na północ od Tirany, rozbił się drugi śmigłowiec zabijając 2 członków swojej załogi.
Rozmieszczone w Albanii helikoptery Apache nie wykonały ani jednej misji bojowej w ramach operacji Allied Force. Przyczyną tego były obawy przed silną serbska obroną przeciwlotniczą, zwłaszcza w postaci lekkich naramiennych wyrzutni pocisków rakietowych naprowadzanych na podczerwień. Jak stwierdził przed Komisją Obrony Senatu USA generał Henry Shelton, „spodziewane korzyści z zaangażowania Apachy przeciwko rozproszonym siłom jugosłowiańskim w bardzo niebezpiecznym środowisku, nie równoważyły ryzyka dla pilotów”. Ponadto, jak dodał, poprawiająca się pogoda umożliwiła działania samolotów uderzeniowych A-10, które mogły wykonywać te same zadania przy mniejszym ryzyku dla załóg. Co prawdopodobnie było także istotne – załogi helikopterów Apache uzależnione są typowo od własnych jednostek wojsk lądowych, które dokonują selekcji i oznaczają cele dla nich, tymczasem w Allied Force nie wprowadzono na teren Jugosławii żadnych jednostek lądowych. Oznaczało to konieczność samodzielnego wyszukiwania i oznaczania celów przez załogi śmigłowców, co jeszcze zwiększało ryzyko, taka taktyka była też sprzeczna z ogólną doktryną użycia śmigłowców uderzeniowych US Army, która nie przewidywała ich samotnych działań. Prawdopodobnie też przyczyną rezygnacji z użycia sił zespołu zadaniowego było również brak odpowiedniej liczby cennych celów dla nich. Jeszcze bowiem przed rozpoczęciem operacji Allied Force strona jugosłowiańska do prowadzenia działań zbrojnych o charakterze represyjnym wykorzystywała bardzo małe formacje wojskowe i policyjne rozproszone po całym Kosowie. Z tego powodu śmigłowce bojowe mogłyby w tym samym czasie atakować jedynie kilka pojazdów wojskowych. Siły jugosłowiańskie nigdy bowiem nie znajdowały się w składzie choćby jednego batalionu lub większej formacji, które zazwyczaj stanowią obiekt planowanych uderzeń helikopterów uderzeniowych.
Ostatecznie, jedyną rolą taktyczną jaką odegrały siły Zespołu Zadaniowego HAWK było wykrywanie serbskich pozycji artyleryjskich za pomocą radarów artyleryjskich TPQ-36 i TPQ-37, które wstecznie śledząc trajektorię wystrzelonych pocisków, skutecznie wskazywały miejsce ulokowania serbskiej artylerii. Na podkreślenie zasługuje rola, jaką odegrało rozmieszczenie w Albanii sił Zespołu Zadaniowego HAWK w aspekcie strategicznym. Strona serbska odebrała jego rozmieszczenie jako pierwszy sygnał zbliżającej się operacji lądowej NATO w Kosowie, która nigdy w rzeczywistości nie była planowana, i być może przyczyniło się to do podjęcia przez prezydenta Miloševicia decyzji o zakończeniu działań zbrojnych w Kosowie i wycofaniu wojsk z tej prowincji.

#### Dowodzenie siłami powietrznymi
W styczniu 1999 siły powietrzne NATO w Europie podlegające dotychczas w zasadzie podwójnemu łańcuchowi dowodzenia, zostały podporządkowane jednemu zintegrowanemu dowództwu obejmującemu podsystemy dowodzenia siłami powietrznymi NATO i USA. Pierwszy z nich obejmował Radę Północnoatlantycką NATO, naczelne dowództwo sojusznicze w Europie (SHAPE), sojusznicze dowództwo sił zbrojnych Europy Południowej (AFSOUTH), dowództwo komponentu powietrznego oparte na regionalnym dowództwie sił powietrznych NATO Europy Południowej oraz wielonarodowe centrum operacji powietrznych (CAOC). Równolegle z tym łańcuchem, do końca 1998 roku funkcjonowały narodowe systemy dowodzenia Stanów Zjednoczonych oraz innych państw członkowskich Sojuszu Północnoatlantyckiego zaangażowanych w operacje powietrzne. W zintegrowanym sojuszniczym dowództwie sił zbrojnych główną rolę odgrywał dowódca sił zbrojnych NATO w Europie generał Wesley Clark. Z racji zajmowanego stanowiska, dowódca ten składał meldunki bezpośrednio Radzie Północnoatlantyckiej. Posiadał uprawnienia na poziomie operacyjnej kontroli w stosunku do dowódców regionalnych i podległych im sił, w tym wobec dowódcy sojuszniczych sił zbrojnych Europy Południowej (CINCSOUTH). Kwatera tego ostatniego znajdowała się w Neapolu, sprawował on operacyjna kontrolę nad sojuszniczymi siłami uderzeniowymi Europy Południowej (STRIKFORSOUTH), sojuszniczymi siłami morskimi Europy Południowej (NAVSOUTH) oraz sojuszniczymi siłami powietrznymi Europy Południowej (AIRSOUTH). Dowódca sił powietrznych pełnił funkcję dowódcy komponentu powietrznego (CFACC) oraz kontrolował pracę wielonarodowego centrum operacji powietrznych (CAOC) i działania wszystkich jednostek lotniczych NATO w tym regionie. Wartym wspomnienia jest fakt, że w operacji Allied Force po raz pierwszy w historii do dowodzenia użyto wideokonferencji, jako środka przekazu informacji. Uczestniczyli w nich najwyżsi rangą wojskowi, jak i politycy.

### Federacja Jugosłowiańska
W momencie rozpoczęcia operacji, siły zbrojne tego kraju składały się z 90 000 żołnierzy (w tym 37 000 poborowych), z możliwością zwiększenia do 150 000 w wojskach lądowych podzielonych na 3 armie. W marynarce wojennej tego kraju służyło 7500 żołnierzy, zaś w lotnictwie 15 000. W skład 3 Armii wojsk lądowych federacji wchodził 52 Korpus w Prisztinie w sile 15 000-16 000 żołnierzy, który mógł korzystać ze wsparcia spoza Kosowa.
| Typ   | Liczba |
| ----- | ------ |
| M-84  | 239    |
| T-72  | 65     |
| T-55  | 785    |
| T-34  | 181    |
| Razem | 1270   |

| Typ         | Liczba |
| ----------- | ------ |
| M-80        | 568    |
| M-60P       | 169    |
| BOV VP M-86 | 68     |
| Razem       | 805    |

| Typ                             | Liczba |
| ------------------------------- | ------ |
| MiG-29                          | 15     |
| MiG-21                          | 65     |
| J-22 Orao                       | 30     |
| G-2 Galeb                       | 50     |
| G-4 Super Galeb                 | 10     |
| Gazelle (helikoptery uzbrojone) | 48     |
| Razem                           | 218    |

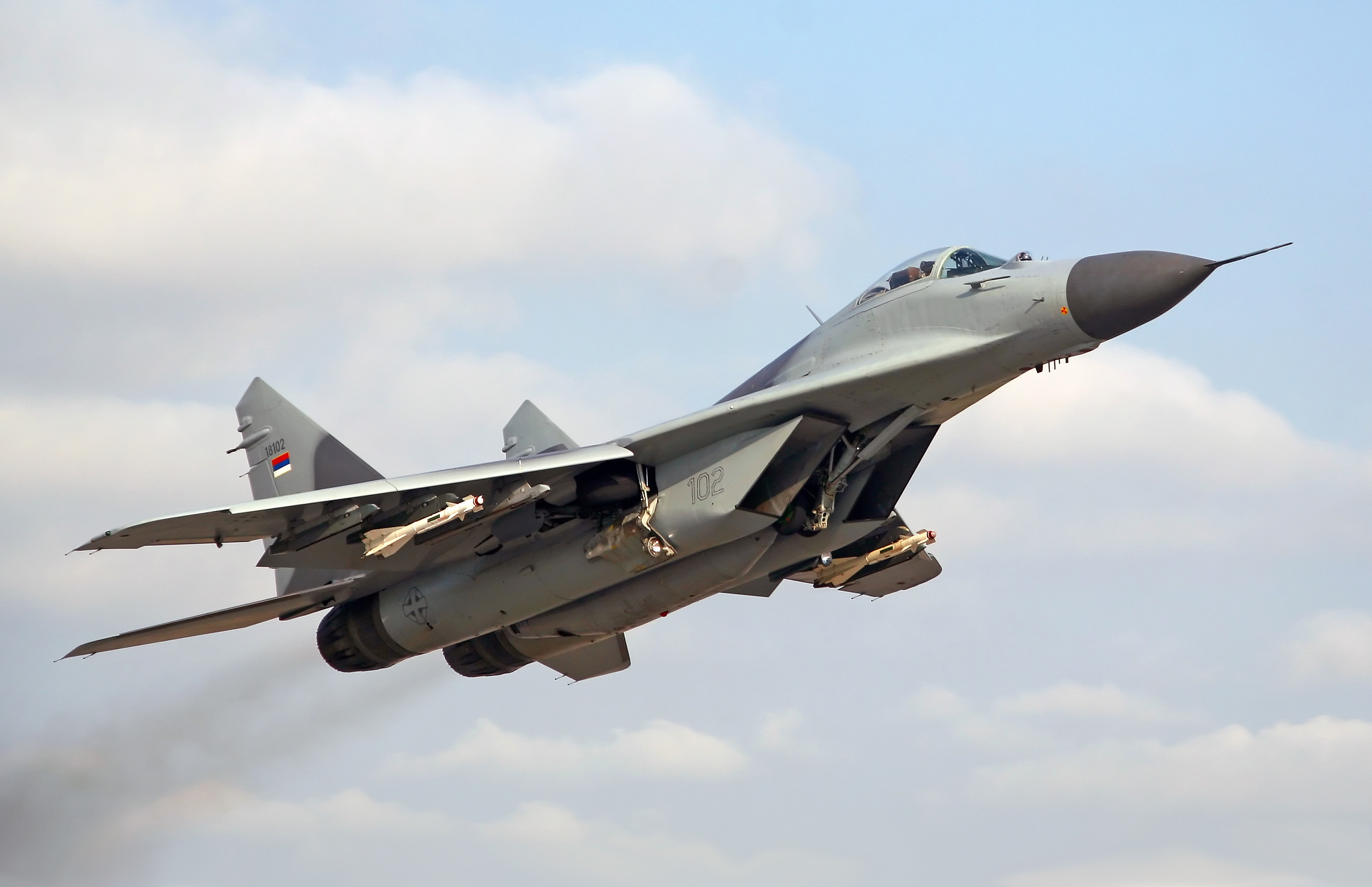
Serbski MiG-29. Widoczne pociski krótkiego zasięgu R-60

Siły te ochraniane były przez osiem batalionów rakietowych strategicznych systemów obrony obszaru powietrznego, rozmieszczonych w 8 lokalizacjach, składających się z 24 pododdziałów systemów rakietowych SA-2, 16 poddziałów systemów SA-3 oraz 60 pododdziałów SA-6. Systemy te uzupełniane były taktycznymi systemami przeciwlotniczymi SA-9 i SA-13 na platformach mobilnych (odpowiednio: kołowych i gąsienicowych). Ręczne systemy rakietowe składały się z wyrzutni pocisków SA-7 oraz nowsze SA-16 i SA-18. Siły zbrojne federacji uzupełniała marynarka wojenna dysponująca nominalnie czterema okrętami podwodnymi, czterema fregatami, 34 łodziami patrolowymi, 16 okrętami minowymi i 20 amfibiami.

## Działania stron podczas operacji Allied Force

### Działania operacyjne Sojuszu Północnoatlantyckiego
20 marca 1999 roku, obszar Kosowa opuściła międzynarodowa grupa obserwatorów pokojowych, wkrótce po tym zaś, rząd w Belgradzie rozpoczął dużą ofensywę wojskową przeciwko UCK. W odpowiedzi na to, 23 marca sekretarz generalny NATO Javier Solana przekazał odpowiedzialność za przeprowadzenie operacji militarnej przeciwko Federalnej Republice Jugosławii na ręce najwyższego dowódcy wojskowego Sojuszu, generała Wesleya Clarka. Było to także skutkiem odmowy przez władze w Belgradzie zaakceptowania przedstawionych przez Grupę Kontaktową i negocjowanych w Rambouillet propozycji pokojowych. Mimo że reprezentowani w Rambouillet etniczni Albańczycy z Kosowa zaakceptowali przedstawiony przez sześcionarodową Grupę Kontaktową plan pokojowy, strona federacyjna nie wyraziła zgody na kilka kluczowych postanowień, w tym rozmieszczenie na terytorium Kosowa międzynarodowych sił pokojowych. W tym czasie Wysoki Przedstawiciel Narodów Zjednoczonych ds. Uchodźców szacował, że liczba uciekinierów na skutek ostatnich walk sięgnęła 25 000, zaś od lutego 1998 roku konflikt spowodował utratę życia przez ponad 2000 ludzi oraz ucieczkę ponad 300 tysięcy.

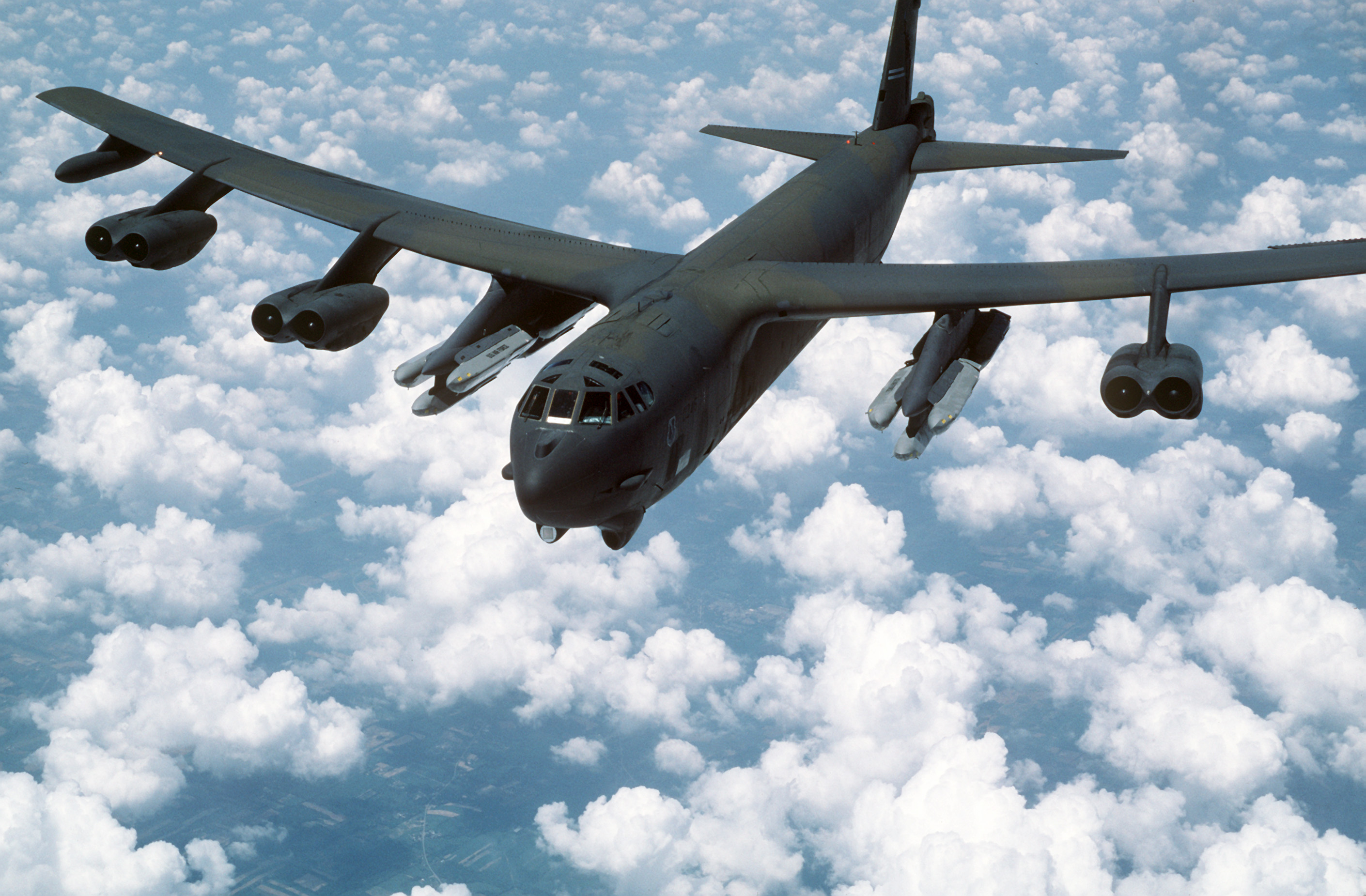
Pociski manewrujące AGM-86 podwieszone pod B-52G

W pierwszą falę ataku, 24 marca 1999 roku, zaangażowane było 80 samolotów Sojuszu oraz amerykańskie i brytyjskie okręty na Adriatyku. Pierwszymi celami były główne instalacje jugosłowiańskiego systemu obrony powietrznej, które zostały zbombardowane krótko po godzinie 7 rano. Pierwszy atak został przeprowadzony spoza przestrzeni powietrznej Jugosławii za pomocą pocisków manewrujących AGM-86C CALCM wystrzelonych z samolotów bombowych B-52 startującego z bazy RAF Fairford w Wielkiej Brytanii oraz tego samego rodzaju pocisków UGM-109 Tomahawk w wersji TLAM (Tomahawk Land Attack Missile) odpalonych z amerykańskich okrętów podwodnych USS „Albuquerque” i „Miami” typu Los Angeles oraz brytyjskiego HMS „Splendid” typu Swiftsure. Pociskami manewrującymi dokonano ataku na stanowiska dowodzenia, pozycje bojowe dywizjonów rakietowych oraz lotniska. Pierwszej nocy użytych zostało ogółem 55 amerykańskich pocisków manewrujących. Pierwszym załogowym statkiem powietrznym, który pierwszej nocy rozpoczął penetrację serbskiego systemu obrony powietrznej, był skonstruowany z uwzględnieniem właściwości stealth bombowiec B-2 Spirit. Był to jednocześnie długo oczekiwany przez specjalistów lotnictwa debiut bojowy tej maszyny. Samoloty te wykonały atak w 28- i 32-godzinnej misji z bazy sił powietrznych Whiteman w stanie Missouri w USA, przy czym ich operacja śledzona była z dużym niepokojem, z powodu użycia w ich konstrukcji wielu niesprawdzonych do tej pory w rzeczywistej operacji bojowej technologii.

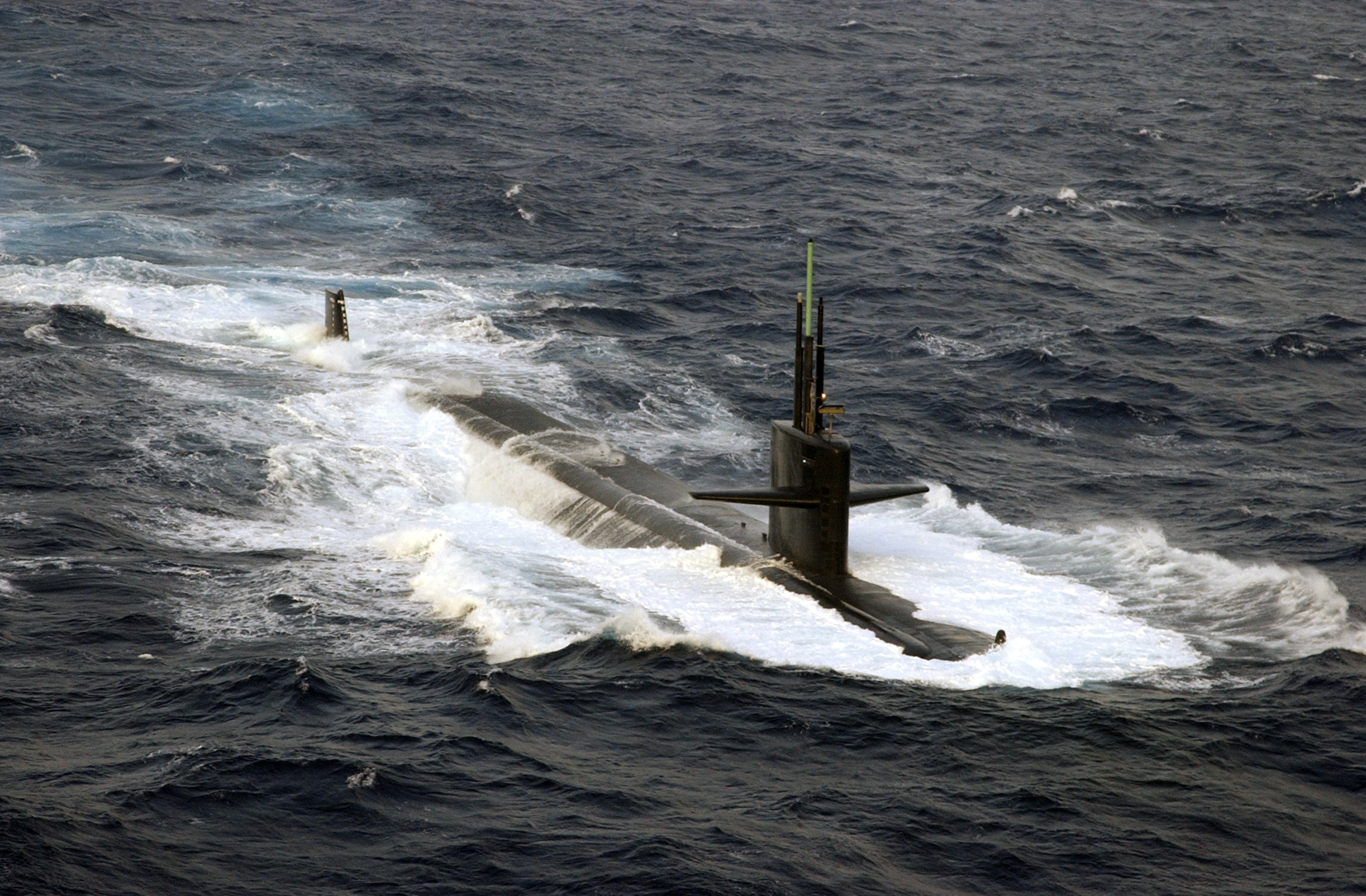
USS „Albuquerque” (SSN-706)

Co istotne, piloci tych samolotów, w momencie startu z kontynentu amerykańskiego, nie znali celów swojej misji – cele te zostały wykryte, a informacje o nich przekazane załogom samolotów dopiero na około 2 godziny przed przybyciem w rejon celu. Były nimi dwa zgrupowania zintegrowanego systemu obrony przeciwlotniczej wyposażone w pociski SA-3 (S-125 Newa). Operacje te przeprowadzono z wykorzystaniem dwukrotnego tankowania w powietrzu – po jednym w obu kierunkach. Podczas całej operacji Allied Force, samoloty B-2 wykonały 49 misji bojowych, z których 45 zakończyło się atakiem i zrzuceniem ładunku bojowego. W większości z tych operacji, B-2 otrzymywały wsparcie elektroniczne i SEAD czy to ze strony samolotów sił powietrznych, czy też od maszyn lotnictwa marynarki EA-6B, jednakże w przynajmniej kilku misjach, B-2 nie korzystały z jakiegokolwiek wsparcia, które wobec wysokich właściwości stealth tych samolotów okazało się ostatecznie być niepotrzebnym.
Odmiennie potoczyły się działania operacyjne samolotów F-117A, należących do pierwszej generacji konstrukcji stealth. 27 marca 1999 roku, w 4 dniu operacji miało miejsce pierwsze w historii zestrzelenie samolotu stealth. O godzinie 20:45, 28 mil na północny zachód od Belgradu, pocisk systemu SA-3 zestrzelił F-117 o numerze 806. Pilot zdołał się katapultować i został odnaleziony oraz przejęty przez zespół bojowego poszukiwania i ratownictwa (Combat Search and Rescue – CSAR) przy użyciu śmigłowców MH-53 Pave Low i MH-60 Pave Hawk korzystających ze wsparcia samolotu A-10.
Pierwszoplanowymi początkowymi celami pierwszych ataków stały się instalacje serbskiego zintegrowanego systemu obrony powietrznej, jak wyrzutnie pocisków rakietowych, radary, czy systemy przekaźnikowe. Samoloty NATO – poza B-2 – wykonywały loty na te cele korzystając z lotnisk na terytorium Włoch, Hiszpanii, Francji, Niemiec, Wielkiej Brytanii oraz lotniskowców na Adriatyku, atakując m.in. centrum radarowe w Podgoricy, lotniska w Serbii, Kosowie i Czarnogórze, sieci energetyczne, fabryki broni i amunicji, koszary policyjne i wojskowe oraz serbskie centra dowodzenia i łączności. Przez większą część czasu trwania operacji, duży wpływ na nią wywierały niekorzystne warunki pogodowe. Przykładowo, 29 marca wszystkie wydzielone przez Wielką Brytanię samoloty Harrier GR7 wzięły udział w rajdzie na Prisztinę. Jednakże z powodu złych warunków atmosferycznych musiały wrócić do bazy z niewykorzystanym uzbrojeniem. Zła pogoda uniemożliwiała bowiem użycie broni naprowadzanej na cel za pomocą wiązki laserowej. Trudności związane z użyciem lotnictwa brytyjskiego, wymusiły konieczność podjęcia decyzji o użyciu cięższych maszyn, w związku z czym amerykański departament obrony podjął decyzję o udostępnieniu na potrzeby operacji Allied Force pięciu samolotów B-1B Lancer i piętnastu innych samolotów mogących wykonywać zadania bojowe w każdych warunkach atmosferycznych. Duży wpływ na niską skuteczność uderzeń powietrznych lotnictwa NATO miała też przyjęta przez Serbów taktyka działania. Mając pewność, że organy polityczne Sojuszu odrzuciły koncepcję interwencji lądowej, Serbowie rozproszyli swoje siły, zwiększając tym samym szansę na przetrwanie jednostek pancernych i zmechanizowanych.

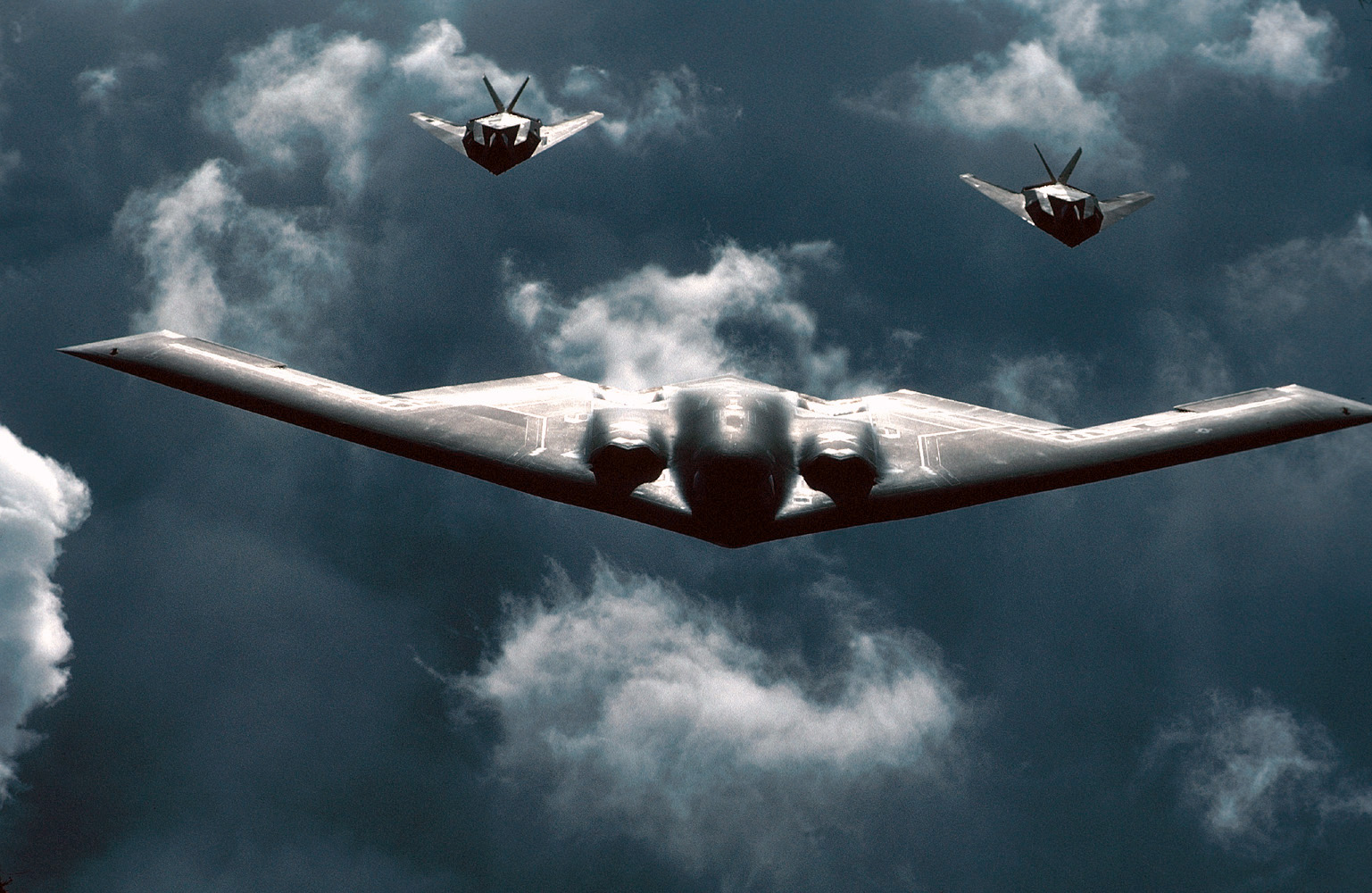
B-2 Spirit, w tle widoczne dwa F-117 Nighthawki

W drugim tygodniu operacji, lotnictwo NATO wykonywało uderzenia na jednostki wojskowe armii jugosłowiańskiej, składy amunicji oraz inne obiekty zlokalizowane na terenie Kosowa. Sojusz rozszerzył operację niszcząc także linie komunikacyjne, oraz główne drogi w celu odizolowania jednostek jugosłowiańskich działających w Kosowie od głównych sił znajdujących się na terytorium Jugosławii. Wówczas też pociskami manewrującymi zaatakowano budynek Ministerstwa Spraw Wewnętrznych w centrum Belgradu.
Mimo ponawianych ataków lotniczych, przywództwo serbskie nie rozpoczęło wycofywania swoich wojsk z terytorium Kosowa, wciąż też trwały na jego terytorium czystki etniczne. Przeciwnie, skutkiem ataków lotnictwa NATO było wzmożenie serbskich represji względem ludności cywilnej. W związku z tym Sojusz Północnoatlantycki zdecydował się na przejście do trzeciego etapu operacji, mającego obejmować eskalację ataków na przywództwo wojskowe, centra dowodzenia i kierowania, magazyny uzbrojenia, składy paliw oraz na inne obiekty w okolicach Belgradu. Lotnictwo uderzyło także na most w Nowym Sadzie, ujęcie wody dla tego miasta oraz wyznaczone obiekty w innych miejscowościach, w tym na lotnisko w Prisztinie. Dzienny wysiłek lotnictwa sojuszu nie przekraczał jednak w tym czasie 50 samolotolotów. W tym czasie sekretarz obrony USA zaakceptował propozycję oddania dla potrzeb operacji 12 dodatkowych samolotów F-117A, tymczasem już 4 kwietnia przedstawiciel rządu Stanów Zjednoczonych oficjalnie ogłosił, że do Albanii zostaną przerzucone 24 śmigłowce AH-64 Apache i 18 systemów rakietowych MLRS do dyspozycji Zespołu Zadaniowego Hawk. Jednocześnie jednak, wywołana operacją NATO eskalacja serbskich czystek etnicznych spowodowała ogromy wzrost liczby uchodźców z Kosowa, która szybko osiągnęła 1,8 miliona osób. Serbowie starali się bowiem wypędzić z Kosowa jak największa liczbę ludności pochodzenia albańskiego, aby odciąć UCK od jej naturalnego zaplecza. Rodząca się w związku z tym katastrofa humanitarna, spowodowała konieczność podjęcia przez NATO i organizacje humanitarne natychmiastowej akcji niesienia pomocy setkom tysięcy uchodźców, którzy przekroczyli granice Albanii i Macedonii, a także około 200 tysiącom tych, którzy wciąż jeszcze znajdowali się na terytorium Kosowa. Wobec tak ogromnej liczby uchodźców, zadanie to było niezwykle trudne – mimo będącej w dyspozycji Sojuszu dużej floty samolotów transportowych, maszyny te nie mogły być użyte bezpośrednio, wobec ich podatności na zestrzeliwanie przez serbski system obrony przeciwlotniczej, jak też wobec braku pewności w czyje ręce trafią zrzuty z pomocą humanitarną. Sytuacja uchodźców stawała się coraz gorsza, wobec czego 14 kwietnia Sojusz Północnoatlantycki rozpoczął nową operację w ramach Allied Force, pod nazwą Allied Harbour.

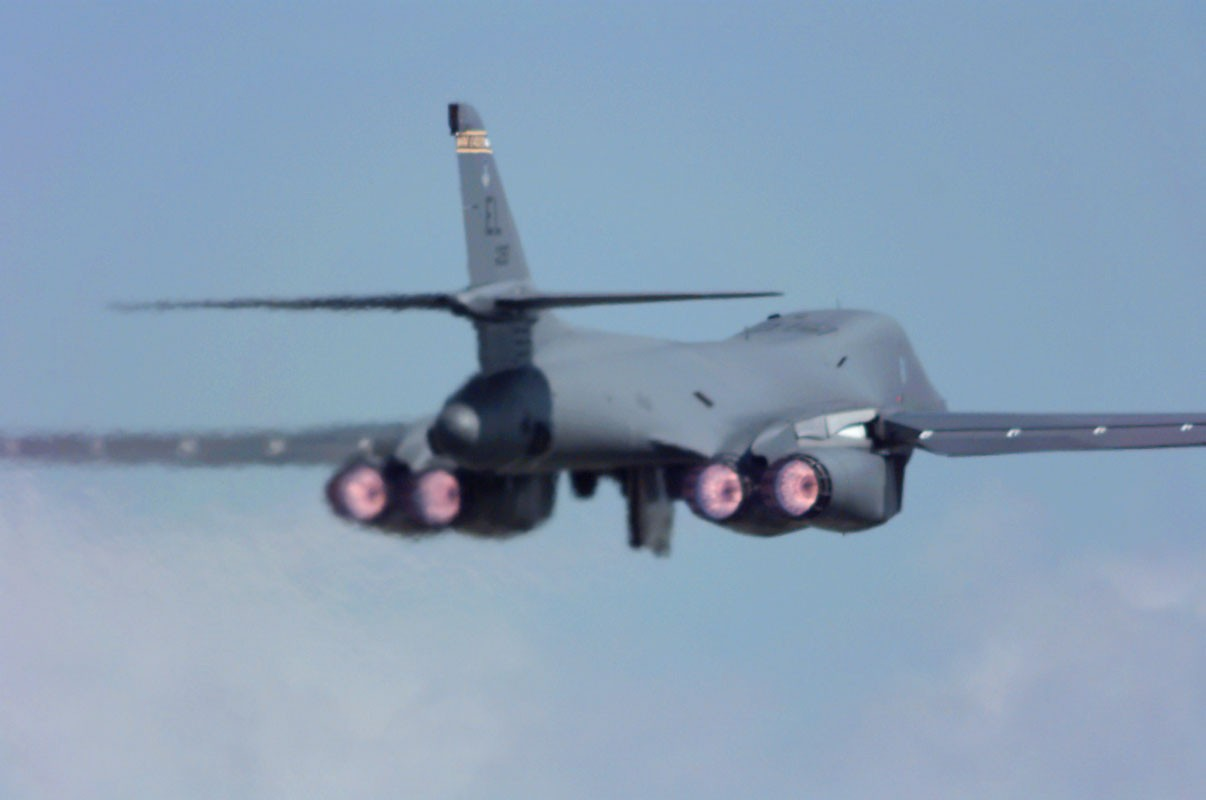
B-1B z 28 Eskadry Bombowej startujący z bazy RAF Fairford w misji uderzeniowej nad Jugosławię

Allied Harbour była typową akcją humanitarną, prowadzoną pod egidą NATO i Wysokiego Komisarza Narodów Zjednoczonych do spraw Uchodźców (UNHRC). W operacji przeprowadzonej przede wszystkim na terytorium Albanii, gdzie schroniła się największa liczba uchodźców, wzięły udział siły 16 państw członkowskich NATO oraz 4 państw partnerskich, w tym Polski. Ich zadaniem była przede wszystkim budowa obozów dla uchodźców i zapewnienie uchodźcom bezpieczeństwa, wody, żywności i opieki medycznej. Sformowane dla potrzeb Allied Harbour siły AFOR (NATO’s Albanian Force) liczyły 8000 żołnierzy, w tym znaczną liczbę służb inżynieryjnych i medycznych. Dla zorganizowania tej pomocy niezbędna była współpraca z rządem albańskim, który 11 kwietnia oddał do dyspozycji Sojuszu przestrzeń powietrzną Albanii, porty morskie i lotnicze oraz inną infrastrukturę wojskową, która jednak nie była przygotowana do obsługi tak intensywnego ruchu, zwłaszcza lotniczego. Niezbędna wobec tego okazała się instalacja natowskich urządzeń naprowadzania i kontroli ruchu lotniczego, tak aby możliwy był intensywny ruch samolotów transportowych z niezbędnym dla Allied Harbour zaopatrzeniem.
W trzecim tygodniu operacji, 12 kwietnia, dwa wystrzelone z samolotu NATO pociski trafiły w pociąg pasażerski, zabijając prawdopodobnie 10 osób. W tym tygodniu nastąpiło też zapowiadane przez dowództwo NATO zwiększenie presji na Serbów, co potwierdziła eskalacja operacji powietrznej, szczególnie w Kosowie. Jak wyjaśniał na konferencji prasowej generał Clark, operacja powietrzna musi być prowadzona na dwóch frontach. Pierwszy obejmować musi strategiczne uderzenia powietrzne NATO na stanowiska dowodzenia, koszary wojskowe i policyjne oraz infrastrukturę w samym Belgradzie, jak i w jego okolicach. Drugi front natomiast, to terytorium Kosowa, gdzie następuje intensyfikacja uderzeń taktycznych na operujące tam jugosłowiańskie jednostki wojsk lądowych oraz formacje paramilitarne. W aspekcie przyszłych działań, istotne znaczenie miało ogłoszone 11 kwietnia oddanie do dyspozycji Sojuszu przez rząd w Tiranie przestrzeni powietrznej Albanii. Tego samego dnia Wielka Brytania potwierdziła odwołanie z Zatoki Perskiej i wysłanie na Adriatyk lotniskowca HMS „Invincible”.

Kosovo Engagement Zone
w postaci ustalonej 20 kwietnia 1999 roku

5 kwietnia pierwszy lot uderzeniowy wykonały samoloty B-1B startujące z bazy RAF Fairford w Wielkiej Brytanii, które wykonały nalot na obiekty położone w Tuzli, Belgradzie i Nowym Sadzie. Ich misję ubezpieczały samoloty wczesnego wykrywania i kontroli E-3A Sentry, 10 samolotów tankowania w powietrzu, 3 klucze samolotów myśliwskich osłony oraz 2 samoloty ratownictwa powietrznego. Osłonę elektroniczną zapewniały samoloty walki elektronicznej EA-6B.
6 kwietnia do działań włączyło się lotnictwo marynarki wojennej Stanów Zjednoczonych, które nie brało udziału w pierwszej fazie operacji. Na Morzu Jońskim zajął pozycję lotniskowiec USS „Theodore Roosevelt” (CVN-71), zaś jego skrzydło lotnicze utworzyło samodzielne zespoły uderzeniowe. W ich skład wchodziły samoloty uderzeniowe F-14D oraz F/A-18 i samoloty EA-6 przeznaczone do obezwładniania obrony przeciwlotniczej, inna wersja F-14 spełniała funkcję powietrznego oficera naprowadzania lotnictwa, samoloty zaś E-2C wykonywały zadania powietrznych stanowisk dowodzenia walką (ABCCC). Te ostatnie pełniły także funkcję interfejsu łączności między wielonarodowym centrum operacji powietrznych a statkami powietrznymi marynarki wojennej. Zespoły uderzeniowe lotniskowca wykonywały przede wszystkim misje zwalczania serbskich jednostek wojsk lądowych na terytorium Kosowa.
12 kwietnia 1999 roku lotnictwo przeprowadziło uderzenie na rafinerię w Pančevie 20 kilometrów od Belgradu. Po przeprowadzeniu tego uderzenia, przedstawiciel Pentagonu oświadczył, że jugosłowiańskie rafinerie zostały zniszczone, lecz prawdopodobnie istnieje jeszcze kilka miejsc składowania paliwa, z których korzystają siły zbrojne tego państwa. Nasilające się czystki etniczne w Kosowie spowodowały, że tego samego dnia samoloty Sojuszu przeprowadziły uderzenia w wyznaczonej tuż wcześniej „strefie bojowej Kosowo” (Kosovo Engagement Zone – KEZ), atakując czołgi, środki artyleryjskie, oraz pojazdy wojskowe. W tygodniu tym nastąpiło wzmożenie wysiłku w zakresie zwalczania oddziałów jugosłowiańskiej armii, jak jednak zwracają uwagę autorzy publikacji anglojęzycznych, mimo podjętych przez załogi lotniczego komponentu NATO prób, pod koniec trzeciego tygodnia analitycy Sojuszu nie byli w stanie potwierdzić zniszczenia choćby jednego pojazdu opancerzonego.

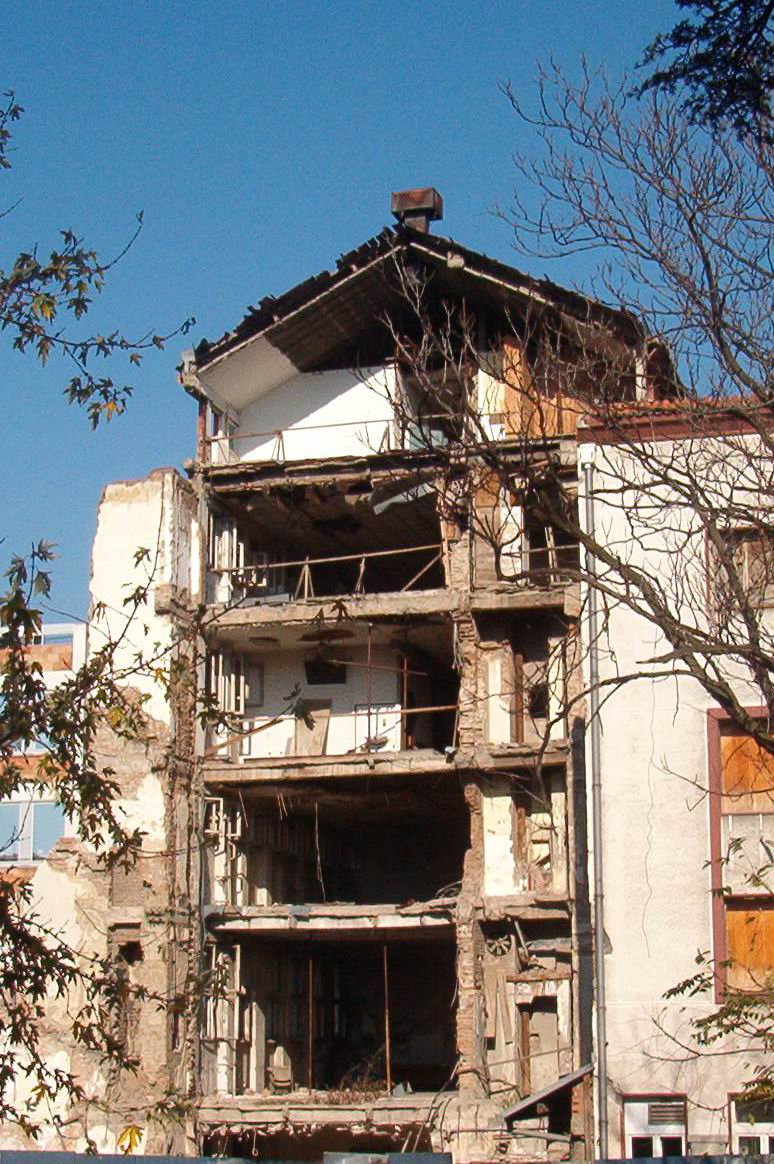
Zniszczony budynek stacji radiowo-telewizyjnej w Belgradzie

14 kwietnia źródła jugosłowiańskie doniosły, że lotnictwo NATO zaatakowało kilka konwojów albańskich uchodźców w pobliżu miejscowości Đakovica, zabijając około 64 osób. Zdaniem Philipa Melingera, autora artykułu „Precision Aerospace Power, Discrimination, and the Future of War”, piloci NATO wykonali atak na cel, który źródła wywiadowcze zidentyfikowały jako kolumnę wojskową. W rzeczywistości była to kolumna wojskowa, jednakże w kolumnie tej znajdowali się także cywilni uchodźcy, w konsekwencji śmierć poniosły aż 73 osoby cywilne. Według tegoż autora, był to jedyny znany przypadek w 78-dniowej kampanii powietrznej, w którym natowskie źródła wywiadowcze i lotnictwo mylnie zidentyfikowały cel, powodując w konsekwencji ofiary cywilne. Według źródeł naukowych, ofiar cywilnych prawdopodobnie udałoby się uniknąć gdyby rozpoznanie zamiast ze średniego pułapu, prowadzone było z pułapu niskiego. Tragiczny incydent ten przyczynił się do zmiany reguł użycia sił stosowanych przez lotnictwo NATO. Od tego czasu jedynie w sytuacjach wyjątkowych piloci Sojuszu mogli wykonywać loty na wysokościach powyżej 15 000 stóp (4572 m), zaś wysokość rozpoznania została obniżona czasem nawet do 5000 stóp (1500 metrów) jeśli wymagałoby tego potrzeba pewności identyfikacji celu. Kosztem większego ryzyka, a tym samym i bezpieczeństwa własnych załóg lotniczych, chciano zapewnić lepszą, bardziej wiarygodną identyfikację obiektów, które miały być atakowane z powietrza. W ten sposób dowództwo komponentu powietrznego chciało uniknąć pomyłek podobnych do tej, jaka miała miejsce w pobliżu Đakovicy. W trakcie operacji Allied Force lotnictwo NATO generalnie nie prowadziło ataków na obiekty położone na terenie Czarnogóry, ponieważ jej władze były w złych stosunkach z reżimem Miloševicia – jedynym wyjątkiem od tej reguły był przeprowadzony 15 kwietnia atak na lotnisko w Podgoricy. Stacjonujące na tym lotnisku samoloty uważane były za zagrożenie dla stacjonujących w Albanii sił Zespołu Zadaniowego Hawk. Podczas przeprowadzonej w tym celu wideokonferencji generał Clark nakazał dowódcy VI Floty Stanów Zjednoczonych przeprowadzić atak na to lotnisko. Jeszcze tego samego dnia w godzinach popołudniowych, samoloty z lotniskowca USS „Theodore Roosevelt” zaatakowały schronohangar w Podgoricy.
23 kwietnia 1999 roku, gdy rozpoczynał się szczyt NATO w Waszyngtonie, lotnictwo Sojuszu wykonało uderzenie pociskami manewrującymi na stacją radiowo-telewizyjną w Belgradzie. Mimo wystosowanego przez władze Sojuszu ostrzeżenia o mającym nastąpić uderzeniu, śmierć poniosło 16 pracujących w budynku osób. Uderzenie wywołało krytykę władz telewizji, że po otrzymaniu ostrzeżenia nie przeprowadzono prawidłowo ewakuacji oraz że w sytuacji zbliżającego się ataku w budynku znajdowało się więcej osób niż niezbędne minimum. Organy decyzyjne Sojuszu argumentowały, iż uderzenie było w pełni uzasadnione, gdyż stacja stanowiła ważne narzędzie propagandy rządu serbskiego. Zdaniem natomiast niektórych organizacji pozarządowych, jak Amnesty International, uderzenie na stację stanowiło naruszenie prawa konfliktów zbrojnych. Tego samego dnia lotnictwo Sojuszu zbombardowało ostatni most na Dunaju w Nowym Sadzie. Co paradoksalne, władze tego miasta pozostawały w opozycji w stosunku do rządu w Belgradzie.
27 kwietnia generał Charles Guthrie, szef sztabu armii brytyjskiej, dokonał podsumowania dotychczasowych działań lotnictwa Sojuszu w Jugosławii:

Ogółem do tej pory NATO przeprowadziło 474 ataki powietrzne, obejmujące między innymi 227 pojedynczych obiektów. Oceniamy, że zniszczyliśmy ponadto 70 samolotów bojowych z ogólnej liczby 450 samolotów, jakimi dysponowała Jugosławia przed rozpoczęciem operacji Allied Force. W tej liczbie mieszczą się 23 samoloty MiG-29 i MiG-21 uznane przez dowódców NATO za środki krytyczne. W wyniku tego serbskie siły powietrzne utraciły zdolność do podjęcia skutecznej walki z lotnictwem NATO. Zniszczyliśmy także 9 stacji naprowadzania rakiet przeciwlotniczych systemów rakietowych. Oceniamy, że pozostałe jednostki obrony powietrznej oraz przeciwlotniczej będą niechętnie podejmowały walkę mając na uwadze poniesione do tej pory straty. Ponadto zniszczyliśmy 9 z 17 lotnisk, w tym 4 bardzo dotkliwie. Zniszczyliśmy także 40 schronohangarów, a kolejne 31 zostały uszkodzone. Wiemy także, że zintegrowany system obrony powietrznej Serbii nie jest całkowicie obezwładniony, a dowódcy serbscy poważnie obawiają się bezkarności i dokładności, z jaka samoloty NATO atakują ich jednostki wojsk lądowych.(...) W znacznym stopniu wpłynęliśmy bezpośrednio na obniżenie zdolności bojowej armii jugosłowiańskiej do prowadzenia operacji lądowych w Kosowie. Wszystkie linie kolejowe w Kosowie zostały przerwane. Udało nam się zablokować także 3 z 8 głównych dróg. Ponadto uszkodzono lub zniszczono 20% wszystkich magazynów amunicji (broni) oraz blisko 20% obiektów koszarowych.

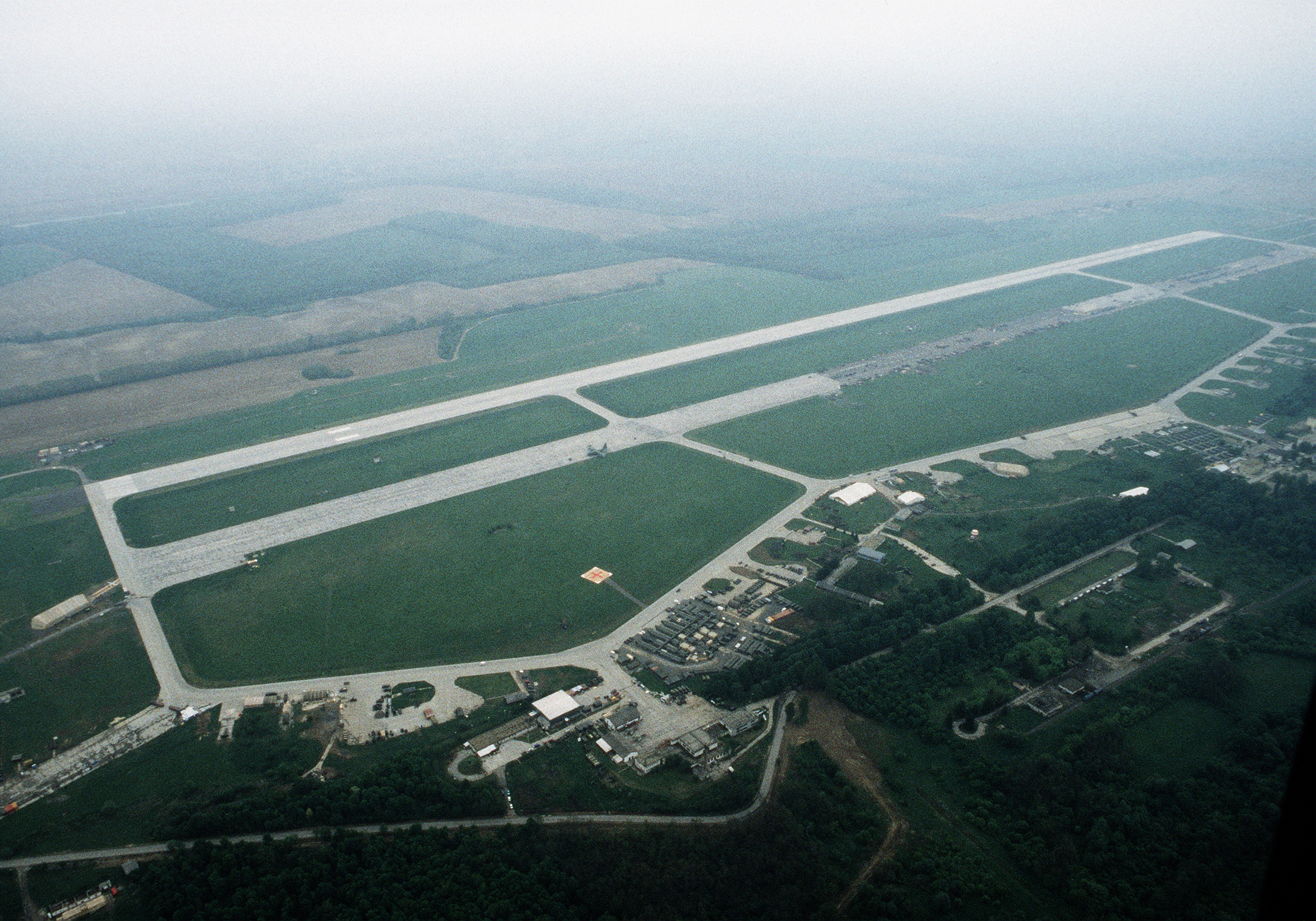
Baza sił powietrznych Taszár na terytorium Węgier

28 kwietnia został przeprowadzony kolejny skoordynowany atak na serbskie lotnisko wojskowe w Podgoricy, z użyciem 30 lotniczych środków rażenia przeciwko celom utwardzonym, jak schronom, instalacjom paliwowym, stacjom radarowym oraz zaparkowanym w umocnieniach samolotom i śmigłowcom. Podczas tego ataku, po raz pierwszy w operacji Allied Force użyto kierowaną bombę GBU-28 Bunker-buster o wagomiarze 4700 funtów (2131 kg). Bomba ta została zrzucona przez F-15E, którego zadaniem było zniszczenie ukrytego w podziemnym schronie samolotu oraz wyposażenia technicznego ukrytego w bunkrze. Krótko potem został przeprowadzony atak na narodowe centrum dowodzenia w Belgradzie – wielopiętrową instalację ukrytą ponad 30 metrów pod powierzchnią ziemi, o którym wiadomo było także, że stanowi okazjonalnie miejsce schronienia prezydenta Miloševicia . Centrum to wyposażone było w instalacje komunikacyjne i medyczne, przestrzeń życiową oraz zapasy żywności na ponad miesiąc. Jego konstrukcja przewidywała pomieszczenie całego najwyższego jugosłowiańskiego dowództwa wojskowego, wysokich urzędników ministerstwa obrony i przedstawicieli innych władz cywilnych.
1 maja 1999 roku, podczas nalotu na most w miejscowości Luzance, pocisk rakietowy odpalony z samolotu F-16 trafił w autobus pełen pasażerów. Według serbskiej minister zdrowia śmierć poniosło 47 osób, zaś 16 innych zostało rannych. 2 maja w czasie nocnego nalotu rozbił się amerykański F-16, pilot zdołał się jednak bezpiecznie katapultować i został podniesiony przez zespół CSAR. Za przyczynę katastrofy uznano awarię silnika.
Niezależnie od podjęcia próby uderzeń na te strategicznie ważne cele, Sojusz nie zdecydował się na zniszczenie bądź poważne uszkodzenie sieci energetycznej Belgradu. Nie użyto amunicji powodującej nieodwracalne zniszczenie instalacji energetycznych miasta, a przez to pozbawienie go energii elektrycznej na dłuższy czas. Zamiast tego, decydenci sojuszu zdecydowali się na użycie bomb grafitowych CBU-104(V)2/B (zwanych wcześniej CBU-94), które były w stanie wyłączyć belgradzkie źródła energii na czas co najmniej kilku godzin, poprzez rozrzucenie dużej ilości wywołującego zwarcia elektryczne pyłu grafitowego. W ten sposób wcześnie rano 3 maja NATO czasowo wyłączyło zasilanie energią elektryczną Obrenovaca, Niszu, Bajina Bašty, Drmna oraz Nowego Sadu przez ataki bombami CBU-104 na ich stacje transformatorowe, czasowo odcinając energię elektryczną dla 70% kraju, nie powodując jednak zniszczenia jego infrastruktury energetycznej. Wywołanie czasowej awarii sieci energetycznej państwa miało jednak dwa ściśle określone cele. Pierwszym z nich było przerwanie dostaw prądu dla jugosłowiańskiej 3 Armii w Kosowie, w celu zerwania jej komunikacji oraz zakłócenia pracy serbskich systemów obrony powietrznej. Drugim celem tych uderzeń, było wzmożenie presji wywieranej na serbskie przywództwo polityczne i wojskowe. Atak na jugosłowiański system energetyczny został powtórzony 24 maja, kiedy lotnictwo sojuszu przez 3 kolejne noce bombardowało za pomocą broni grafitowej instalacje energetyczne w Belgradzie, Nowym Sadzie i Niszu, pozbawiając energii tym razem 80% obszaru państwa. Skutkiem tego, energii elektrycznej pozbawiony został nie tylko serbski zintegrowany system obrony powietrznej, lecz także komputery banków i innych ważnych dla kraju części gospodarki. Ataki na tę żywotną dla gospodarki kraju, jak i dla codziennego życia ludności część infrastruktury państwa, podobnie jak na inne elementy gospodarki (zakłady przemysłowe) były środkiem nacisku na reżim Miloševicia w celu wydania przez niego rozkazu wycofania z Kosowa serbskiej 3 Armii.
W nocy z 7 na 8 maja, lotnictwo NATO za pomocą bomb typu JDAM zbombardowało ambasadę Chińskiej Republiki Ludowej w Belgradzie, w wyniku czego zginęły 3 osoby przebywające na jej terenie. Według zgodnych oświadczeń zarówno NATO, jak i przedstawicieli Stanów Zjednoczonych, a także według odtajnionego później raportu dla Kongresu Stanów Zjednoczonych, atak na chińską placówkę dyplomatyczną nie był zamierzony, a prawdziwym jego celem był znajdujący się na tej samej ulicy, odległy o około 400 metrów od ambasady, jugosłowiański Federalny Zarząd Zaopatrzenia i Zakupów armii, zaś incydent był skutkiem wprowadzenia do układów naprowadzania pocisków błędnych danych geograficznych celu. Incydent wywołał kryzys dyplomatyczny między Stanami Zjednoczonymi a Chinami, utrudnił negocjacje na temat zakończenia konfliktu w Kosowie oraz spowodował politycznie wymuszoną dwutygodniową przerwę w bombardowaniu celów na terenie Belgradu. Według najbardziej prawdopodobnego wyjaśnienia incydentu, jego przyczyną było użycie do planowania operacji przestarzałych map, nie uwzględniających zmian topograficznych. W omawianym przypadku, do planowania użyto mapy pochodzącej z 1992 roku, która została zaktualizowana w roku 1997. Aktualizacja nie uwzględniła jednak dokonanych w roku 1996 przenosin chińskiej ambasady i jej nowego adresu. Według innych teorii atak nie był pomyłką, na terenie ambasady miał się znajdować nadajnik systemu łączności dostarczonego przez Chiny, a wykorzystywanego przez kierownictwo Nowej Jugosławii. Inną funkcjonującą teorią jest ta, iż Amerykanie celowo zaatakowali ambasadę Chin aby zablokować lub wstrzymać negocjację o zakończeniu konfliktu. Chiny miały odgrywać w nich dużą rolę, a Amerykanie pragnęli prowadzić je z pozycji zwycięzcy, a to wymagało czasu i dalszego prowadzenia działań militarnych. Użycie przestarzałych map miało też dalsze konsekwencje – już dwa tygodnie później, po wznowieniu zawieszonych ataków na cele w Belgradzie, samoloty NATO w podobny sposób uszkodziły rezydencje ambasadorów Szwajcarii, Hiszpanii oraz Norwegii, ambasadę Libii, a także szpital, w wyniku czego śmierć poniosły cztery osoby. Atak na ambasadę wywołał jednak szereg oskarżeń o celowe zbombardowanie placówki dyplomatycznej Chin, a rzeczywistym celem ataku miały być znajdujące się w budynku pomieszczenia attaché wojskowego oraz pomieszczenie wykorzystywane przez chiński wywiad.
12 maja lotnictwo Sojuszu przeprowadziło największą od początku operacji liczbę lotów bojowych dziennie, która w tym dniu sięgnęła około 600 lotów. Przeprowadzane falami uderzenia zapoczątkowane zostały wcześnie rano przez 36 samolotów F-16 i A-10 USAF, Harriery GR RAF-u, francuskie Jaguary i Super Étendardy, włoskie AMX oraz kanadyjskie CF-18. Nieco później zaatakowały 32 samoloty Tornado GR RAF-u, francuskie Jaguary i należące do USAF F-16. Przeprowadzone wczesnym popołudniem uderzenie 28 samolotów poprzedziło późniejszy atak 24 kolejnych maszyn, w wyniku czego liczba uderzeń tego dnia sięgnęła 38, w tym wykonanych za pomocą B-1B i B-52. Trzy dni później generał Jumper oświadczył, że NATO de facto osiągnęło całkowite panowanie w przestrzeni powietrznej Jugosławii, co umożliwia „loty gdziekolwiek chcemy w kraju, w każdym czasie”, choć przestrzeń powietrzna nadal była niebezpieczna. Krótko potem, w związku ze zgodą rządu Węgier na wykorzystanie przestrzeni powietrznej tego kraju do lotów bojowych, otworzyła się możliwość przeprowadzania uderzeń za pomocą startujących z bazy w Taszár na Węgrzech F/A-18D, co jeszcze bardziej pogłębiło izolację Federalnej Republiki Jugosławii i jej prezydenta Miloševicia. Z operacyjnego punktu widzenia, ułatwiło to działania lotnictwu Sojuszu, które do tej pory musiało przeprowadzać loty wyłącznie z zachodu, utrudniło natomiast zadanie serbskiej obronie przeciwlotniczej, która z tego samego powodu musiała obserwować przestrzeń powietrzną również z przeciwnej strony. W miarę wzrostu wysiłku lotniczego aliantów, wzrastała presja na serbskie oddziały wojsk lądowych w Kosowie. Zaczęły one odczuwać braki w zaopatrzeniu w paliwo, a także obniżenie poziomu morale żołnierzy. Nałożyło się na to podjęcie działań zaczepnych przez ugrupowania UCK. 26 maja, to zbrojne ramię kosowskich Albańczyków podjęło największą ofensywę przeciwko armii serbskiej od ponad roku. W operację Strzała zaangażowanych było ponad 4000 członków 137 i 138 Brygady UCK, którzy otrzymali wsparcie ze strony artylerii wojsk lądowych Albanii. Ludzie ci uzbrojeni byli w ciężkie karabiny maszynowe, karabiny snajperskie, granaty rakietowe oraz broń przeciwpancerną. Celem oddziałów UCK było dotarcie w głąb Kosowa z dwóch miejsc wzdłuż południowej granicy prowincji, przy objęciu kontroli nad drogą łączącą Prizren z Pec, zabezpieczając w ten sposób dostawy zaopatrzenia dla UCK wewnątrz prowincji. Innym celem kosowskich Albańczyków było zademonstrowanie zarówno Miloševiciowi, jak i NATO, że UCK wciąż jest w Kosowie poważną siłą militarną. Ich akcja szybko spotkała się jednak z ogniem artyleryjskim oraz kontratakami wojsk rządowych Jugosławii, na skutek czego rebelianci znaleźli się w głębokiej defensywie koło góry Pastrik. NATO odmawiało pełnienia roli de facto sił powietrznych UCK, odmawiało także dostaw broni rebeliantom, co nie zmienia faktu że Sojusz niejednokrotnie korzystał z pomocy Kosowarów we wskazywaniu celów, co zostało potwierdzone zarówno przez członków UCK w Albanii, jak też przez wysokich rangą wojskowych w Waszyngtonie.
Choć zarówno Sojusz Północnoatlantycki, jak i UCK odmawiały uzgadniania zawczasu ze sobą nawzajem swoich działań, dla NATO ofensywa rebeliantów miała niezwykle istotne znaczenie. Federalne wojska Jugosławii, korzystając bowiem z wcześniejszej informacji NATO o braku planów interwencji wojskowej w Jugosławii, rozproszyły w terenie i ukryły swój ciężki sprzęt, stąd był on trudny do zwalczania przez lotnictwo. Ofensywa Albańczyków zmusiła jednak Serbów do koncentracji jednostek i ich wyjścia z lasów na otwartą przestrzeń, gdzie stały się łatwiejszym celem dla lotnictwa Sojuszu. Co więcej, stało się to akurat w okresie, gdy po kilku tygodniach stopniowej intensyfikacji działań w operacji Allied Force, NATO do maksimum wzmogło swoje działania przeciw siłom serbskim w Jugosławii, a zwłaszcza na terenie Kosowa.

#### Patrole bojowe i walki powietrzne
Podczas pierwszej nocy operacji wystartowała większość jugosłowiańskich samolotów myśliwskich MiG-29, niektóre podjęły próbę przechwycenia samolotów NATO, jeden bezskutecznie odpalił w kierunku samolotów NATO pocisk rakietowy R-73. Już tej nocy dwa amerykańskie F-15C zestrzeliły jednak dwa MiGi-29, a holenderski F-16MLU zestrzelił kolejnego MiGa.

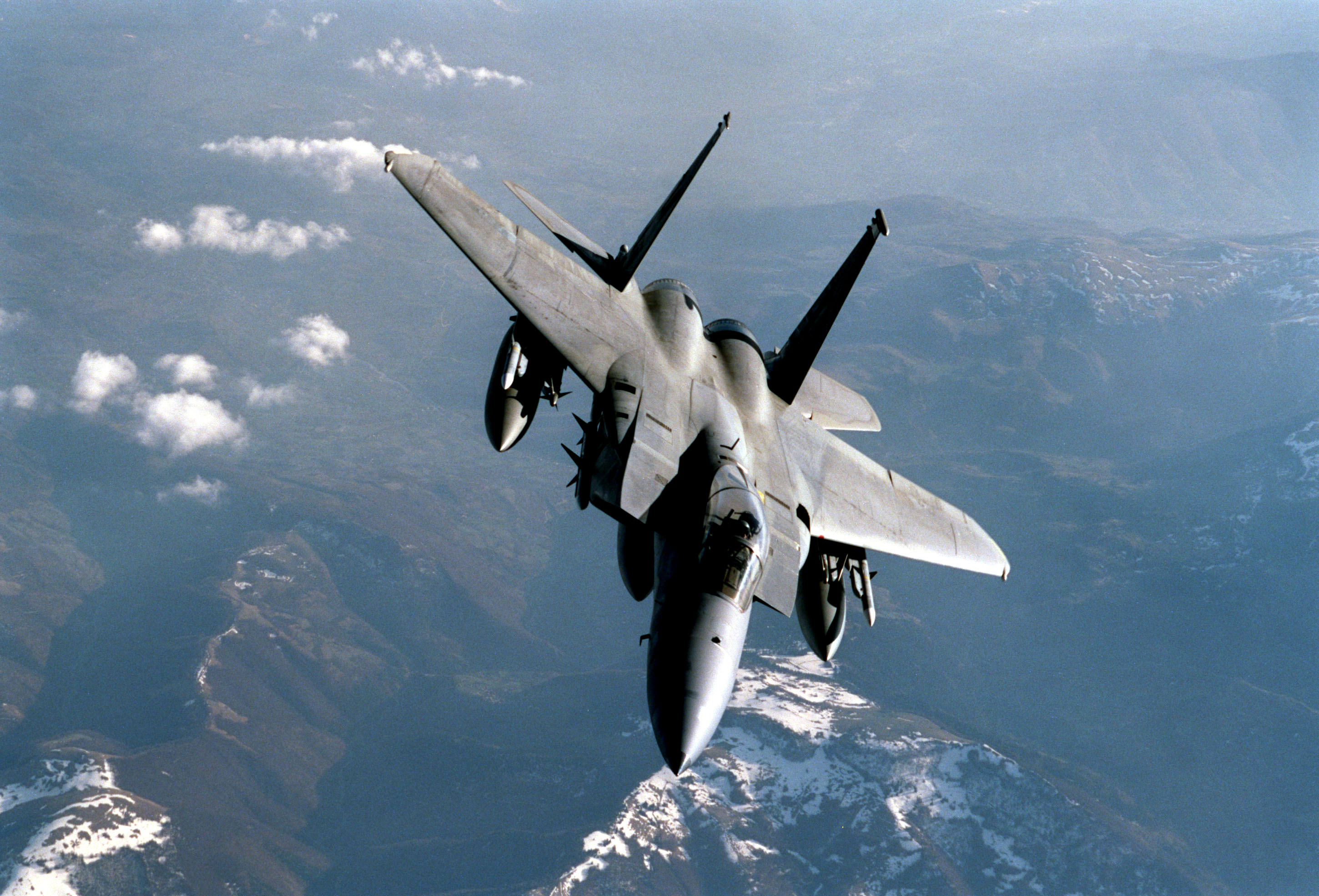
F-15C w trakcie operacji Allied Force. Widoczne pociski AIM-7 Sparrow i AIM-9 Sidewinder

Holenderskie samoloty wielozadaniowe F-16 eskortowały zespół uderzeniowy składający się z samolotów F-15E, Tornado i innych F-16. W trakcie lotu zespół otrzymał informację z samolotu wczesnego ostrzegania i kontroli AWACS o trzech serbskich myśliwcach, które wystartowały z bazy niedaleko Belgradu. Jedna z tych maszyn obrała kurs w stronę zespołu uderzeniowego. Para prowadząca, która jako pierwsza przechwyciła serbski samolot, nie podjęła decyzji o jego zniszczeniu, przekazując dane o celu drugiej parze F-16. Prowadzący tej pary wystrzelił pocisk średniego zasięgu AIM-120 AMRAAM, zestrzeliwując maszynę serbską. Stanowiło to pierwsze zwycięstwo w walce powietrznej samolotu F-16MLU i pierwszy oficjalnie potwierdzony przez operatorów AWACS sukces w operacji Allied Force. Pozostałe dwa serbskie samoloty zostały zestrzelone przez samoloty amerykańskie. Prawdopodobnie też jeden MiG-21 rozbił się podczas podchodzenia do lądowania.
Następnej nocy, dwa serbskie MiG-i-29 po wleceniu w przestrzeń powietrzną Bośni i Hercegowiny próbowały przechwycić amerykańską latająca cysternę KC-135, zostały jednak strącone przez amerykański samolot F-15C. Według niektórych źródeł samoloty te straciły kontakt z oficerem naprowadzania na Ziemi i nieświadomie wleciały w przestrzeń powietrzną Bośni. W późniejszym czasie jugosłowiańskie siły powietrzne okazyjnie usiłowały zakłócać loty samolotów NATO, jednakże nigdy w rzeczywistości nie stanowiły poważniejszego zagrożenia.

#### Obezwładnianie obrony powietrznej
W czasie operacji powietrznej Allied Force na 21 111 lotów bojowych 4538 stanowiły operacje zwalczania jugosłowiańskiego zintegrowanego systemu obrony powietrznej . W jej ramach samoloty NATO odpaliły w kierunku serbskich stacji naprowadzania rakiet i stacji radiolokacyjnych 743 pociski przeciwradarowe HARM; mimo to zintegrowany system obrony powietrznej pozostał prawie nienaruszony, zmuszając samoloty do działania na wysokościach powyżej 15 000 stóp (4500 metrów) w większości misji.

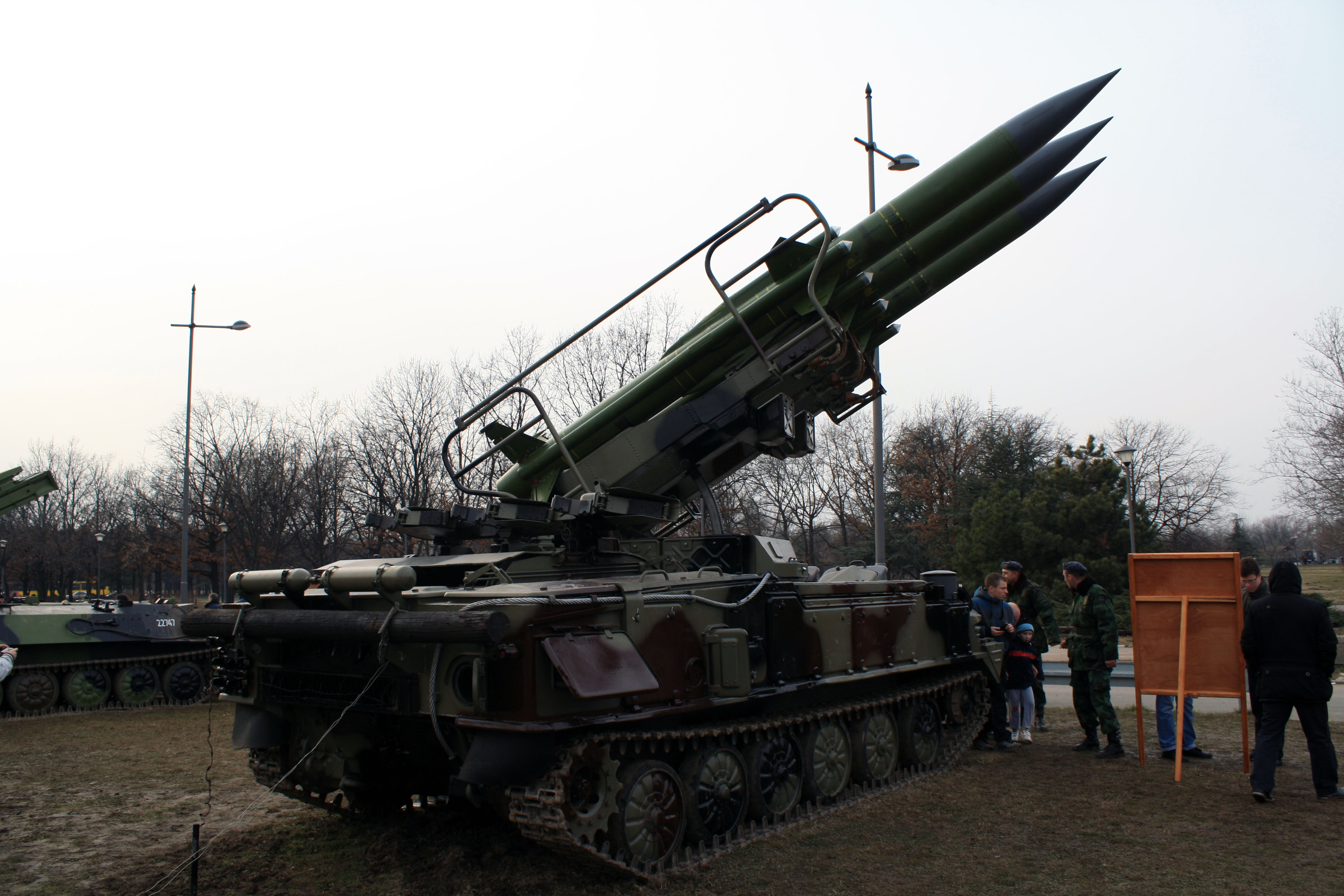
Serbski system przeciwlotniczy SA-6 (2K12 Kub)

Za główny powód wprowadzonych ograniczeń uznano zagrożenie dla samolotów ze strony artylerii przeciwlotniczej i lekkich, przenośnych zestawów rakietowych naprowadzanych na podczerwień. Mimo że starsze zestawy Strieła-2 (NATO: SA-7) mogły być skutecznie odwodzone od samolotów za pomocą odpalanych w odpowiednim momencie flar, zestawy nowszej generacji SA-9, SA-13, SA-14, SA-16 i SA-18, powodowały większe zagrożenie dla lotnictwa Sojuszu Północnoatlantyckiego. W trakcie całej operacji powietrznej Sojuszu Serbowie odpalili ogółem ponad 800 rakietowych kierowanych pocisków przeciwlotniczych wszystkich typów i rodzajów, z czego 477 odpaliły jednostki wyposażone w zestawy rakietowe Kub (NATO: SA-6). Mimo tak wielkiej liczby użytych przeciw samolotom NATO pocisków rakietowych, Sojusz Północnoatlantycki stracił jedynie dwa samoloty – F-117 i F-16. Według źródeł sojuszniczych serbska artyleria przeciwlotnicza uszkodziła także dwa samoloty szturmowe A-10.

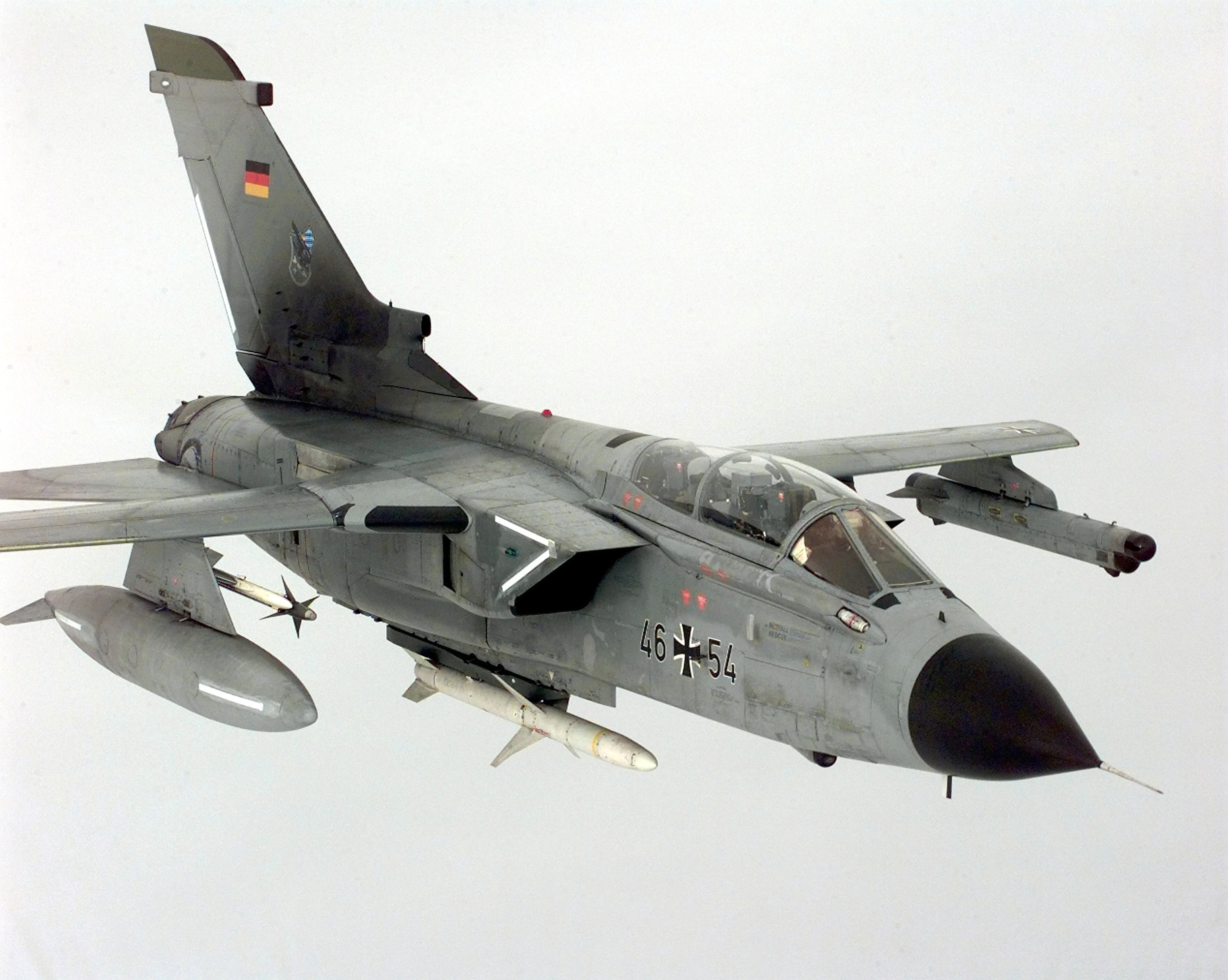
Niemiecki Panavia Tornado w trakcie operacji Allied Force; Widoczne pociski Sidewinder i stosowane w misjach SEAD AGM-88 HARM

Samoloty NATO odpaliły dużą liczbę pocisków HARM wyłącznie zapobiegawczo. Miało to miejsce w sytuacjach, gdy lokalizacja serbskiego rakietowego systemu obrony powietrznej była w danym miejscu spodziewana, jednakże przeciwnik nie uruchomił radarów. Takie użycie pocisków przeciwradarowych jest bardzo drogie w relacji kosztów wystrzelonych pocisków w stosunku do liczby zniszczonych systemów radarowych przeciwnika, biorąc pod uwagę koszt jednego pocisku rzędu 250 000 dolarów , z drugiej jednak strony jest bardzo efektywne z punktu widzenia ochrony własnych pilotów i samolotów. Jak bowiem wykazała praktyka operacji Allied Force, taktyka zapobiegawczego użycia pocisków antyradarowych skutecznie zniechęca przeciwnika do używania zagrażających samolotom radarów . Taktyka ta wiąże się też jednak ze sporym ryzykiem. Jeśli bowiem pocisk przeciwradarowy nie wykryje żadnej emisji elektromagnetycznej wrogiego radaru, może dojść do uchwycenia emisji radaru sojuszniczego. W trakcie Allied Force, co najmniej sześć odpaleń HARM-ów skończyło się incydentem na terytorium Bułgarii .

#### Uderzenia lotnicze

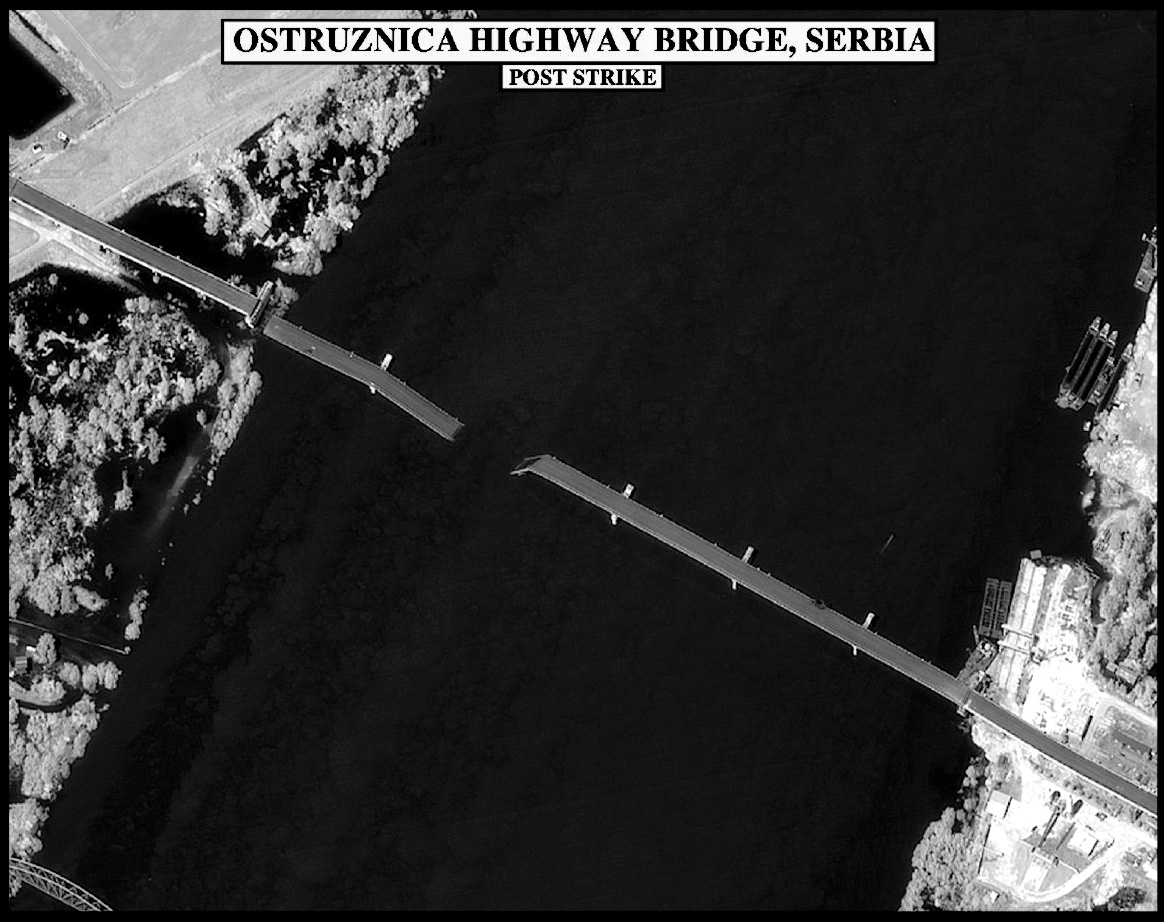
Most zniszczony przez bombardowanie NATO

Obiekty atakowane podczas Allied Force można podzielić na dwie grupy. Pierwszą z nich były obiekty stacjonarne, w tym mosty, elektrownie, rafinerie, magazyny paliw, linie komunikacyjne oraz przemysł zbrojeniowy. Zdaniem ekspertów przygotowujących raport dla Kongresu Stanów Zjednoczonych, zniszczenie tych obiektów było konieczne celem zredukowania potencjału wojskowego Jugosławii. Utrudniało ponadto uzupełnianie zasobów oraz rekonstrukcję sił zbrojnych. Dzięki uderzeniom na tego rodzaju cywilne cele, Sojuszowi Północnoatlantyckiemu udało się obniżyć o 40% zdolności produkcyjne jugosłowiańskiego przemysłu dokonującego napraw bojowych wozów piechoty, o 50% możliwości produkcyjne materiałów wybuchowych, o 65% zdolności produkcji amunicji oraz o 20% możliwości składowania i wykonywania napraw samolotów wojskowych. Samoloty NATO zniszczyły linie kolejowe prowadzące do Kosowa oraz mosty na Dunaju w Nowym Sadzie, umyślnie jednak nie atakowało 6 mostów na tej rzece w samym Belgradzie (trzy drogowe, dwa kolejowe i jeden kolejowo-drogowy). Znacznie jednak trudniejsze było niszczenie drugiej grupy celów, określanych jako mobilne. Oprócz oczywistych trudności związanych z różnicą czasu pomiędzy wykryciem celu a faktycznym wykonaniem uderzenia, w trakcie którego cel mógł zmienić położenie, zwalczanie celów tego rodzaju wiązało się z trudnościami w zakresie potwierdzania ich zniszczenia. 16 września 1999 roku, generałowie Clark oraz John Curley stwierdzili:

Uderzenia powietrzne zmusiły jugosłowiańskie siły wojskowe i policyjne do ukrycia ciężkiego sprzętu, uniemożliwiając im przeprowadzenie planowanych, nieograniczonych operacji przeciwko populacji albańskiej oraz Wyzwoleńczej Armii Kosowa

Dodali następnie, że w trakcie operacji Allied Force przeprowadzono 3000 misji uderzeniowych, z których prawie 2000 zakończyło się zrzuceniem broni. Według generała Wesleya Clarka, dowództwo NATO nie zakładało jednak faktycznego zniszczenia nawet połowy zaatakowanych celów – co natomiast było sukcesem NATO, to zmuszenie Serbów do ukrycia swojego sprzętu, co czyniło go bezużytecznym. Generał Curley podczas spotkania z dziennikarzami, wyjaśnił sposoby potwierdzania zniszczenia celów ruchomych:

Przez uderzenie zakończone sukcesem rozumiemy uderzenie lotnicze na obiekt, który jawi się być prawidłowym celem, po tym gdy jego zniszczenie zostanie potwierdzone przez co najmniej dwa z następujących źródeł: raport z misji samolotu, znaleziska na miejscu uderzenia, sprawozdania kontrolerów lotów nad obszarem uderzeń, zapis video z kokpitu samolotu, porównanie zdjęć fotograficznych miejsca uderzenia przed wykonaniem ataku i po jego dokonaniu oraz osobowe źródła wywiadowcze.

Specjalni funkcjonariusze oceniający Sojuszu osobiście udali się w 429 różnych lokalizacji wskazanych w raportach pilotów. Odnaleźli tam stosunkowo niewiele szczątków całkowicie zniszczonego wyposażenia bojowego, przykładowo – w zakresie broni pancernej szczątków zaledwie 26 czołgów. Generał stwierdził jednak, że NATO ma wiele dowodów na szybkie usuwanie przez Serbów utraconego sprzętu z miejsca jego zniszczenia. Co więcej, według raportów załóg samolotów, sprzęt zniszczony w jakimś miejscu, następnego dnia już się tam nie znajdował.

#### Rozpoznanie i obserwacja powietrzna

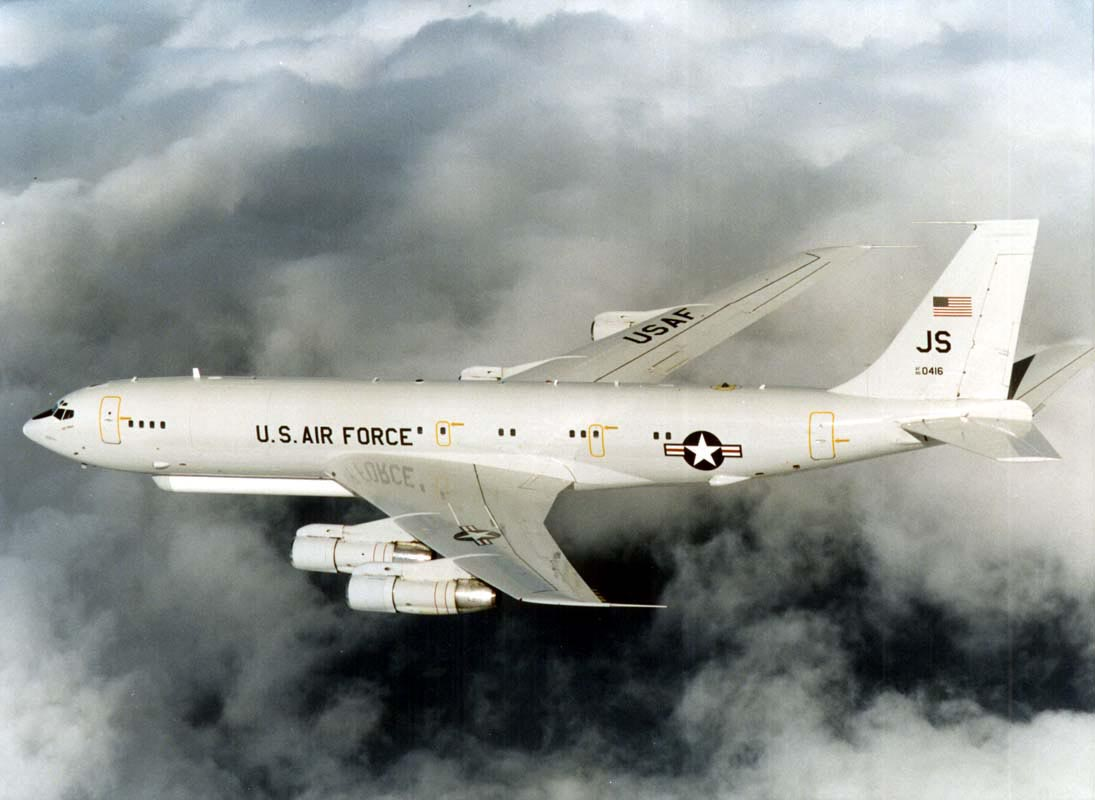
E-8C Joint STARS amerykańskich sił powietrznych. Samoloty rozpoznawcze tego typu są powietrznymi stanowiskami dowodzenia (zarządzania walką, dowodzenia i kontroli), zdolnymi do śledzenia pojazdów lądowych i niektórych samolotów, zbierania danych fotograficznych oraz sporządzania obrazu sytuacji taktycznej dla dowódców lądowych i powietrznych teatrów działań.

W operacji Allied Force główny wysiłek w zakresie rozpoznania przejęły na siebie środki rozpoznania powietrznego oraz kosmicznego. Zarówno przed rozpoczęciem operacji, jak i po jej zainicjowaniu, satelity rozpoznawcze śledziły przede wszystkim lokalizację serbskich sił zbrojnych oraz ich komunikację, przechwytując sygnały radiowe oraz fotografując stanowiska bojowe przeciwnika. W rozpoznaniu tym znalazły zastosowanie satelity IMINT (Imagery Intelligence) wyposażone w aparaturę elektrooptyczną i sensory podczerwieni o dużej rozdzielczości (IR), satelity Lacrosse służące do sporządzania radarowego obrazu obszaru operacji oraz satelity ELINT/SIGINT typów Merkury, Mentor, Trumpet i Orion przeznaczone do przechwytywania sygnałów elektronicznych w szerokim zakresie częstotliwości.
W operacji tej wykorzystano także różne statki powietrzne do zdobywania informacji o przeciwniku, począwszy od sprawdzonych samolotów U-2, przez nowoczesne platformy rozpoznawcze obejmujące powietrzne stanowiska dowodzenia i samoloty rozpoznania taktycznego, na bezzałogowych aparatach latających skończywszy. Ze względu na ukształtowanie terenu, trudne warunki atmosferyczne w okresie operacji na Bałkanach oraz stosunkowo silną obronę przeciwlotniczą, większość misji rozpoznawczych przyjęto wykonywać z dużych wysokości lub spoza zasięgu oddziaływania środków rażenia przeciwnika, a więc pozostając w bezpiecznej odległości od obiektu będącego przedmiotem rozpoznania.
Jakkolwiek lotnictwo rozpoznawcze wykonało aż 10% z sumarycznej liczby lotów w trakcie operacji Allied Force, w gronie samolotów rozpoznawczych znalazło się jedynie 30 samolotów rozpoznania taktycznego. Prawdopodobnie wynikało to ze zbytniego zaufania amerykańskich planistów do możliwości operacyjnych systemów rozpoznania satelitarnego i strategicznego, a także do zmodernizowanego systemu rozpoznawczego samolotów E-8C Joint STARS. Co więcej, samoloty rozpoznania taktycznego rozpoczęły swoje loty dopiero 30 kwietnia 1999 roku, a więc ponad miesiąc po rozpoczęciu operacji.
| Lp. | Państwo           | Typ samolotu                                               | Liczba      |
| --- | ----------------- | ---------------------------------------------------------- | ----------- |
| 1.  | Francja           | Mirage F-1CR Mirage IVP Super Entendard IVP C-160G Gabriel | 8 3 4 1     |
| 2.  | Niemcy            | Tornado IDS Atlantis                                       | 6 1         |
| 3.  | Wielka Brytania   | Canbera PR9 Nimrod R. Mk.1 Tornado GR Mk. 1B               | 1 2         |
| 4.  | Stany Zjednoczone | RC-135V/W U-2 E-8C P-3C-III Orion F-14                     | 12 5 3 12 4 |
| 5.  | Holandia          | F-16A(R)                                                   | 3           |
| 6.  | Belgia / Dania    | F-16A                                                      | 3           |

Przed rozpoczęciem operacji powietrznej nad Kosowem lotnictwo NATO miało ustaloną liczbę 450 priorytetowych celów uderzeń na terytorium Jugosławii, jednakże brak użycia samolotów rozpoznania taktycznego, wydaje się błędem wynikającym z niewłaściwej oceny skuteczności różnych środków rozpoznania w konkretnych warunkach terenowych i pogodowych w czasie operacji Allied Force. NATO popełniło błąd zbyt optymistycznie oceniając zdolności rozpoznania strategicznego. Rozpoznanie satelitarne prowadzone w trudnych warunkach atmosferycznych oraz długi cykl opracowywania danych zapewniało dane z opóźnieniem wynoszącym 3 do 5 dni. Także samoloty U-2 oraz Mirage IVP nie były w stanie wykonać rozpoznania kontrolnego w warunkach tak bardzo intensywnej operacji powietrznej, jak Allied Force. Powodowało to błędy w postaci ponownego atakowania obiektów zniszczonych już uprzednio, bądź też niewykonania żadnego uderzenia z powodu zmiany dyslokacji celu. Problem ten najszybciej dostrzegło i odpowiednio zareagowało lotnictwo marynarki wojennej Stanów Zjednoczonych, które do pozyskiwania informacji rozpoznawczych zaczęło używać samoloty F-14 Tomcat z zasobnikami taktycznego rozpoznania powietrznego TARPS (Tactical Air Reconnaissance Pod System). Zwrócić należy uwagę także na fakt, iż w wyniku ograniczenia dolnego pułapu lotów, także w lotach rozpoznawczych, do 15 tysięcy stóp, część sensorów pozostających na wyposażeniu samolotów rozpoznawczych nie została w ogóle wykorzystana.

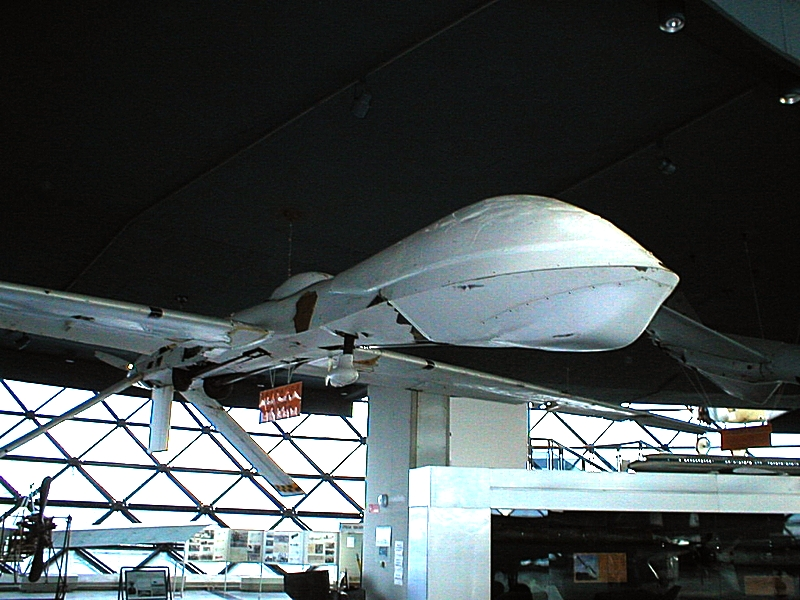
Zestrzelony przez serbską obronę przeciwlotniczą RQ-1A Predator, w Muzeum Lotnictwa w Belgradzie

Największy wkład w zakresie rozpoznania lotniczego wniósł francuski komponent lotniczy, który przeprowadził ogółem 21% wszystkich misji rozpoznawczych w ramach Allied Force. Charakterystyczne też było dla tej operacji, użycie na niespotykaną wcześniej skalę bezpilotowych aparatów latających – według zgodnej opinii zachodnich ekspertów, po raz pierwszy w historii, aparaty BSL odegrały tak znacząca rolę. Drony w czasie rzeczywistym dostarczały dowódcom i załogom samolotów zobrazowanie sytuacji na lądzie bez zagrożenia życia załóg. Najpowszechniej stosowanymi dronami były RQ-5 Hunter, RQ-1A Predator, RQ-2 Pioneer, CL-289 i Crecerelle. Zgodnie z przyjętymi w operacji Allied Force procedurami, dwa samoloty bezzałogowe Predator wykonywały loty o okręgu na wysokości 5 tysięcy stóp, monitorując określoną przestrzeń na lądzie, trzecia natomiast maszyna mogła użyć swojego podświetlacza laserowego i przygotować cyfrowe dane (współrzędne) które były przekazywane znajdującym się w pobliżu samolotom A-10 i F-16, które wykrywały obiekty późniejszych uderzeń. Misje rozpoznawcze krótkiego zasięgu wykonywały przeważnie niemieckie CL-289 oraz francuskie Crecerelle. W zależności od potrzeb, mogły być wyposażone w sensory IR, kamery video lub fotograficzne. prowadziły one obserwacje kolumn uchodźców, dokonywały też rozpoznania kontrolnego po wcześniej dokonanych uderzeniach lotniczych. W ciągu 78 dni operacji Allied Force, Sojusz Północnoatlantycki stracił 25 bezzałogowych aparatów latających – liczba ta obejmuje zarówno straty powstałe w wyniku zestrzelenia drona przez jednostki serbskie, jak też w wyniku spowodowanych awariami urządzeń katastrof. W trakcie operacji Stany Zjednoczone straciły cztery Predatory, osiem Hunterów oraz cztery Pioniery. Niemcy i Francja straciły sześć CL-289 oraz dwa Crecerelle.

#### Tankowanie w powietrzu

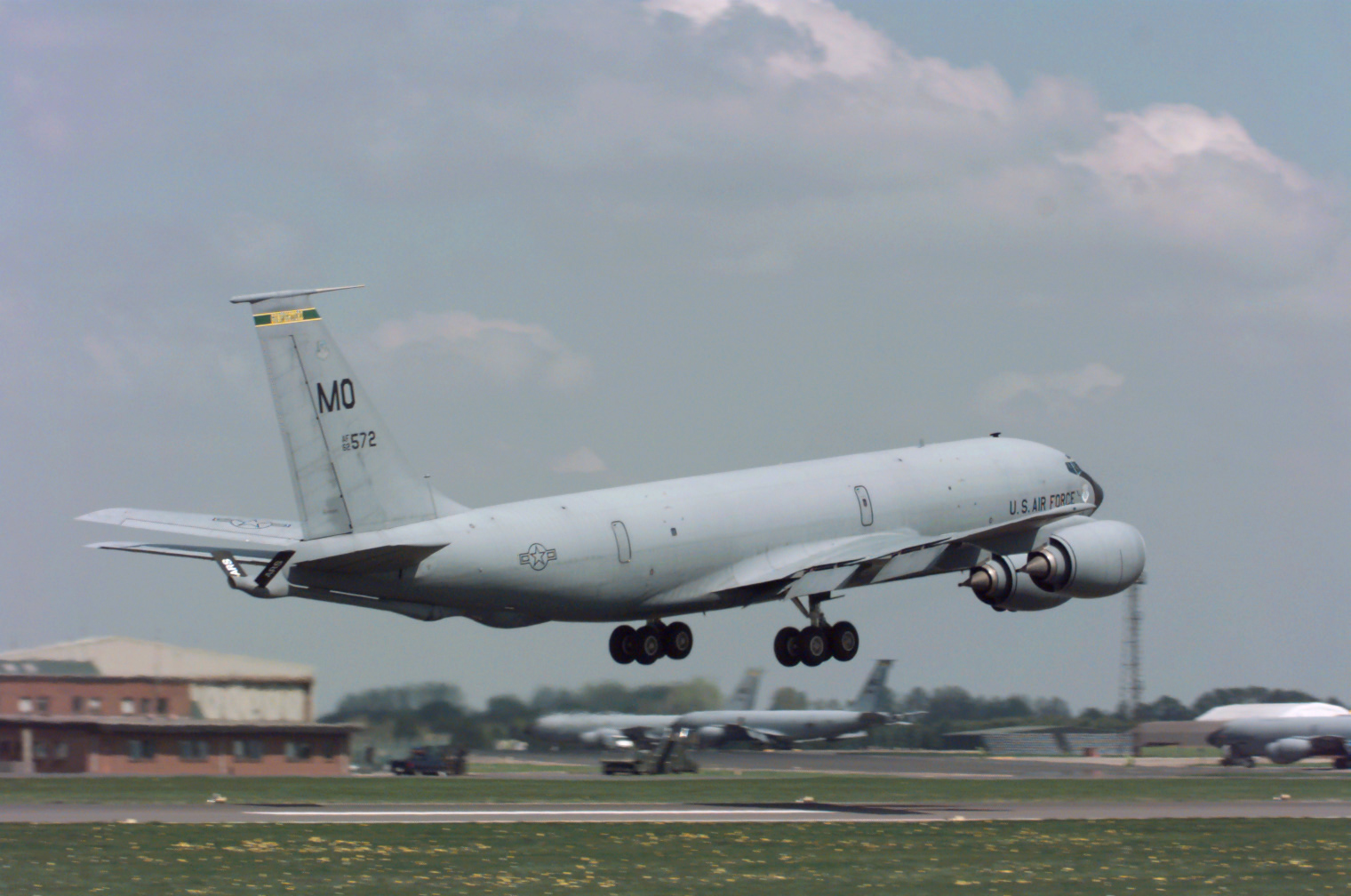
Latająca cysterna KC-135 Stratotanker startuje z bazy RAF Fairford 28 kwietnia 1999 roku w misji nad Jugosławię

Operacje tankowania w powietrzu zostały zdominowane przez sprzęt udostępniony NATO przez Stany Zjednoczone. Do Stanów Zjednoczonych należało bowiem 90% samolotów tankowania, jakimi dysponował w tej operacji Pakt Północnoatlantycki. Amerykańskie latające cysterny wykonały ponad 5 tysięcy samolotolotów, zabezpieczając prawie 24 tysiące misji bojowych i wsparcia bojowego, dostarczając samolotom w powietrzu 250 milionów funtów paliwa (113 400 ton). Samoloty te działały przeważnie poza bezpośrednią strefą działań, jednakże zdarzały się sytuacje, gdy również one stawały się obiektem serbskiego ataku. Już w początkowej fazie operacji dwa serbskie samoloty MiG-29 w przestrzeni powietrznej Bośni i Hercegowiny, usiłowały zaatakować amerykański samolot tankowania w powietrzu KC-135, obydwie jednak maszyny zostały zestrzelone przez amerykański myśliwiec F-15C w odległości zaledwie 70 mil od latającej cysterny.
Sprawne funkcjonowanie lotnictwa tankowania w powietrzu wymagało jednak zapewnienia im odpowiedniej infrastruktury – w tym przede wszystkim lotnisk. Wszystkie jednak najlepsze lotniska wokół terytorium Serbii zostały zajęte przez lotnictwo uderzeniowe. Ostatecznie 13 specjalnych grup rekonesansowych wytypowało 7 lotnisk, zarówno na terytorium państw NATO jak w krajach nie będących w tym czasie członkami Sojuszu. Lotniska te nie były jednak optymalne dla samolotów tego typu, często bowiem nie miały dobrej infrastruktury do przetankowywania paliwa lotniczego, a także pasów startowych o odpowiedniej długości, co zmuszało do startów bez całkowicie wypełnionych zbiorników paliwa. Na dodatek, droga powietrzna z niektórych z tych lotnisk do miejsc patrolowania (i tankowania) wiodła często przez obszary powietrzne innych państw, niektóre z nich, odmówiły natomiast zgody na korzystanie z ich przestrzeni powietrznej przez latające cysterny. Powodowało to konieczność oblatywania przestrzeni powietrznej tych państwa dookoła, co podnosiło koszty operacji oraz zabierało cenny czas.

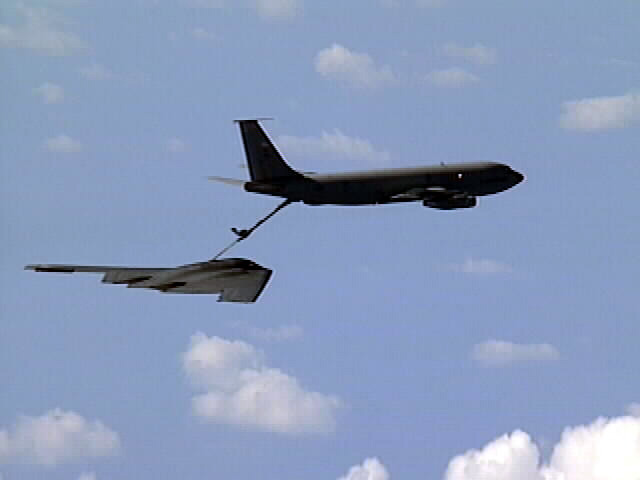
B-2 rozpoczynający nad Atlantykiem tankowanie w powietrzu z latającej cysterny KC-135, w trakcie Allied Force

Na działalność tej gałęzi lotnictwa NATO w operacji Allied Force, wpływały także restrykcyjne warunki użycia siły nad Jugosławią oraz niekorzystne dla działań lotnictwa warunki pogodowe, co niejednokrotnie powodowało odwoływanie misji uderzeniowych, a co za tym idzie także operacji tankowania w powietrzu, podczas gdy latające cysterny znajdowały się już w wyznaczonym rejonie tankowania.
W ocenie wielu zachodnich ekspertów, w trakcie operacji Allied Force doszło do największego w historii lotnictwa wojskowego zastosowania środków tankowania powietrznego. Ich zadaniem było dostarczenie paliwa samolotom bojowym oraz środkom powietrznym wykorzystywanym do wsparcia działań. W trakcie operacji, eksperci do spraw tankowania powietrznego zostali członkami zintegrowanych zespołów przydzielonych do wydziałów planowania bojowego oraz operacyjnego, co świadczy o wadze, jaką przykładało wielonarodowe centrum operacji powietrznych, odpowiedzialne za prowadzenie kampanii powietrznej Allied Force, do właściwej organizacji tankowania w powietrzu. Mimo też wskazanych wyżej trudnych warunków w jakich przyszło funkcjonować załogom i samolotom tankowania w powietrzu w trakcie operacji powietrznych nad Jugosławią, pozytywne sądy wartościujące na temat użycia lotnictwa tankowania powietrznego, można spotkać w większości opracowań zarówno o charterze naukowym, jak i w oficjalnych raportach.

#### Transport lotniczy
Większość sił i środków niezbędnych do przeprowadzenia operacji Allied Force przerzucono w rejon operacji za pomocą środków transportu powietrznego. Transport powietrzny nie tylko przyczynił się do zwiększenia liczby amerykańskich jednostek lotniczych na terenie obszaru działań z 3 do 10 skrzydeł powietrznych, lecz także odegrał pierwszoplanową rolę w akcji niesienia pomocy humanitarnej oraz przerzutu w tym samym czasie dużego kontyngentu śmigłowców Apacze. Największy wkład w zapewnieniu mobilności powietrznej wniosły samoloty C-17.

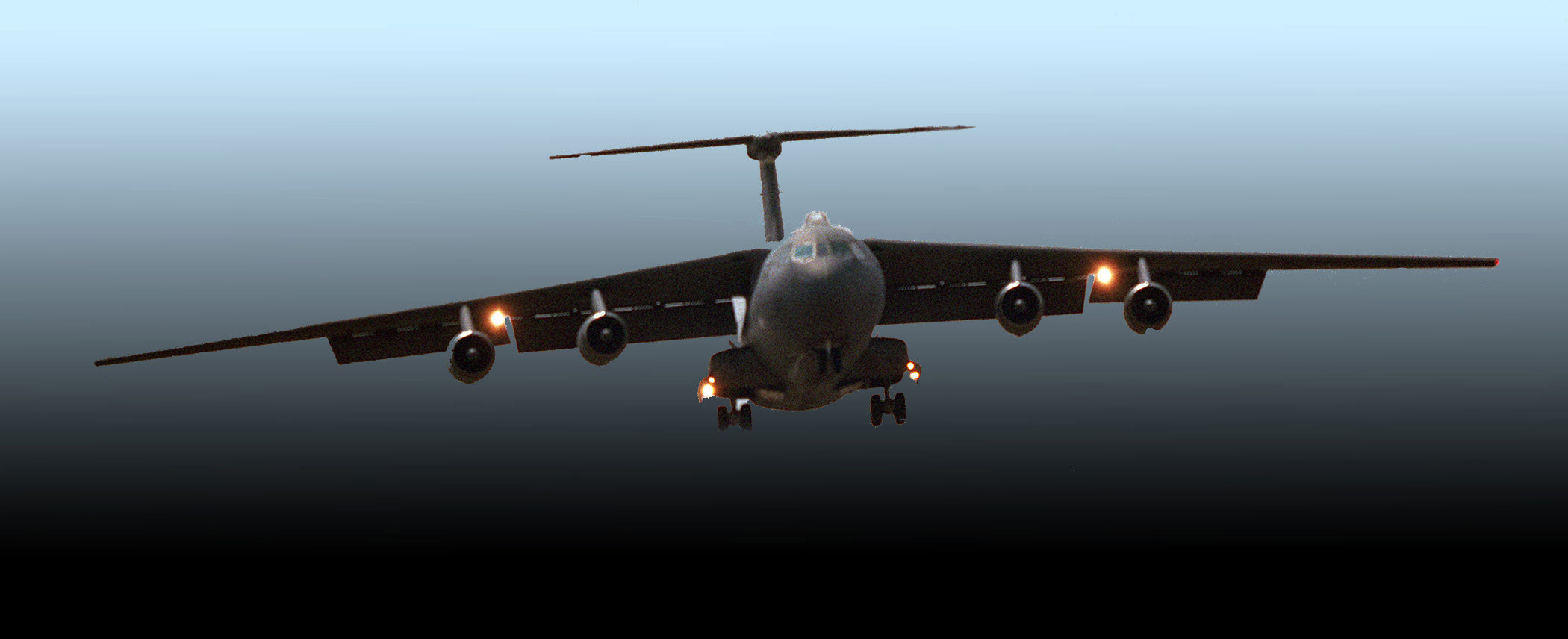
Transportowy C-141 startuje 26 kwietnia 1999 roku z bazy Aviano we Włoszech

Przed rozpoczęciem operacji, samoloty C-141 Starlifter przewiozły do baz lotniczych we Włoszech 734 osoby oraz 630 ton ładunku niezbędnego dla pierwszej grupy przerzuconych do Włoch samolotów z Wielkiej Brytanii i Niemiec. Wysiłek lotnictwa transportowego mógł być w tym czasie większy, jednakże amerykańskie dowództwo postanowiło otrzymywać zapasy niezbędne do prowadzenia działań przez okres jedynie 5 do 7 dni. Po tym, gdy bezskutecznie zakończyła się pierwsza faza operacji Allied Foirce, lotnictwo transportowe zostało zaangażowane do przewiezienia z Niemiec do Albanii 24 helikopterów Apache, które stanowić miały trzon sił zadaniowych Hawk. Przerzut elementów wsparcia i sił osłonowych dla tego zespołu, wymagał wykonania 468 misji przez samoloty C-17 oraz 269 misji przez maszyny C-130 Hercules. Wraz z przedłużaniem się operacji i wynikającą stąd koniecznością ściągania dodatkowych środków sił powietrznych, piechoty morskiej, marynarki wojennej i sił lądowych, wzrastało zapotrzebowanie na środki transportu lotniczego. Wojska te wymagały bowiem dostaw dodatkowych materiałów niezbędnych do prowadzenia operacji. Główny ciężar w tym względzie spoczął na samolotach C-130, które w trakcie operacji powietrznej wykonały około 330 misji bojowych po stałych trasach, dostarczając lotnictwu zaopatrzenie i uzupełnia działających już sił. W szczytowym okresie, amerykańskie siły powietrzne w Europie musiały skorzystać ze swoich rezerw, a także ze środków udostępnionych przez Gwardię Narodową.
Istotną rolę odegrały również samoloty wsparcia, wśród których były C-9, C-20 i C-21 z sił powietrznych Stanów Zjednoczonych, które przewoziły dyplomatów, wyższych rangą dowódców i oficerów, zespoły rekonesansowe oraz inny kluczowy personel. W sumie wykonały one 44 loty na stałych trasach standardowych oraz 553 inne misje.
Innym niezwykłej wagi zadaniem sojuszniczego lotnictwa transportowego, było udzielenie pomocy setkom tysięcy uchodźców z Kosowa, znajdującym się na terytorium Albanii. Został w tym celu utworzony funkcjonujący w ramach operacji Allied Harbour zespół zadaniowy Shining Hope, ze stanowiskiem dowodzenia na porcie lotniczym Rinas w Tiranie. W okresie operacji, port lotniczy Rinas był najbardziej obciążonym lotniskiem w tym kraju. Przed rozpoczęciem operacji z lotniska tego startowało 5 samolotów dziennie, po jej rozpoczęciu natomiast, liczba dziennych lotów wzrosła aż do 60. Co więcej, lotnisko to nie było przystosowane do obsługi takiej liczby lotów, toteż amerykańskie siły powietrzne musiały zapewnić niezbędną infrastrukturę, zwłaszcza systemy kontroli lotów oraz inne urządzenia radiowe i elektroniczne. Natowskie samoloty C-130 wchodzące w skład zespołu zadaniowego, dostarczyły blisko 2600 ton pomocy humanitarnej dla wypędzonej z Kosowa ludności albańskiej – żywności, lekarstw, czy też namiotów. Samoloty transportowe uczestniczyły także w dostawach dla zespołu zadaniowego amerykańskich wojsk lądowych Faclon, stanowiących część międzynarodowych sił pokojowych. Używane w tym celu maszyny typu C-17 przewiozły 2500 żołnierzy oraz 12 000 ton ładunku. Wiele lotów z całokształtu wysiłku lotnictwa transportowego NATO w ramach operacji Allied Force, wymagało tankowania samolotów transportowych w powietrzu, które były dokonywane z użyciem latających cystern używanych normalnie na potrzeby lotnictwa bojowego.

#### Operacja humanitarna Allied Harbour
Kiedy 24 marca 1999 roku lotnictwo NATO zaatakowało niepodległą w świetle prawa międzynarodowego Federacyjną Republikę Jugosławii, rozpoczynając bezprecedensową w historii interwencję zbrojną w celach humanitarnych, paradoksalnie zaostrzyło to jeszcze bardziej istniejący problem uchodźców i wygnańców. 3 kwietnia Wysoki Komisarz ONZ do spraw uchodźców (United Nations High Commissioner for Refuges – UNHCR) oficjalnie poprosił o wsparcie w zakresie przeprowadzenia operacji humanitarnej. Prośba ta spotkała się z natychmiastową reakcją ze strony sił powietrznych Stanów Zjednoczonych, które już 5 kwietnia rozpoczęły dostawy zaopatrzenia humanitarnego, a Sojusz Północnoatlantycki zainicjował intensywne przygotowania do operacji Allied Harbour.

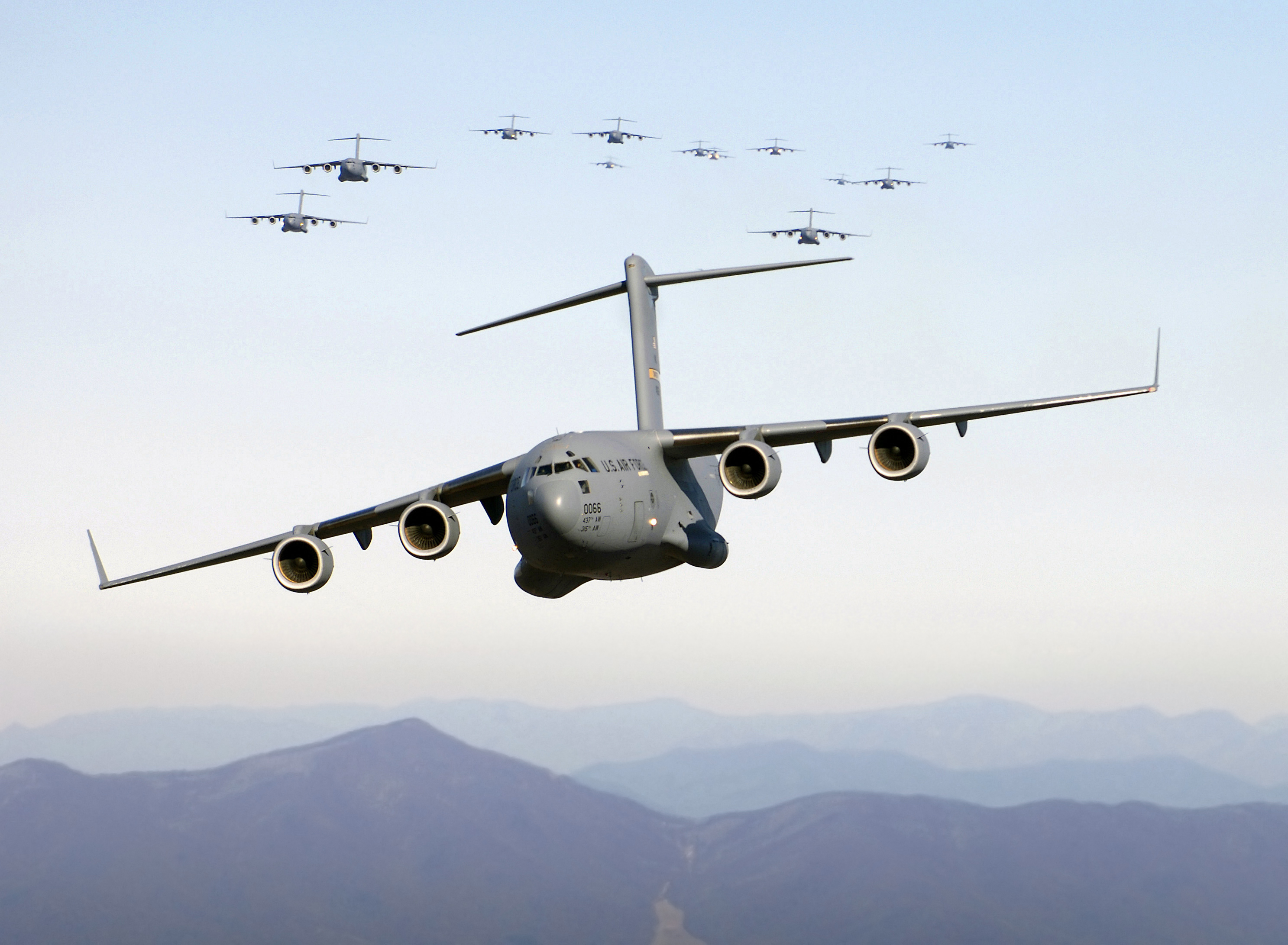
Grupa samolotów transportowych C-17 Globemaster III

78 dni bombardowań celów na terenie Kosowa i Serbii doprowadziło do zakończenia ofensywnych i zarazem agresywnych działań serbskich jednostek wojsk lądowych. Jednak zarówno działania serbskie, jak i NATO spowodowały, że blisko milion mieszkańców Kosowa dobrowolnie bądź pod przymusem opuściło Kosowo. Ponadto tysiące ludzi znalazło się na uchodźstwie wewnętrznym, bez dachu nad głową, nadal pozostając w tej prowincji. W tym czasie, lotnictwo Stanów Zjednoczonych dysponowało samolotami transportowymi C-17, którymi nie dysponowało podczas operacji powietrznych w Bośni i Hercegowinie, jak jednak zwracali uwagę specjaliści w zakresie lotnictwa, poziom wyszkolenia załóg tych samolotów nie był wystarczający dla dokonywania taktycznych zrzutów powietrznych żywności i innego niezbędnego uchodźcom zaopatrzenia. Sprzyjającą jednak okolicznością był fakt, że samoloty te dysponują lepszymi systemami samoobrony przed przeciwlotniczymi rakietowymi pociskami kierowanymi, niż maszyny używane w trakcie operacji Deny Flight i Deliberate Force nad Bośnią.
Pomimo więc pewnych braków w wyszkoleniu załóg, samoloty te mogły dostarczać pomoc humanitarną w każdy zakątek regionu. Operację Allied Harbour uznaje się za pierwszą operację humanitarną przeprowadzoną przez Sojusz Północnoatlantycki. Operacje takie są zwykle domeną organizacji międzynarodowych i pozarządowych. Skala kryzysu humanitarnego w Kosowie przekroczyła jednakże możliwości niesienia pomocy przez jakąkolwiek organizację humanitarną. Uczestnictwo NATO w łagodzeniu skutków kryzysu humanitarnego w Kosowie było więc nieodzowne. Tylko bowiem Sojusz Północnoatlantycki dysponował środkami umożliwiającymi przeprowadzenie operacji niesienia pomocy humanitarnej na tak ogromną skalę.
Największa część uchodźców i wygnańców z Kosowa zgromadziła się w sąsiedniej, biednej Albanii, która samodzielnie również nie była w stanie stawić czoła takiemu wyzwaniu. Tylko bowiem w ciągu 2 pierwszych tygodni od rozpoczęcia operacji Allied Force, granice Albanii przekroczyło ponad 200 tysięcy osób – zarówno w wyniku działania lotnictwa Sojuszu, jak i wzmożonych czystek etnicznych dokonywanych przez Serbów. Skutkiem tego, 1 kwietnia 1999 roku, rząd Albanii otworzył swoją przestrzeń powietrzną dla samolotów Sojuszu oraz zaakceptował przybycie na swój teren i przebywanie na nim sił wojskowych NATO. Uwzględniając wyniki rozpoznania dokonanego przez dowództwo sił powietrznych NATO Europy południowej (AFSOUTH), ustalono, że do wykonania operacji Allied Harbour będzie potrzebnych 7300 żołnierzy. Największy komponent wydzieliły w tym zakresie Stany Zjednoczone, które w ramach operacji Allied Harbour prowadziły zapoczątkowaną już 5 kwietnia operację Shining Hope. Misja zespołu zadaniowego tej operacji, obejmowała niesienie pomocy humanitarnej oraz wsparcie organizacji międzynarodowych i pozarządowych zaangażowanych w dostarczanie pomocy uchodźcom z Kosowa, przebywającym w tym czasie na terytorium Albanii i Macedonii. Lotnictwo amerykańskie zaś dostarczało humanitarne racje dzienne, wodę, namioty, odzież oraz środki medyczne.
Operacja Allied Harbour była wydzieloną częścią Allied Force, organizowaną wspólnie przez NATO i UNHCR, od strony Sojuszu otrzymała oznaczenie AFOR (NATO’s Albanian Force), zaś siły AFOR dowodzone były przez generała Johna Reitha. Zespół zadaniowy AFOR tworzyły wysoko mobilne lekkie siły wojsk lądowych, których znaczną część stanowiły wojska inżynieryjne i wojskowe służby medyczne. W AFOR zaangażowanych było 16 państw NATO oraz 5 państw współdziałających z Sojuszem w ramach programu Partnerstwa dla Pokoju. Kluczowymi zadaniami tych sił były budowa obozów namiotowych, dystrybucja zaopatrzenia dla uchodźców i wygnańców oraz zapewnienie bezpieczeństwa obozów. Operacje AFOR były na etapie planowania koordynowane z działalnością UNHCR.
Kluczowym elementem całej operacji Allied Harbour było lotnisko Rinas w Tiranie, które dźwigało cały ciężar obsługi dostaw lotniczych międzynarodowej pomocy humanitarnej, lecz także port morski Durres na terytorium Albanii. Sprawne funkcjonowanie tych dwóch instalacji wymagało jednak znacznych poprawek ich infrastruktury. I tak jeszcze przed rozpoczęciem Allied Harbour, specjaliści amerykańscy rozbudowali infrastrukturę lotniska Rinas, dostarczając m.in. nowoczesne radary i inne urządzenia niezbędne do kontroli obszaru powietrznego, tak aby mogła obsłużyć wzmożony ruch lotniczy. Tylko bowiem lotnictwo amerykańskie wykonało ponad 500 misji transportowych, dostarczając do Rinas 3100 ton żywności, humanitarnych racji dziennych, namiotów, łóżek polowych, środków medycznych i zaopatrzenia o krytycznym dla fizycznego przetrwania uchodźców znaczeniu.

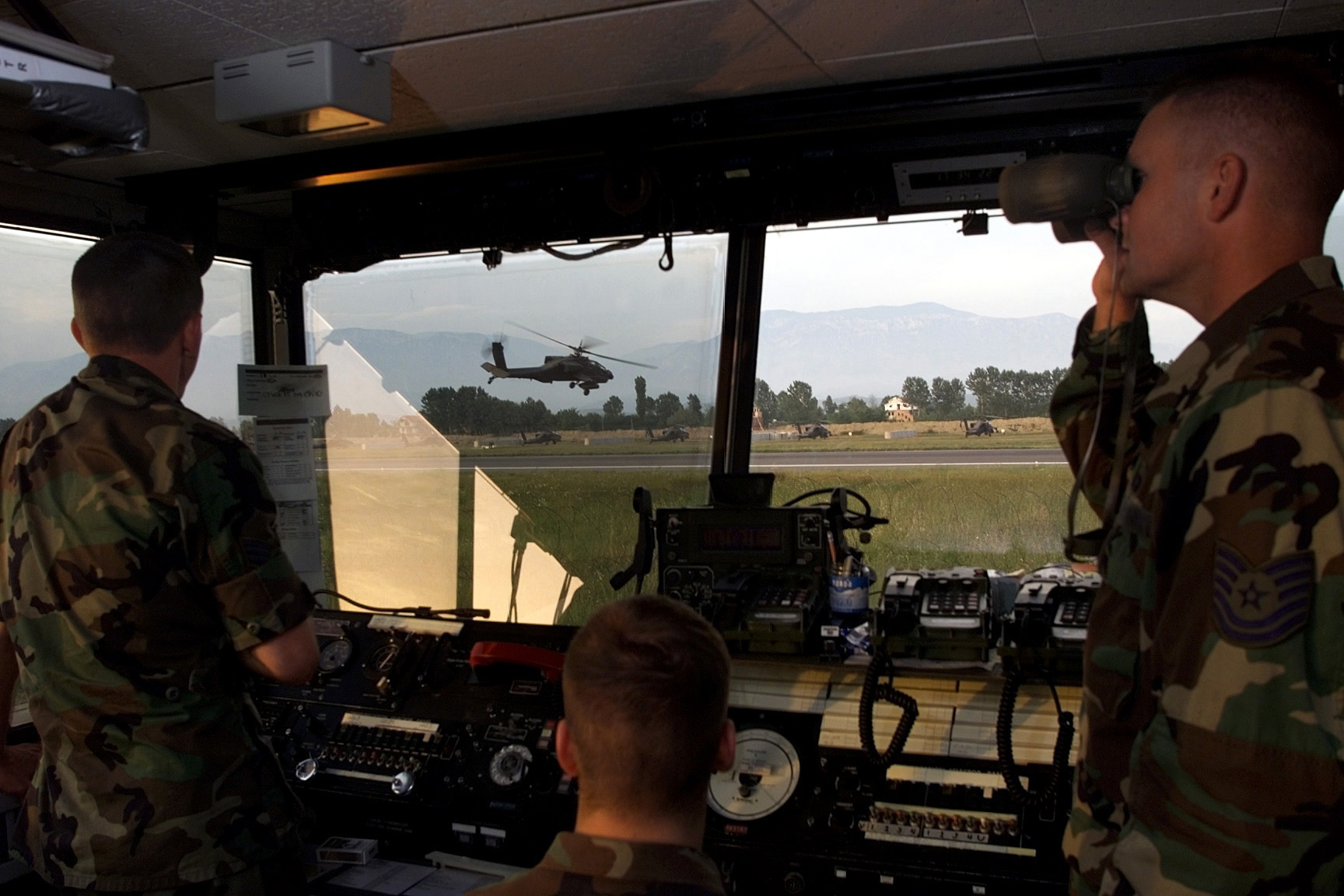
Centrum kontroli lotów na lotnisku Rinas w Tiranie, koordynujące loty operacji Allied Harbour i Zespołu Zadaniowego Hawk

Największym jednak wyzwaniem dla sił AFOR było dostarczenie pomocy humanitarnej uchodźcom wewnętrznym na terytorium Kosowa. Najpoważniejszym źródłem informacji o nich byli uchodźcy i wypędzeni przekraczający granicę Albanii. Według ich relacji, w górach ukrywała się bardzo duża liczba ludzi kryjąc się w jaskiniach i lasach, bez żadnych środków niezbędnych do przeżycia. Próby dostarczenia im zaopatrzenia drogą lądową udaremniały siły serbskie, które przechwytywały konwoje lub kierowały je w zupełnie inne miejsca. Tylko Światowy Program Żywnościowy (World Food Programme – WFP) dysponował ponad milionem gotowych do przerzutu humanitarnych racji dziennych, lecz bez zapewnienia odpowiednich warunków bezpieczeństwa mogły one nigdy nie dotrzeć do mieszkańców Kosowa. Amerykańskie lotnictwo transportowe było wprawdzie w stanie podjąć próbę dostarczenia pomocy na terenie Kosowa za pomocą zrzutów, jednakże z uwagi na ryzyko poniesienia strat wśród załóg maszyn transportowych – mniej przystosowanych do misji nad wrogim terytorium od maszyn bojowych – decydenci polityczni NATO nie zdecydowali się na użycie lotnictwa transportowego w taki sposób.
Ostatecznie rozwinięto 12-tysięczne siły AFOR plus kontyngent amerykański, nie zdezorganizowało to jednak działań cywilnych organizacji, które wzmogły swoją zapoczątkowaną jeszcze przed rozpoczęciem operacji akcję dostarczania zaopatrzenia ludności na terenie Kosowa. Do dostaw żywności wykorzystano także cywilne helikoptery oraz śmigłowce znajdującego się w pobliżu okrętu desantowego USS „Inchon” (LPH-12). Połączony zespół zadaniowy Shining Hope był odpowiedzialny także za kierowanie dziennymi lotami z pomocą humanitarną do Albanii. Były to loty czarterowe cywilnych samolotów transportowych ze Stanów Zjednoczonych, Kanady, Bliskiego Wschodu i Pakistanu. Należy także wskazać na fakt, że siły zadaniowe Shining Hope działały na lotnisku Rinas zgodnie z procedurami obowiązującymi w czasie pokoju, polegającymi m.in. na utrzymywaniu kontaktu radiowego między samolotami a wieżą kontroli lotów.
W ciągu całej operacji Allied Harbour odnotowano 3489 lądowań samolotów na lotnisku Rinas, z czego 1139 stanowiły loty z pomocą humanitarną. Drogą powietrzną, z wykorzystaniem tego lotniska, przerzucono do Albanii około 10 tysięcy ton różnego rodzaju środków potrzebnych uchodźcom z Kosowa. Ponadto, transportem śmigłowcowym przerzucono 4578 ton pomocy humanitarnej. Eksperci lotnictwa zwrócili też uwagę na fakt, że mimo zakrojonej na tak szeroką skalę akcji transportowej, cywilny terminal międzynarodowego portu lotniczego Rinas funkcjonował normalnie.

### Działania Federalnej Republiki Jugosławii
Allied Force nie była tradycyjnym konfliktem zbrojnym – nie miały w niej miejsca klasyczne starcia dużych sił. Prezydent Milošević nie był bowiem w stanie przeciwstawić się koalicji państw NATO bezpośrednio. Zamiast tego zdecydował się na działania pośrednie w postaci:
1. stosowania terroru wobec cywilnych mieszkańców Kosowa;
2. próby wykorzystania przyjętego przez NATO założenia o unikaniu bądź minimalizacji cywilnych ofiar operacji oraz strat niepożądanych;
3. wywoływania ogromnych fal uchodźców w celu wywołania kryzysu humanitarnego oraz
4. przeprowadzania operacji dezinformacyjnych oraz prowadzenia kampanii propagandowej.

Siły zbrojne Jugosławii zostały zmuszone do krycia się przez większą część kampanii, pozostając pod osłoną jaskiń, tuneli, lasów, wiosek, a także niekorzystnych dla działań lotnictwa warunków atmosferycznych. Prezydent Milošević został zmuszony także do ukrycia swoich rakietowych wojsk przeciwlotniczych w celu zachowania ich istnienia. Na wybór tej taktyki wpłynął zamiar wykorzystania politycznych rozterek NATO wobec wyboru celów uderzeń, strat niepożądanych oraz uderzeń na siły wojskowe przemieszane z cywilnymi uchodźcami. Podobnie jak w przypadku Saddama Husajna 8 lat wcześniej, najwyższym celem przywództwa jugosłowiańskiego było rozbicie jedności koalicji.
W związku z oświadczeniem NATO o braku planów interwencji lądowej w Kosowie, Milošević i jego dowódcy wojskowi nie zostali skonfrontowani z prawdziwym zagrożeniem kampanii lądowej. Prawdopodobnie przekonało to Miloševicia, że NATO nie zamierza przedsięwziąć zdecydowanej militarnej akcji, która zagroziłaby jego rządom oraz że jest w stanie przeciwstawić się Sojuszowi, zwłaszcza w sferze politycznej. W konsekwencji oddało to rzeczywistą inicjatywę w ręce Belgradu. Na rozpoczęcie przez Sojusz operacji Allied Force, rząd serbski zareagował przyśpieszeniem i zwiększeniem intensywności kampanii czystek etnicznych, których NATO nie mogło zatrzymać za pomocą operacji lotniczej bądź choćby złagodzić poprzez zastraszenie w sensie militarnym. Oddziały serbskie, będąc pewnymi, że nie będą musiały stawić czoła operacji wojsk lądowych Sojuszu Północnoatlantyckiego, rozproszyły się – działały w małych lekko uzbrojonych oddziałach, doskonale nadających się do przeprowadzania akcji terroru i czystek etnicznych wobec ludności cywilnej, mało za to wrażliwych na działania lotnictwa uderzeniowego Sojuszu.

## Zakończenie operacji
2 czerwca 1999 roku, wraz z osiągnięciem przez operację Allied Force szczytowego natężenia oraz poprawianiem się warunków pogodowych dla lotnictwa, rosyjski wysłannik na Bałkany były premier Wiktor Czernomyrdin oraz reprezentujący Unię Europejską prezydent Finlandii Martti Ahtisaari, przylecieli do Belgradu z ofertą zakończenia konfliktu. Jeszcze tego samego dnia Slobodan Milošević zaakceptował przedstawione przez nich, uzgodnione wcześniej między Stanami Zjednoczonymi, Rosją, Unią Europejską oraz Ahtisaarim ultimatum, stanowiące międzynarodową propozycję pokojową. Akceptując ją, prezydent Serbii zgodził się wycofać z Kosowa wszystkie siły wojskowe, policyjne i paramilitarne, umożliwić Sojuszowi wprowadzenie do Kosowa sił bezpieczeństwa oraz niezakłócony powrót do swoich domów wszystkich wypędzonych. Ponadto zgodził się na utworzenie w Kosowie samorządnej władzy dla etnicznych Albańczyków, która jednak będzie akceptowała jugosłowiańską suwerenność nad Kosowem. Zgodnie z tym porozumieniem, NATO miało jednak wciąż prowadzić operację powietrzną do czasu upewnienia się, że porozumienie jest wykonywane, zwłaszcza w jego wojskowej części dotyczącej wycofania jednostek serbskich z Kosowa. Zawarte w 72. dniu operacji powietrznej porozumienie, zostało ratyfikowane przez serbski parlament już następnego dnia – 3 czerwca 1999 roku.

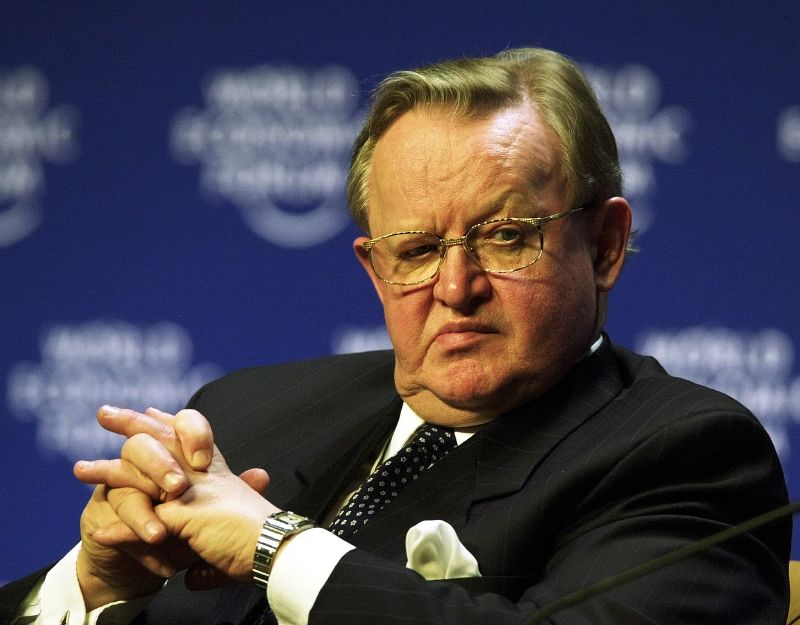
Martti Ahtisaari

W świetle tego porozumienia, do Kosova miały zostać wprowadzone międzynarodowe siły pokojowe złożone w większości z wojsk państw NATO, które miały tworzyć na terytorium Kosowa jednostki KFOR (Kosovo Force). W tym celu, Kosowo zostało podzielone na strefy odpowiedzialności przydzielone Stanom Zjednoczonym, Francji, Włochom oraz Niemcom. Ze swojej strony NATO odmówiło natychmiastowego wstrzymania ataków bombowych, przywódcy sojuszu zdawali sobie bowiem sprawę, że ich przywrócenie w razie konieczności byłoby niezwykle trudne po rozpoczęciu powrotów uchodźców, co mogłoby uniemożliwić egzekucję przez Sojusz wojskowej części porozumienia. W trakcie negocjacji jednak nad rygorami wyprowadzenia sił serbskich, piloci NATO mieli rozkaz nie atakowania wrogich pozycji, chyba że w odpowiedzi na bezpośredni atak serbski. Po ratyfikacji porozumienia przez parlament serbski, przez trzy następujące po sobie noce nie wykonywano jakichkolwiek uderzeń na cele w Belgradzie. Samoloty B-52 kontynuowały jednak ataki na rozproszone siły armii jugosłowiańskiej. Szczegóły porozumienia w części wojskowej, zostały pozostawione do uzgodnienia wojskowym federacji jugosłowiańskiej oraz NATO. Rozmowy te napotkały jednak trudności, wobec braku porozumienia co do warunków wycofania serbskich sił wojskowych i policyjnych. Szybko przerodziły się w targi na tle momentu zakończenia operacji powietrznej przez NATO oraz czy Serbia będzie miała więcej niż tydzień na wycofanie swoich sił z Kosowa. Serbowie zaczęli też wysuwać żądania co do szczegółów, mające zmiękczyć warunki zawartego porozumienia – jednym z nich była akceptacja wprowadzanych do Kosowa międzynarodowych sił pokojowych przez Radę Bezpieczeństwa ONZ, co miało na celu podważenie dominującej dotąd roli NATO. Nie mogąc przystać na szereg stawianych przez Serbów nowych warunków szczegółowych, Sojusz Północnoatlantycki – który bardzo ograniczył ataki lotnicze po zawarciu porozumienia politycznego – wznowił je ponownie z pełną intensywnością.
7 czerwca, w czasie toczących się negocjacji, zgrupowane w pobliżu góry Pastrik rozpoczęły ofensywę na oddziały UCK, z którymi od 26 maja prowadziły do tej pory wymianę ognia artyleryjskiego. Broniące się oddziały albańskie odepchnęły jednak wojska serbskie które zmuszone zostały do wyjścia z ukrycia, co uczyniło je dogodnym celem dla lotnictwa NATO, zaś poprawiająca się pogoda zdewaluowała wartość serbskiej obrony przeciwlotniczej. W efekcie 2 samoloty typu B-52 oraz dwa B-1B wykonały operację dzienną zrzucając na serbskie jednostki w pobliżu granicy kosowsku-albańskiej 82 bomby Mk. 82. Następnego dnia ośmiu członków Rady Bezpieczeństwa ONZ, w tym USA i Rosja, podpisały projekt rezolucji zmierzający do zakończenia konfliktu. Projekt rezolucji wzywał do pełnego wycofania się serbskich wojsk, policji i oddziałów paramilitarnych z Kosowa, oraz wezwała wszystkie kraje do współpracy z międzynarodowym trybunałem karnym oskarżającym Miloševicia. W wyniku rozmów uzgodniono ostatecznie kolejność działań, która stanowiła ustępstwo na rzecz Rosji i Chin. Zgodnie z uzgodnioną kolejnością, Serbowie mieli wycofać z Kosowa wszystkie swoje siły, następnie NATO powinno wstrzymać bombardowania. Dopiero po wykonaniu tych zobowiązań, Rada Bezpieczeństwa miała przeprowadzić ostateczne głosowanie nad tekstem rezolucji.
Ostatecznie, serbskie siły zbrojne przystały na sześciostronicowe porozumienie, które upoważniało dowodzonemu przez generała NATO siłom KFOR wprowadzić do Kosowa jednostki w składzie 50 000 żołnierzy, mających uprawnienia okupacyjne nad Kosowem. Zgodnie z tym porozumieniem, w ciągu 11 dni siły serbskie powinny opuścić Kosowo wzdłuż czterech wyznaczonych dróg, pod rygorem wznowienia przez NATO bombardowań w przypadku jakiegokolwiek celowego opóźnienia. Kosowo miało zostać otoczone pięciokilometrową strefą buforową, zaś NATO zapewniać miało bezpieczny powrót uchodźców do Kosowa. Po 78 dniach bombardowań, 9 czerwca 1999 roku w hangarze na lotnisku NATO w miejscowości Kumanowo w Macedonii, podpisano ostatecznie porozumienie, zawierające kolejne ustępstwo Sojuszu w postaci 11 dni na wycofanie wojsk serbskich, podczas gdy pierwotne stanowisko NATO obejmowało okres siedmiodniowy. Sojusz Północnoatlantycki zakończył ostatecznie bombardowania po zweryfikowaniu, że Serbowie rozpoczęli wycofywanie swoich sił, po czym Rada Bezpieczeństwa stosunkiem głosów 14:0, przy wstrzymaniu się od głosu Chin, przyjęła rezolucję obejmującą Kosowo pod międzynarodową cywilną kontrolę oraz zabezpieczeniu go przez siły pokojowe pod kontrolą ONZ. Pozwoliło to prezydentowi Stanów Zjednoczonych Billowi Clintonowi na ogłoszenie, że „NATO osiągnęło zwycięstwo”. Z chwilą opuszczenia 20 czerwca Kosowa przez ostatniego z 40 tysięcy serbskich żołnierzy, co nastąpiło kilka godzin przed wyznaczonym terminem, NATO ogłosiło zakończenie operacji powietrznej, choć faktyczne bombardowania zostały zawieszone już 10 dni wcześniej. Wyjście jednostek serbskich z Kosowa i przybycie w to miejsce sił pokojowych, położyło kres jugosłowiańskiej kontroli nad prowincją, która miała szczególne znaczenie dla Serbów, przez stulecia będącej dla nich wręcz świętą domeną, a w dłuższej perspektywie – już pod kontrolą ONZ – umożliwiło uzyskanie przez Kosowo niepodległości.

## Ocena i statystyki operacji oraz szacunki strat

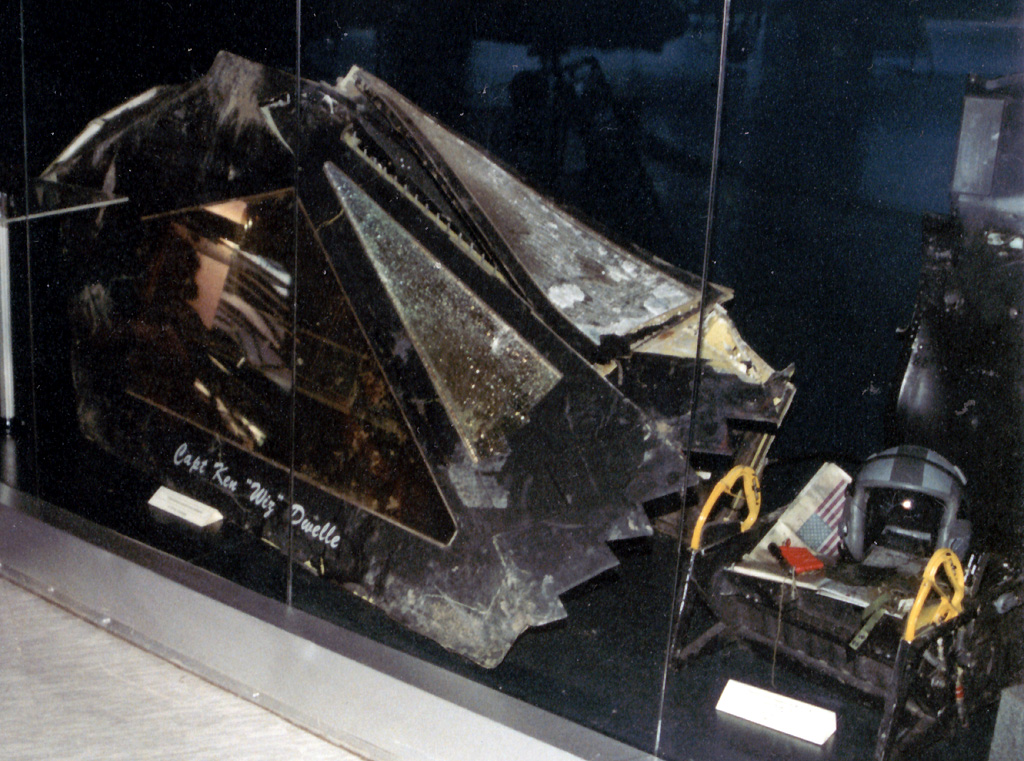
Osłona kabiny zestrzelonego amerykańskiego F-117 Nighthawk; po prawej stronie widoczny odnaleziony hełm pilota

Piloci Sojuszu wykonali 38 004 z planowanych 45 935 lotów, w tym 10 484 z 14 112 były lotami uderzeniowymi. Późniejszy raport sekretarza obrony Williama Cohena i generała Sheltona dla Kongresu informuje o ponad 23 300 misji bojowych liczonych łącznie z patrolami powietrznymi oraz misjami zwalczania systemów obrony przeciwlotniczej. W tej liczbie znajdowały się ataki na 7600 pożądanych punktów uderzenia (Desired Mean Point of Impact – DMPI) na cele stałe oraz nieco ponad 3400 podejrzewanych celów ruchomych. Częstotliwość lotów wzrastała od 200 lotów bojowych i wsparcia bojowego dziennie na początku operacji, aż po 1000 lotów dziennie tuż przed zawieszeniem ognia. 28% lotów stanowiły bezpośrednie uderzenia, 12% misje SEAD, 13% stanowiły ataki na rozproszone siły w Kosowie, 16% lotów stanowiły patrole powietrzne, 20% operacje tankowania w powietrzu oraz 11% pozostałe misje wsparcia (AWACS, Joint STARS, ABCCC, walki elektronicznej, transportu powietrznego oraz CSAR).

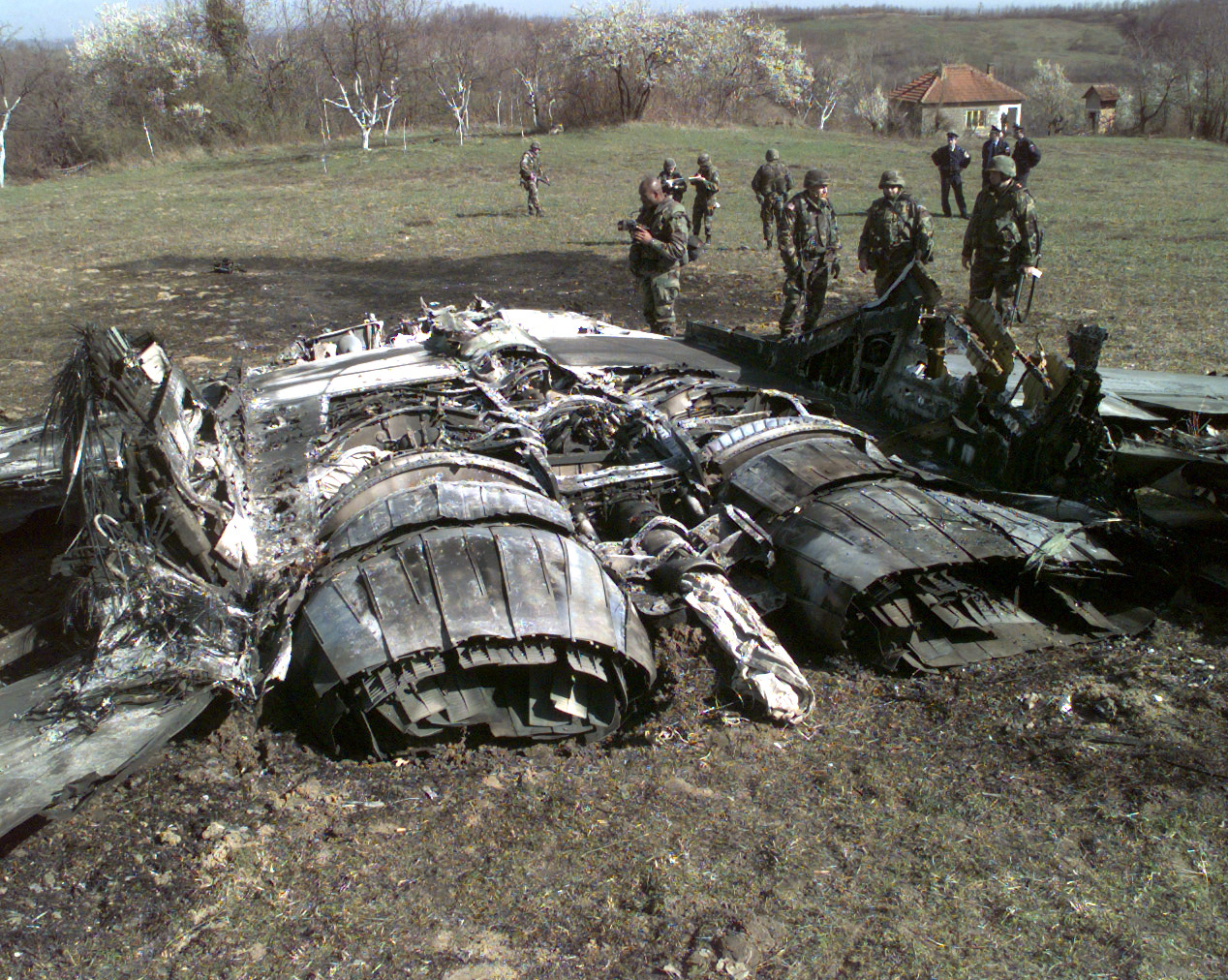
Wrak MiGa-29 zestrzelonego przez amerykański F-15C, który spadł na terytorium Bośni i Hercegowiny

Zgodnie z ostatecznymi zestawieniami danych kwatery głównej sił powietrznych USA w Europie (USAFE), w ciągu 78 dni operacji zaatakowano 421 stałych celów w 11 kategoriach, z których zniszczono około 35%, 10% nie odniosło uszkodzeń oraz odniosło uszkodzenia od małych do poważnych. Największą pojedynczą kategorię celów stanowiły instalacje jugosłowiańskich wojsk lądowych (106 celów), centra zarządzania i kontroli (88) oraz linie komunikacyjne – głównie mosty – (66 celów). Inne kategorie stanowiły instalacje paliwowe (30 celów), przemysł (17), lotniska (8), posterunki graniczne (18) instalacje energetyczne (19 celów). Kolejną grupą było 60 celów związanych z serbska obroną przeciwlotniczą w dwóch kategoriach (radary i wyposażenie wyrzutni), z których 2 na 3 SA-2, 11 na 16 SA-3 oraz 3 na 25 radarów systemów SA-6 zostało ocenionych jako zniszczone. W atakach użyto ogółem 28 018 jednostek amunicji (nie licząc pocisków manewrujących TLAM). W wyniku tych działań, systemy serbskiej obrony przeciwlotniczej zostały efektywnie wyłączone z walki, w niewielkiej jednak liczbie zniszczone. W efekcie, mimo tak ogromnego natężenia lotów, Sojusz Północnoatlantycki stracił w czasie operacji jedynie 2 samoloty, a także dwa helikoptery AH-64, których piloci zginęli na skutek wypadku podczas szkolenia w Albanii. Po stronie NATO nie zanotowano wypadków ognia bratobójczego.
Według początkowych szacunków poczynionych tuż przed zawieszeniem broni, operacja powietrzna NATO pochłonęła 9% żołnierzy serbskich (10 000 z 114 000), 42% serbskich samolotów (ponad 100 z 240), 25% uzbrojonych wozów bojowych (203 z 825), 22% broni artyleryjskiej (314 z 1400) oraz 9% czołgów (120 z 1270). Już po zakończeniu działań powietrznych, Pentagon poinformował, że w operacji zniszczono 450 sztuk broni artyleryjskiej, 220 transporterów piechoty, 120 czołgów, ponad połowę jugosłowiańskiego przemysłu zbrojeniowego oraz 35% potencjału energetycznego w zakresie energii elektrycznej. Według generała Sheltona, zniszczeniu uległo 40% infrastruktury jugosłowiańskiej 3 Armii – głównej siły w Kosowie, 35% infrastruktury 1 Armii oraz 20% infrastruktury 2 Armii. Według zaś informacji pochodzących od zastępcy szefa sztabu amerykańskich sił powietrznych generała Marvina Esmona, w wyniku sojuszniczych bombardowań zniszczeniu uległo około 80% samolotów jugosłowiańskich sił powietrznych oraz całkowicie zniszczono zdolność rafinacji paliw dla nich. Ponadto zniszczono 40% zapasów paliwa sił powietrznych federacji oraz 40% potencjału produkcji amunicji. W późniejszym czasie jednak stwierdzono, że wiele z tych danych zostało w znacznym stopniu przeszacowanych. Według NATO, nie jest natomiast możliwe stwierdzenie liczby cywilnych ofiar operacji. Późniejsze szacunki mówiły o 5000 żołnierzy armii serbskiej, którzy stracili życie oraz około 10 000 rannych. Według raportu rządu w Belgradzie natomiast, ataki lotnicze NATO kosztowały życie jedynie 462 żołnierzy oraz 114 oficerów tajnej policji.

### Straty cywilne
Od samego początku operacji Allied Force, minimalizacja ofiar cywilnych operacji była głównym deklarowanym przez NATO przedmiotem uwagi. Zgodnie z oświadczeniami Sojuszu, restrykcje w zakresie użycia broni zmierzające do ograniczenia liczby cywilnych ofiar do minimum, były w każdym momencie uwzględnianie przy planowaniu oraz określaniu celów. Według międzynarodowej organizacji Human Rights Watch (HRW), zgodnie ze stanowiskiem NATO – przy planowaniu celów uderzeń, Sojusz rozważał stopień militarnego znaczenia proponowanego celu uderzenia w relacji do wiążącego się z uderzeniem na dany cel ryzyka ofiar wśród ludności cywilnej. Z drugiej jednak strony, zdaniem Human Rights Watch, podczas gdy na początku operacji bezpieczniejsza dla ludności cywilnej broń precyzyjnego rażenia stanowiła ponad 90% całego użytego arsenału broni, w miarę upływu czasu i intensyfikowania operacji, stosunek używanej broni „inteligentnej” do całkowitej wielkości użytego arsenału spadał aż do 10–20% w połowie maja, skutkiem czego, broń precyzyjnego rażenia stanowiła jedynie około 30% z około 26 000 sztuk amunicji użytej w całej operacji.
Kilkadziesiąt incydentów, które miały miejsce podczas tej operacji, zmusiły NATO do podjęcia rzuconej rękawicy w prowadzonej przez jugosłowiański rząd wojnie propagandowej, z drugiej jednak strony ograniczanie liczby ofiar wśród ludności cywilnej ataków lotniczych było politycznym imperatywem zakończenia z sukcesem prowadzonej przez aliantów operacji. Zgodnie ze słowami generała Marvina Esmonda, wysokiego oficera sił powietrznych, użycie broni precyzyjnego rażenia i minimalizacja ofiar wśród ludności cywilnej było niezbędne w trakcie bombardowań.
Według rządowych mediów w Belgradzie, liczba cywilnych ofiar ataków NATO sięga 2000 osób. Jakkolwiek przywódcy Jugosławii oskarżyli NATO o akty kryminalne, oficjalne dane serbskie nie wspominają nic o śmierci cywilów z rąk federalnych wojsk jugosłowiańskich w Kosowie. Jedynymi stratami wojskowymi NATO, była śmierć dwóch pilotów helikoptera Apache w Albanii w trakcie wypadku podczas lotu treningowego, pilot zestrzelonego przez Serbów samolotu F-117 został uratowany przez załogę CSAR (Combat Search and Rescue). Według Human Rights Watch, w wyniku 90 odrębnych incydentów wynikłych podczas operacji Allied Force, śmierć poniosło nie mniej niż 489 osób cywilnych, nie więcej jednak niż 528. Według tej organizacji, znana jest dokładna liczba i nazwiska ofiar w 69 z 90 incydentów. W innych 9 incydentach, liczba ofiar jest znana, nie zostały natomiast potwierdzone nazwiska części ofiar. W 9 kolejnych incydentach, znana jest liczba ofiar, nie są natomiast znane ich nazwiska, w pozostałych trzech natomiast, liczba ofiar nie jest znana ani też ofiary nie zostały zidentyfikowane.
HRW była w stanie ustalić, na podstawie przeprowadzonych przez siebie badań, cele 62 z 90 ataków, które stały się przyczyną incydentów ze skutkiem śmiertelnym wśród ludności cywilnej. Największą grupę z tej liczby stanowiły ataki wymierzone w koszary wojskowe, centra dowodzenia i magazyny, trzynaście z tych incydentów było skutkiem ataków na mosty i jeden tunel, sześć było rezultatem ataków na centra telekomunikacyjne oraz instalacje systemu obrony powietrznej, pięć incydentów miało miejsce w rezultacie uderzeń na instalacje przemysłowe, związane z system paliwowym kraju oraz na lotniska, siedem incydentów było efektem ataków na konwoje lub zgromadzenia osób, które zostały zidentyfikowane jako zgrupowania wojskowe. Ostatnia z przedstawionych grup incydentów była najbardziej śmiertelna, jednakże dwa z najtragiczniejszych w skutkach incydentów miały miejsce w rezultacie ataków na mosty. Niemal połowa incydentów (43) była rezultatem ataków w ciągu dnia, kiedy obecność osób cywilnych na drogach i mostach lub wybranych na cel budynkach publicznych była możliwa do przewidzenia. 40 incydentów miało miejsce w kwietniu, 45 w maju, 4 w czerwcu, 1 zaś w marcu. Human Rights Watch nie była w stanie ustalić rodzaju broni użytej w większości wypadków odpowiedzialnych za śmierć osób cywilnych. Ustalono jednakże, że w 21 incydentach użyta została broń precyzyjna, dotyczy to ataków na mosty i cele wokół Belgradu. W siedmiu przypadkach potwierdzono użycie broni kasetowej (inne dwa przypadki jej użycia były możliwe, jednak nie zostały potwierdzone).
Uwagę autorów raportu Human Rights Watch zwraca fakt znacznej rozbieżności między liczbą ofiar, którą udało się potwierdzić specjalistom tej organizacji, a liczbami podawanymi przez stronę serbską oraz NATO. Co więcej, obydwie te strony podają znacznie większe liczby ofiar cywilnych, niż liczby ustalone i potwierdzone przez HRW. Jak wspomniano wyżej, HRW potwierdziła śmierć od 489 do 528 osób, podczas gdy dane serbskie mówią o co najmniej 1200 do nawet 5700 osób. NATO nie podało oficjalnych danych dotyczących liczby ofiar, jednakże z informacji nieoficjalnych uzyskanych przez przedstawicieli Human Rights Watch od wysokich oficerów Sojuszu, wynika że NATO szacuje liczbę ofiar na około 1500 osób. Zarówno więc dane uzyskane od Serbów, jak i od NATO są co najmniej trzykrotnie wyższe niż liczba ofiar potwierdzonych przez Human Rights Watch.

### Ocena operacji
Przez ponad 70 procent czasu trwania operacji Allied Force notowano zachmurzenie większe niż 50%. Znacznie utrudniało to lotnictwu NATO prowadzenie działań operacyjnych, i odwrotnie – ułatwiało krycie się siłom serbskim. Zaraz po zakończeniu operacji krytycy sił powietrznych zaczęli deprecjonować osiągnięcia lotnictwa Sojuszu. Reprezentatywnym przykładem tej krytyki były twierdzenia generała amerykańskich wojsk lądowych Williama Odoma, który stwierdził iż „ta wojna nie pokazała niczego co broniłoby lotnictwo. Nie zatrzymała czystek etnicznych i nie pozbawiła władzy Miloševicia” – jak oczekiwało wielu, gdy rozpoczynała się operacja. Mimo wszystko – jako że operacje powietrzne zmusiły Miloševicia do przyjęcia żądań NATO – wśród większości niezależnych od NATO obserwatorów dominuje pogląd, iż siły powietrzne osiągnęły sukces. Padło stwierdzenie, że siły powietrzne przeprowadziły jedną z najbardziej imponujących kampanii powietrznych w historii. Zgodnie z inną opinią Amerykanie i ich sojusznicy osiągnęli coś, co niektórzy eksperci wojskowi uważali wcześniej za niemożliwe: zwycięstwo osiągnięte przez lotnictwo bez współdziałania z innymi rodzajami wojsk. W niektórych artykułach prasowych operację określono jako „największe zwycięstwo sił powietrznych kiedykolwiek” broniące tezy, że lotnictwo jest w stanie w pojedynkę odnieść niektóre rodzaje zwycięstwa. Dla samego Sojuszu poza pomyślnym zakończeniem wojny domowej w Kosowie, ważne było również to, że NATO okazało się elastyczne i zdolne do adaptacji podczas jednego z największych wyzwań w jego historii. Wbrew opiniom sceptyków i krytyków, sojusz wystąpił wspólnie i dowiódł swojej jedności oraz zdolności do obrony swoich interesów oraz wartości. Wbrew naciskom w polityce wewnętrznej oraz geopolitycznym obawom o stosunki z Rosją i Chinami, mimo problemów z uchodźcami i stratami wśród cywilów, sojusz doprowadził operację do końca, wyrażającego się w osiągnięciu celów operacji Allied Force. 14 z 19 państw członkowskich wysłało swoje siły dla potrzeb operacji.
Chociaż kampania powietrzna NATO nie była w stanie zatrzymać prowadzonej przez prezydenta Miloševicia kampanii czystek etnicznych zanim została ona całkowicie ukończona, operacja Sojuszu zdołała częściowo odwrócić skutki tych czystek. Już bowiem w ciągu dwóch tygodni po zakończeniu operacji ponad 600 000 z blisko 800 000 etnicznych Albańczyków i innych wygnańców powróciło do swoich domów. Do końca lipca jedynie 50 tysięcy wypędzonych kosowskich Albańczyków wciąż jeszcze oczekiwało na repatriację. Rezultaty misji NATO w Kosowie doprowadziły do sytuacji, która według logicznych przesłanek była miarą klęski Miloševicia – zawieszenie broni bowiem postawiło go w gorszej sytuacji niż ta, w której znajdowałby się, gdyby nie odrzucił propozycji pokojowych NATO przedstawionych w Rambouillet.
Operacja Allied Force potwierdziła dokonującą się rewolucję w zakresie rodzajów stosowanej broni. Broń precyzyjnego rażenia – bomby i pociski rakietowe – były zdolne do wykonania uderzenia z punktową dokładnością w granicach kilkudziesięciu, czasem nawet kilkunastu centymetrów, od wyznaczonego celu. Pierwsza generacja tej broni była naprowadzana optycznie i wymagała bardzo dobrych warunków pogodowych w pewnej fazie lotu. Druga generacja używała lasera do precyzyjnego naprowadzania, wciąż jednak wymagała dobrej pogody. Trzecia generacja tej broni, dostępna podczas operacji Allied Force, opierała się na satelitarnym systemie GPS, który umożliwia jej funkcjonowanie w dzień i w nocy, zarówno w dobrych, jak i w złych warunkach pogodowych. Broń precyzyjna znacznie ograniczyła liczbę jednostek użytej broni oraz samolotów niezbędnych do zniszczenia celu.

### Allied Force w świetle prawa międzynarodowego
Zdaniem badacza stosunków międzynarodowych, Włodzimierza Malendowskiego, wiosną 1999 roku doszło do pierwszej w dziejach ludzkości „wojny w obronie praw człowieka”. Jego zdaniem, społeczność międzynarodowa zastosowała „prewencję szczególną”, wyrażająca się w ukaraniu bezpośredniego sprawcy, za którego uznano Jugosławię. Jednocześnie – jego zdaniem – miała też miejsce „prewencja ogólna”, czyli działania odstraszające potencjalnych przestępców. Wojna w Kosowie, po raz kolejny ukazała nieskuteczność działań dyplomatycznych w rozwiązywaniu złożonych sytuacji kryzysowych. Niezwykle skomplikowane procesy historyczne, doprowadziły do wytworzenia się na Bałkanach nadzwyczaj zawikłanego i konfliktogennego kompleksu spraw, na który składają się kwestie narodowościowe, przebiegu granic, kulturowe, religijne, bezpieczeństwa, gospodarcze, komunikacyjne itp. Najbardziej pożądaną formą rozwiązywania takich niezwykle trudnych problemów są działania dyplomatyczne. Z pewnością bowiem, najlepszą strategią rozwiązania konfliktu w Kosowie byłoby doprowadzenie do zawarcia porozumienia pokojowego między zwaśnionymi stronami bez użycia siły, wyłącznie środkami dyplomatycznymi. Można też założyć, że gdyby strona serbska zaakceptowała zapisy propozycji porozumienia pokojowego w Rambouillet, zaoszczędziłaby sobie strat osobowych i materialnych, a zamiast uderzeń lotniczych do spornego obszaru weszłyby lekko uzbrojone międzynarodowe siły pokojowe. W ten sposób Serbowie uniknęliby niepotrzebnego rozlewu krwi, a przede wszystkim ogromnych zniszczeń w infrastrukturze przemysłowej. Zakładając taki scenariusz wydarzeń, można przyjąć, że nie doszłoby do masowej migracji ludności albańskiej do sąsiednich krajów, szczególnie zaś do ubogiej Albanii. To z kolei nie doprowadziłoby do kryzysu humanitarnego w regionie. W obliczu jednak zdecydowanej postawy prezydenta Miloševicia, który zabronił delegacji serbskiej podpisania porozumienia pokojowego w Rambouillet, rozwiązanie konfliktu metodami dyplomatycznymi, bez wykorzystania przemocy zbrojnej, okazało się niemożliwe. Operacja powietrzna stała się wobec tego jedyną deską ratunku dla prześladowanej ludności albańskiej.
Operacja Allied Force nosiła wszelkie cechy umożliwiające zakwalifikowanie jej do zbioru operacji reagowania kryzysowego, prowadzonych poza terytorium NATO, które dopiero na początku XXI wieku znalazły odzwierciedlenie w oficjalnych doktrynach Sojuszu. Samą zaś operację natomiast można uznać za humanitarną interwencję. Interwencja ta została zdefiniowana jako działania o charakterze wymuszenia, obejmujące użycie komponentu wojskowego w innym państwie, bez zgody jego rządu, z autoryzacją bądź bez autoryzacji Rady Bezpieczeństwa Narodów Zjednoczonych, w celu zapobieżenia karygodnemu i masowemu łamaniu praw człowieka lub międzynarodowego prawa humanitarnego. Serbskie czystki etniczne w Kosowie sprawiły, że pojawiła się potrzeba ponownego zinterpretowania obrony praw człowieka przez postawienie ich ponad zasadą suwerenności państwa. W obecnym stanie prawa międzynarodowego interwencja taka jest interwencją naruszającą postanowienia artykułu 2 pkt. 4 Karty Narodów Zjednoczonych, zakazującego stosowania groźby lub użycia siły przeciwko całości terytorialnej lub niepodległości jakiegokolwiek państwa. Jak jednak stwierdził sekretarz generalny ONZ Kofi Annan: „Jeśli państwa ze skłonnościami do zbrodni będą wiedziały, ze suwerenność nie gwarantuje im bezkarności, nie wkroczą na tę drogę”. W myśl tej doktryny, gdyby państwa jednak zdecydowały się rozpocząć działania uznawane przez prawo międzynarodowe za zbrodnicze, muszą liczyć się z możliwością zastosowania wobec nich przemocy zbrojnej. Przemoc ta jednak, w postaci humanitarnej interwencji, zawsze będzie ostateczną formą reakcji społeczności międzynarodowej na brutalne naruszanie praw człowieka.
Operacja Allied Force osiągnęła swe cele, i z tego punktu widzenia należy uznać ją za sukces. W jej wyniku Serbowie zaprzestali czystek etnicznych, wycofali z Kosowa jednostki wojskowe, do prowincji tej wprowadzono w zamian lądowe siły pokojowe NATO. Czynnikami determinującymi oblicze operacji reagowania kryzysowego są jednakże nie tylko jej efekty, lecz duże znaczenie odgrywają w nich legalność i legitymizacja, te zaś w przypadku operacji Allied Force do dziś są przedmiotem sporów w gronie ekspertów w zakresie bezpieczeństwa międzynarodowego. Jak stwierdził raport niezależnej Międzynarodowej Komisji w sprawie Kosowa:

Interwencja militarna NATO w Kosowie była nielegalna, ale legitymizowana.(...) Doświadczenia płynące z interwencji NATO w tej prowincji, wskazują że istnieje potrzeba zamknięcia rozwarcia między legalnością i legitymizacją.

Operację Allied Force można uznać za szczególny przypadek zarówno w aspekcie legalności, jak i legitymizacji. Sprawa Kosowa podzieliła nie tylko członków Rady Bezpieczeństwa ONZ, ale groziła nawet pęknięciem w samym NATO. Słusznie przypuszczano, że na interwencję w Kosowie nie wyraziłyby zgody Rosja oraz Chiny. Wymóg osiągnięcia konsensusu był i wciąż pozostaje czynnikiem hamującym w podejmowaniu tak trudnych decyzji jak te o podjęciu operacji wojskowych z użyciem przemocy zbrojnej na terytorium obcego państwa. Z rezolucji nr 1244 trudno wywieść potępienie operacji powietrznej Allied Force, brak jest jednak w niej wyraźnej autoryzacji post factum dla tej operacji. Przesłanki te wywołały pytania grona ekspertów, tak cywilnych, jak i wojskowych, czy NATO miało prawo do podjęcia tak represyjnej i intensywnej operacji, co do której decyzję powinna podjąć Rada Bezpieczeństwa ONZ, a jak wiadomo, Rada nie podjęła takiej decyzji. Decydenci polityczni Sojuszu, przekonywali jednak, że nieskuteczność ONZ w rozwiązywaniu sytuacji kryzysowych powodowała, iż interwencja powietrzna w sytuacji postępującego kryzysu humanitarnego stała się jedynym dostępnym i racjonalnym rozwiązaniem, co jest czynnikiem legitymizującym operację. Bezdyskusyjne jednak pozostaje, że decyzja o siłowym rozwiązaniu konfliktu w Kosowie została podjęta przez Radę Północnoatlantycką bez wymaganego upoważnienia Rady Bezpieczeństwa ONZ, co stanowiło wyraźne naruszenie postanowień Karty Narodów Zjednoczonych. W konsekwencji operację powietrzną uznano w świetle prawa międzynarodowego za agresję w stosunku do suwerennego państwa. Sojusz nie mógł w tej sytuacji powoływać się ani na artykuł 51 Karty Narodów Zjednoczonych określający prawo do samoobrony, ani też na ustalenia rozdziału VII tej Karty mówiący o działaniach Rady Bezpieczeństwa w razie zagrożenia lub naruszenia pokoju bądź aktu agresji. Co więcej, do podjęcia operacji wojskowej nie upoważniała także konwencja o zakazie ludobójstwa z 1948 roku, która stwarza podstawę prawną do karania jedynie osób fizycznych, a nie państw.
Sytuacja taka skłania do pogłębionej refleksji nad rolą i przyszłością Rady Bezpieczeństwa, a nawet przyszłością całej Organizacji Narodów Zjednoczonych, niezdolnych do reakcji na naruszenia najbardziej podstawowych praw człowieka i skutecznego działania w celu zapobieżenia dokonywanym naruszeniom. W dyskusji nad prawnymi i etycznymi aspektami operacji Allied Force, trafne wydaje się być obrazowe stwierdzenie M. Bothe: „jeśli dochodzi do zderzenia prawa i etyki, to coś musi być nie w porządku albo z prawem, albo z etyką”. Sytuacja ta powoduje pilną konieczność wypracowania przez społeczność międzynarodową prawnych mechanizmów skutecznego rozwiązywania skomplikowanych problemów międzynarodowych i regionalnych.